# Kungliga franska främlingsregementen

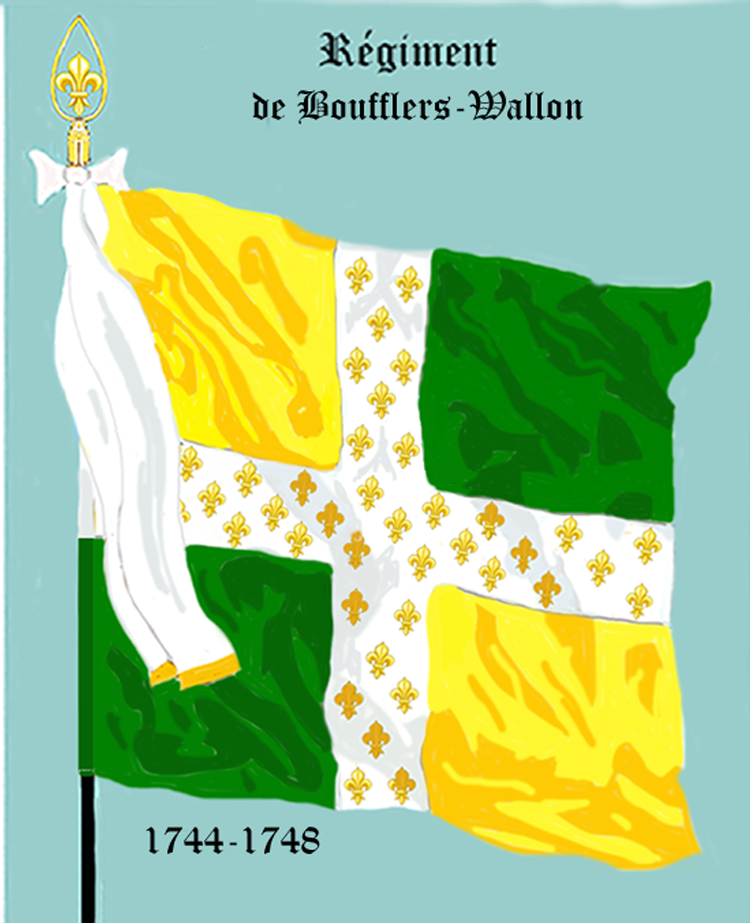
Kompanifana för Régiment de Boufflers-Wallon

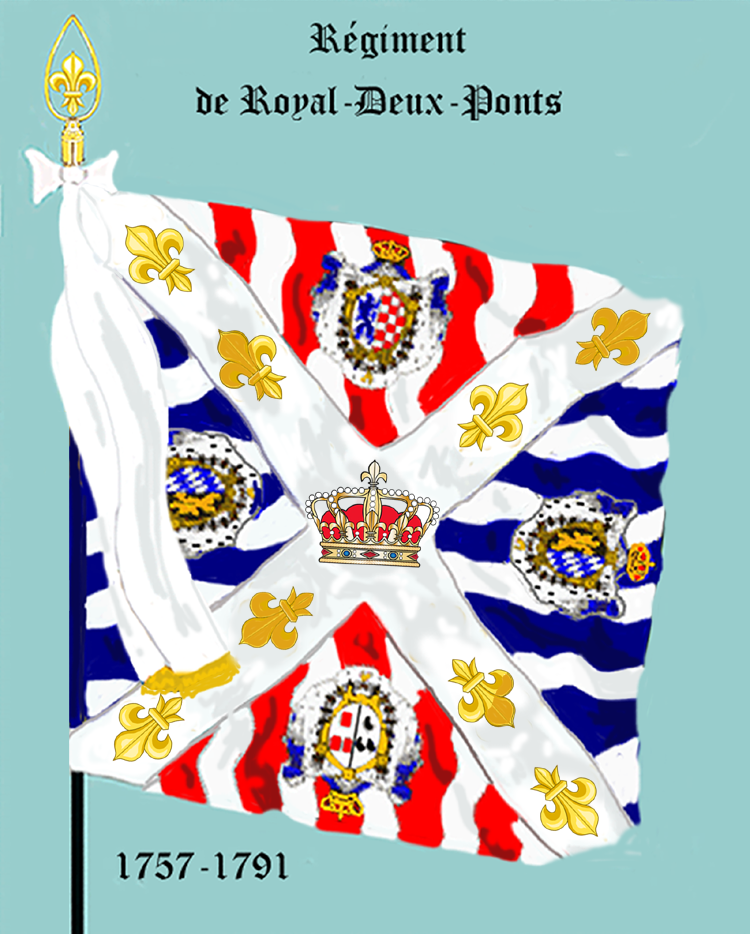
Kompanifana för Régiment de Royal-Deux-Ponts

Kungliga franska främlingsregementen var i utlandet värvade regementen i fransk tjänst under 1600–1700-talen. De kom huvudsakligen från Schweiz, Tyskland, Irland och Vallonien. Svenska och polska regementen räknades som tyska; skotska som irländska. De schweiziska regementen hade ofta tillägget des grisons (från Graubünden) eller de bâlois (från Basel); de vallonska betecknades antingen som hörande till Vallonien (Régiment wallon) eller till Liège (Régiment liègois).
Efter den franska revolutionen omorganiserades den franska armén 1791 och främlingsregementena sammanslogs med franska regementen till nya numrerade linjeregementen.

## Danska regementen
Régiment de Yoel
 
Bildat 1690
→ 1692: Régiment de Royal Danois (nedlagt 1698)

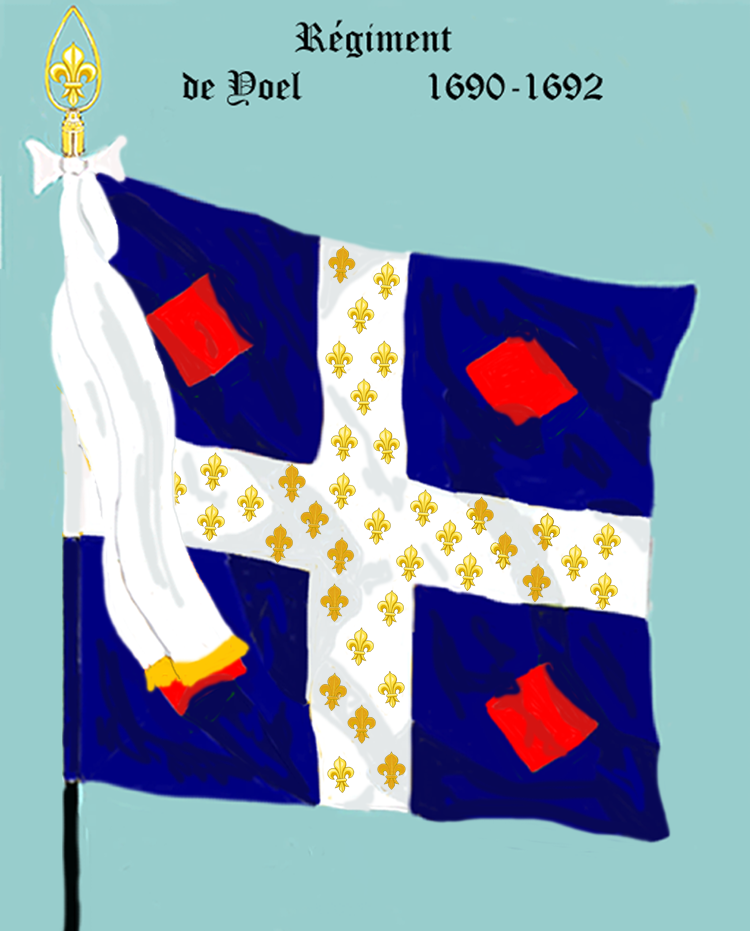
Régt Yoel och Régt Royal Danois

## Irländska regementen
- Régiment d’Albany
Upptagen i 1734 års rulla som 137e régiment d’infanterie
- Régiment de Betagh
Upptagen i 1762 års rulla som 78e régiment d’infanterie

Régiment de Berwick
 
Bildat 1698
 

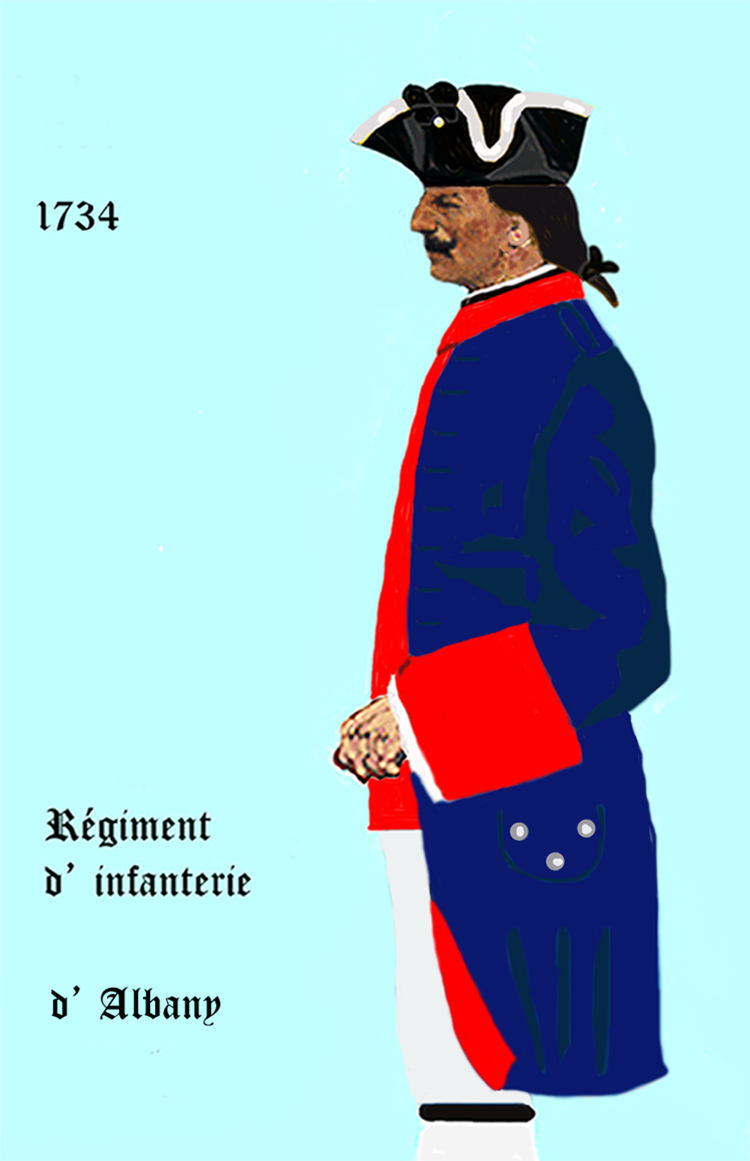
Régiment d’Albany Upptagen i 1734 års rulla som 137e régiment d’infanterie
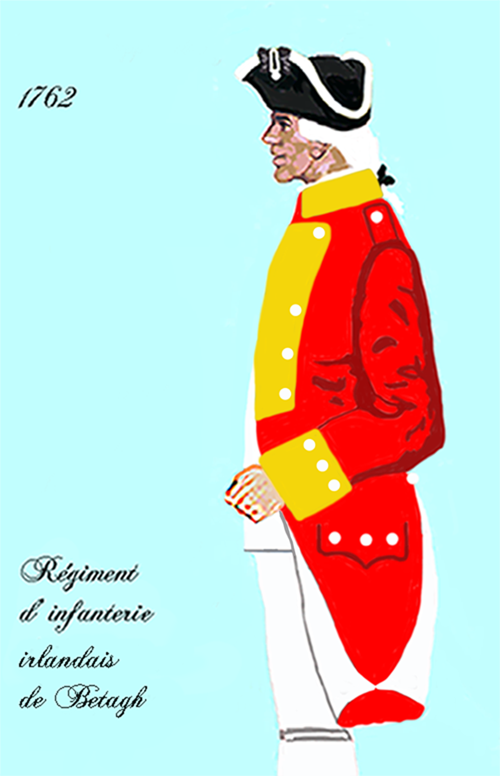
Régiment de Betagh Upptagen i 1762 års rulla som 78e régiment d’infanterie

→ 1791: 88ème régiment d’infanterie de ligne

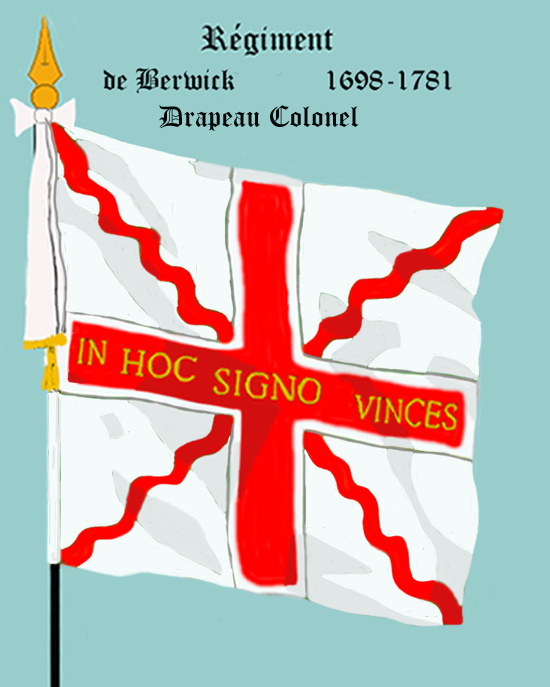
Livfana 1698
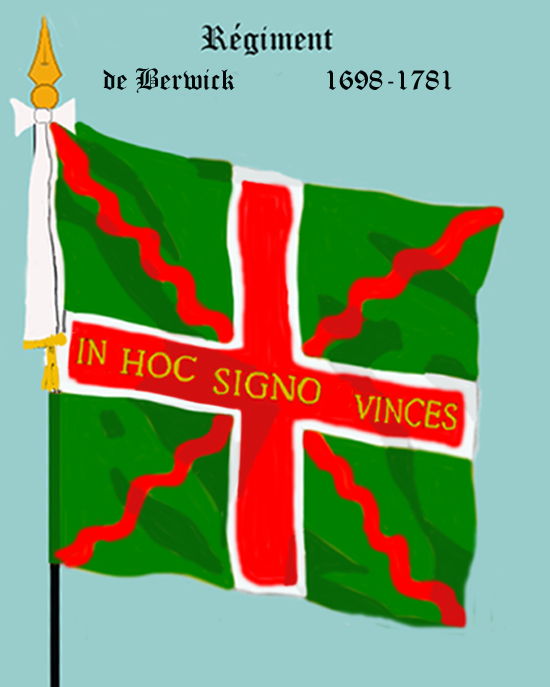
régiment de Berwick de 1698 à 1781
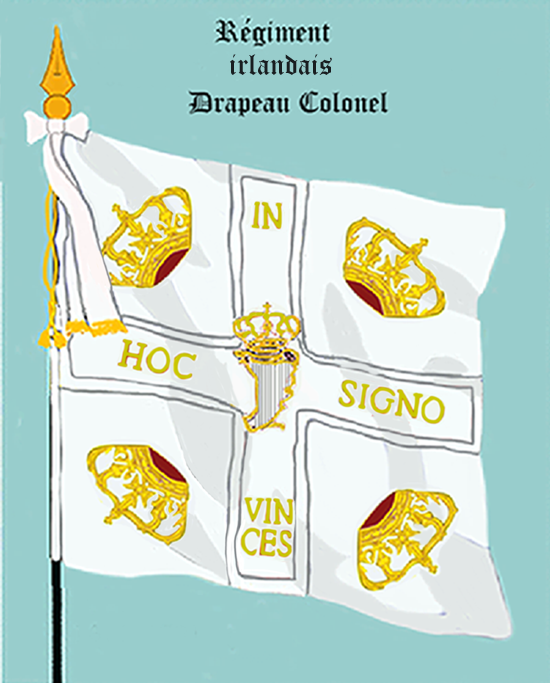
Livfana 1781
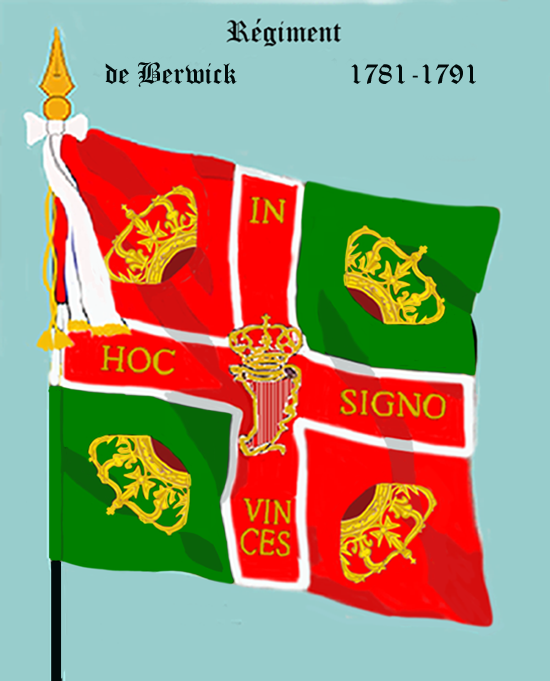
Berwick 1781
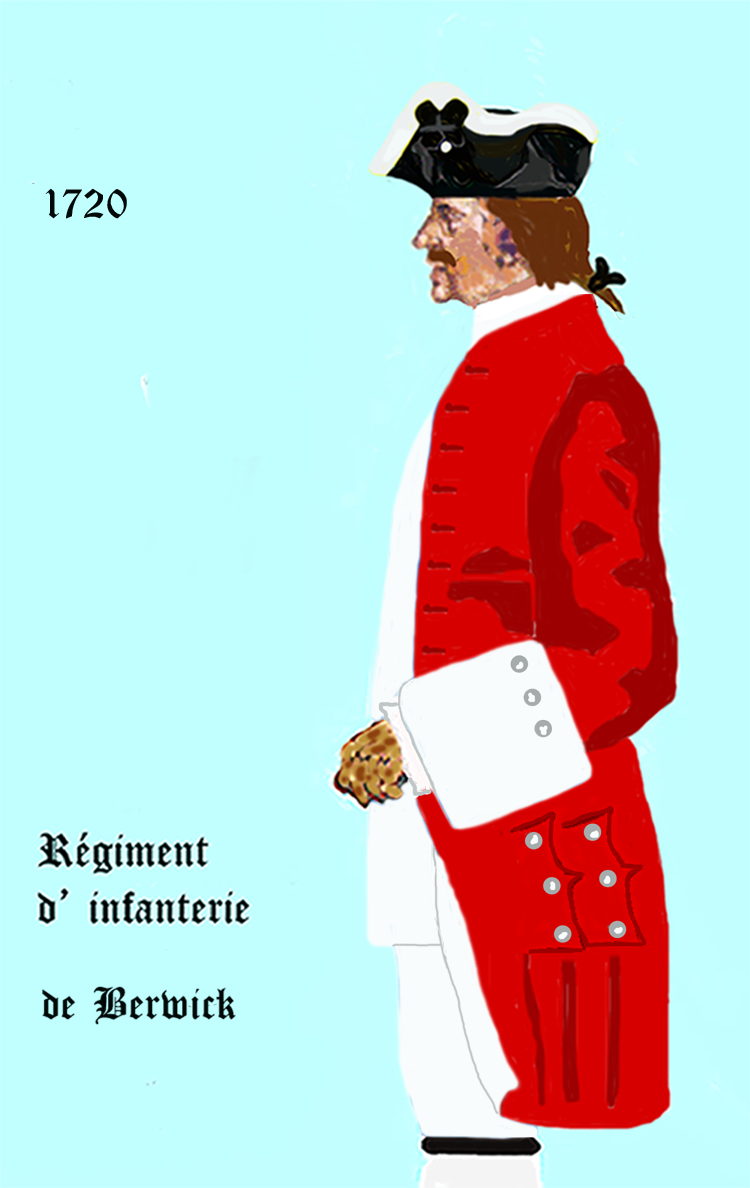
Berwick 1720
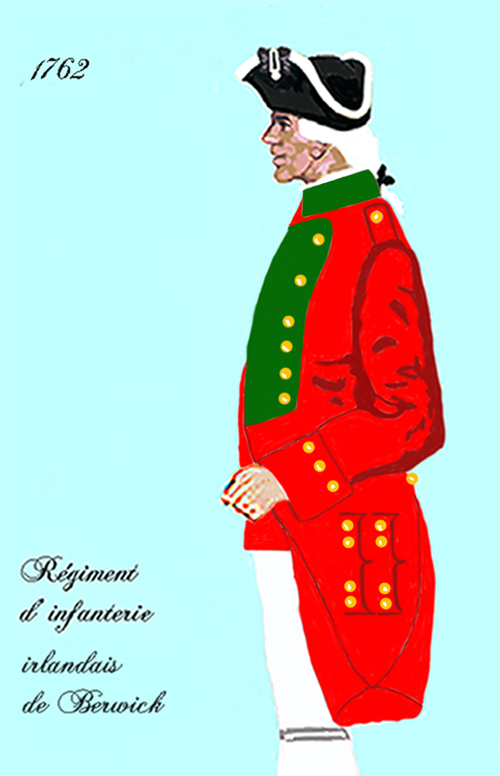
Berwick 1762
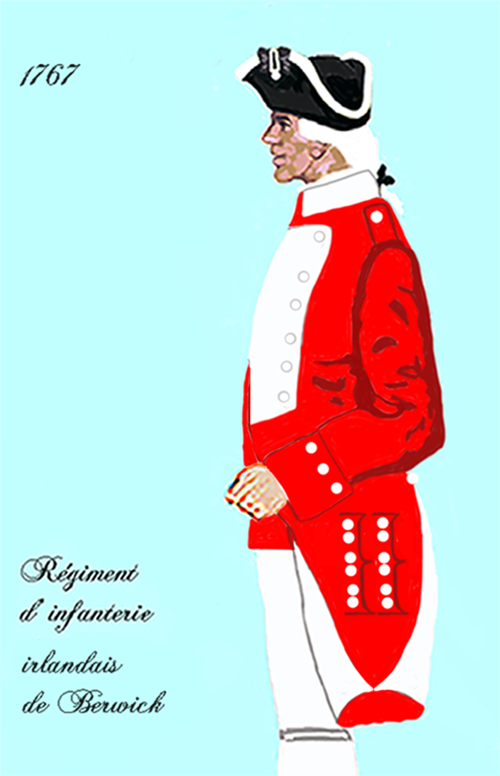
Berwick 1767
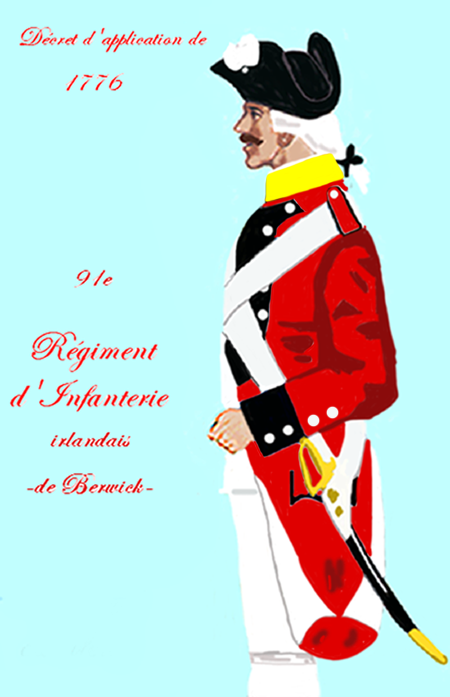
Berwick 1776

Régiment de Dillon
 
Bildat 1690
 
→ 1791: 87ème régiment d’infanterie de ligne
- Dillon
- Dillon 1720
- Dillon 1734
- Dillon 1762
- Dillon 1791

Régiment de Clare
 
Bildat 1691
 
→ 1691: Régiment de Clare
  
→ 1694: Régiment de Lee
 

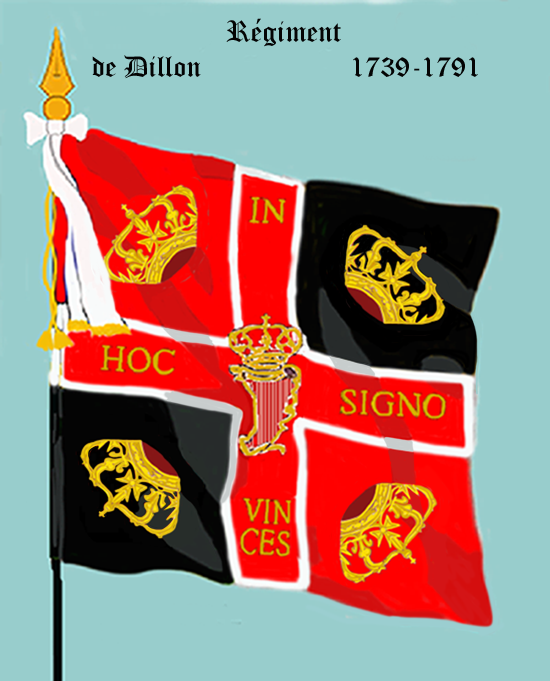
Dillon
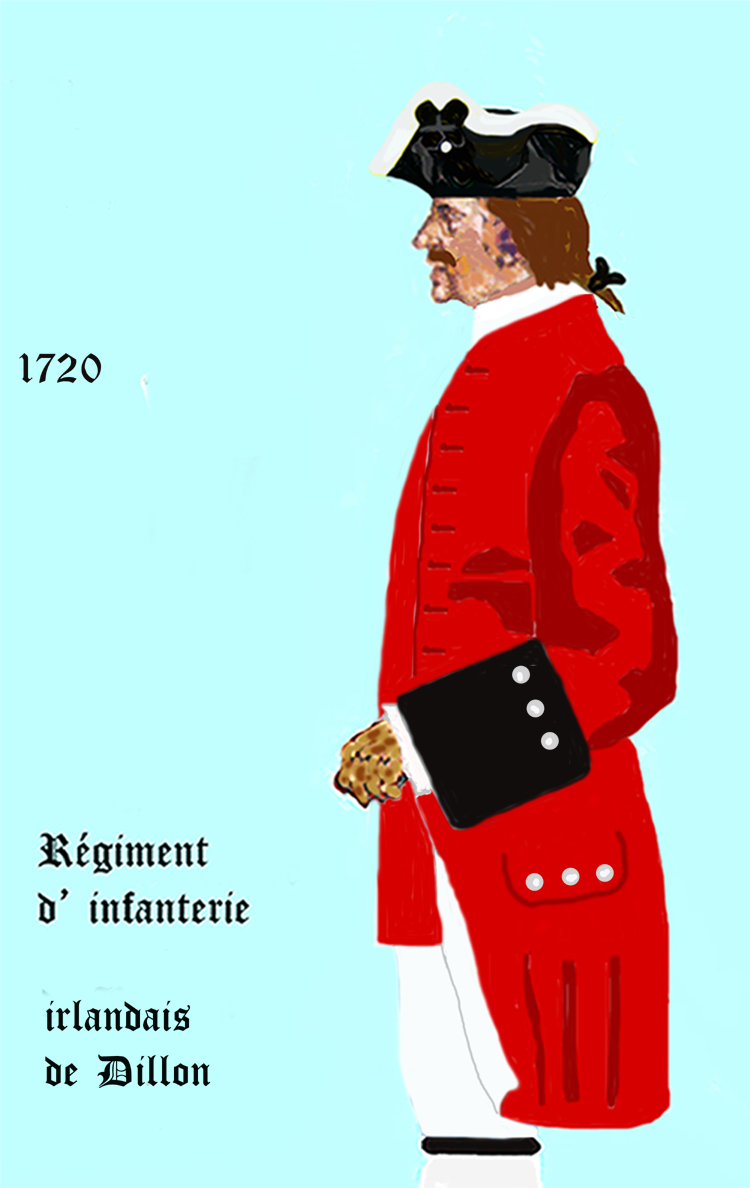
Dillon 1720
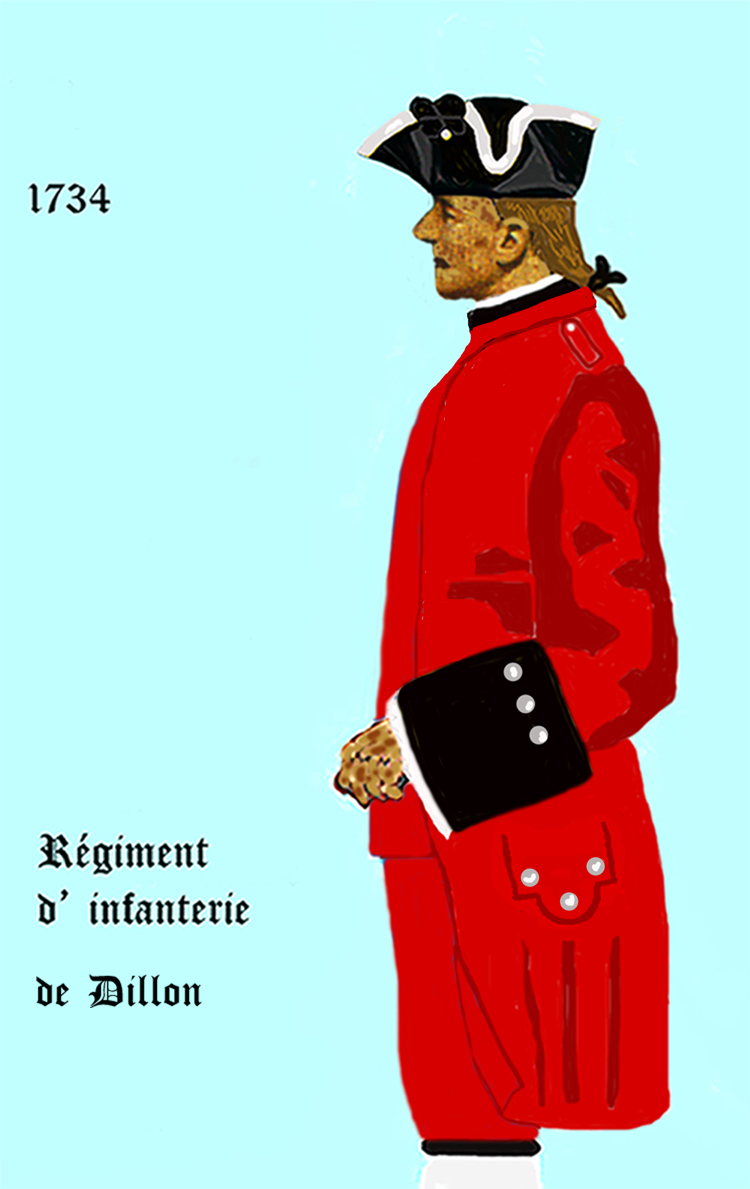
Dillon 1734
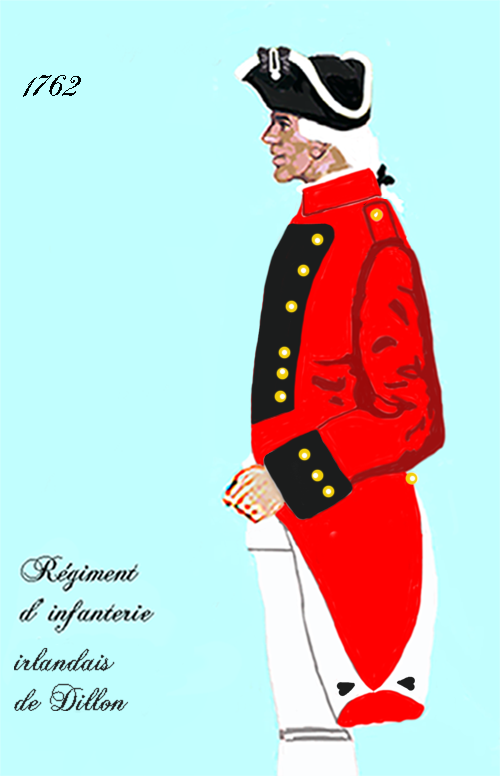
Dillon 1762
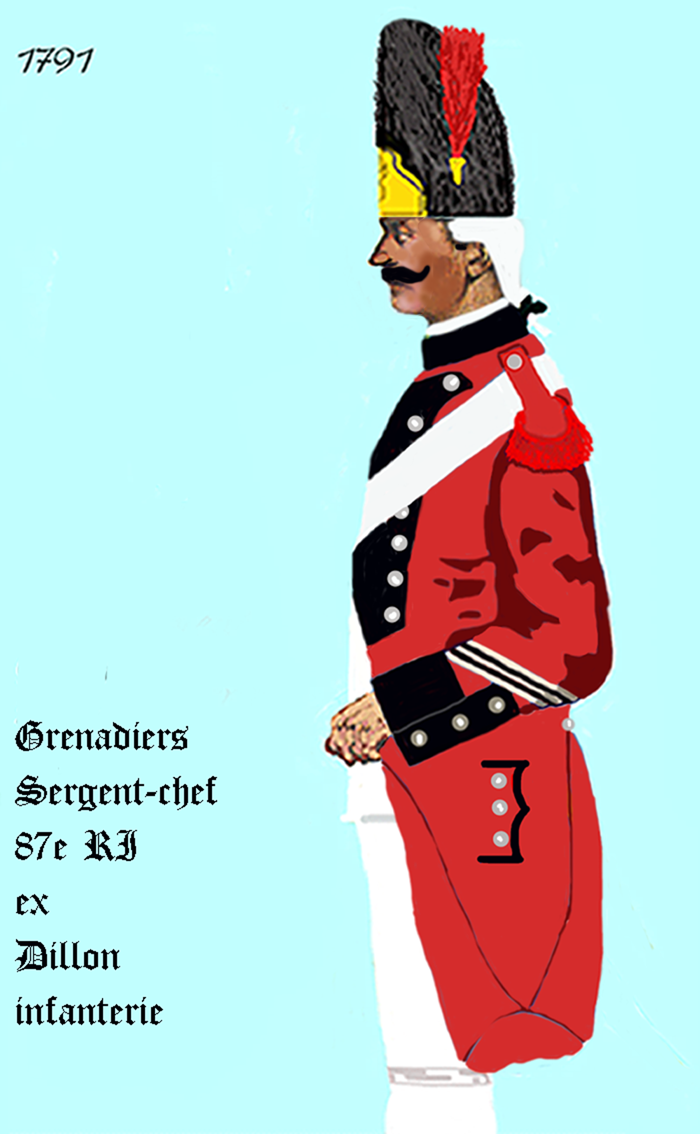
Dillon 1791

→ 1730: Régiment de Bulkeley 77e RI
 
→ 1775: Sammanslagning med Régiment de Dillon

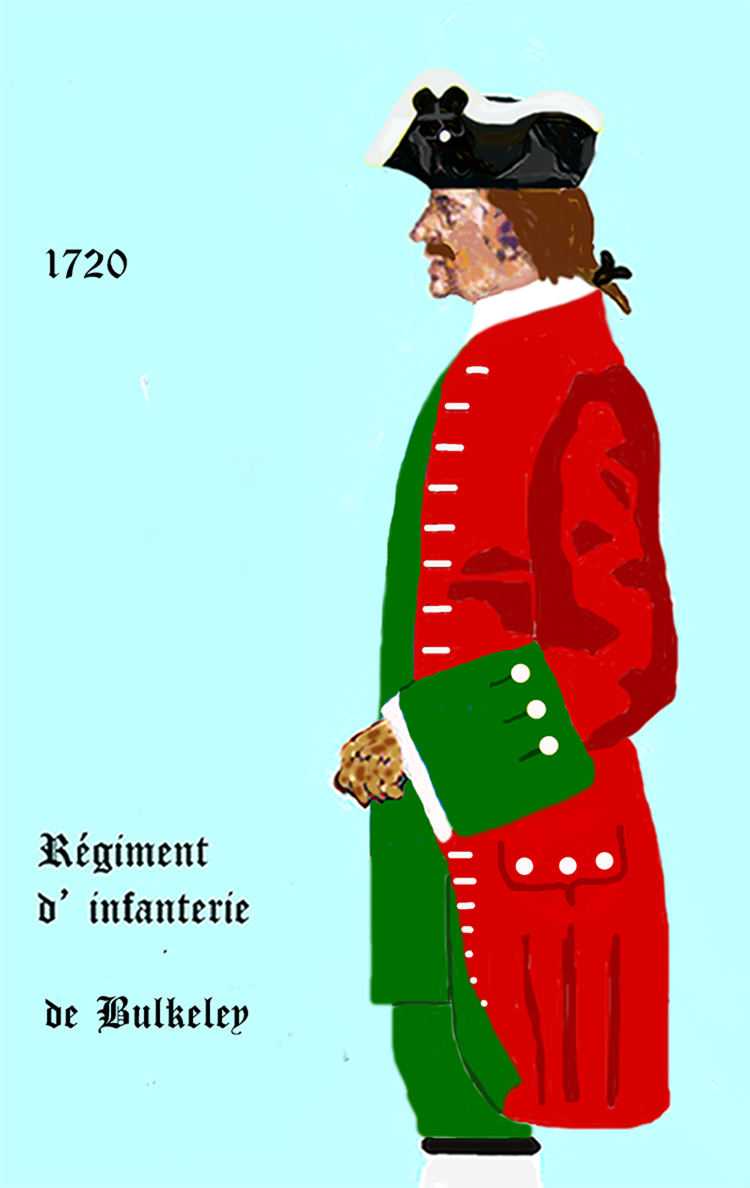
Bulkeley 1720
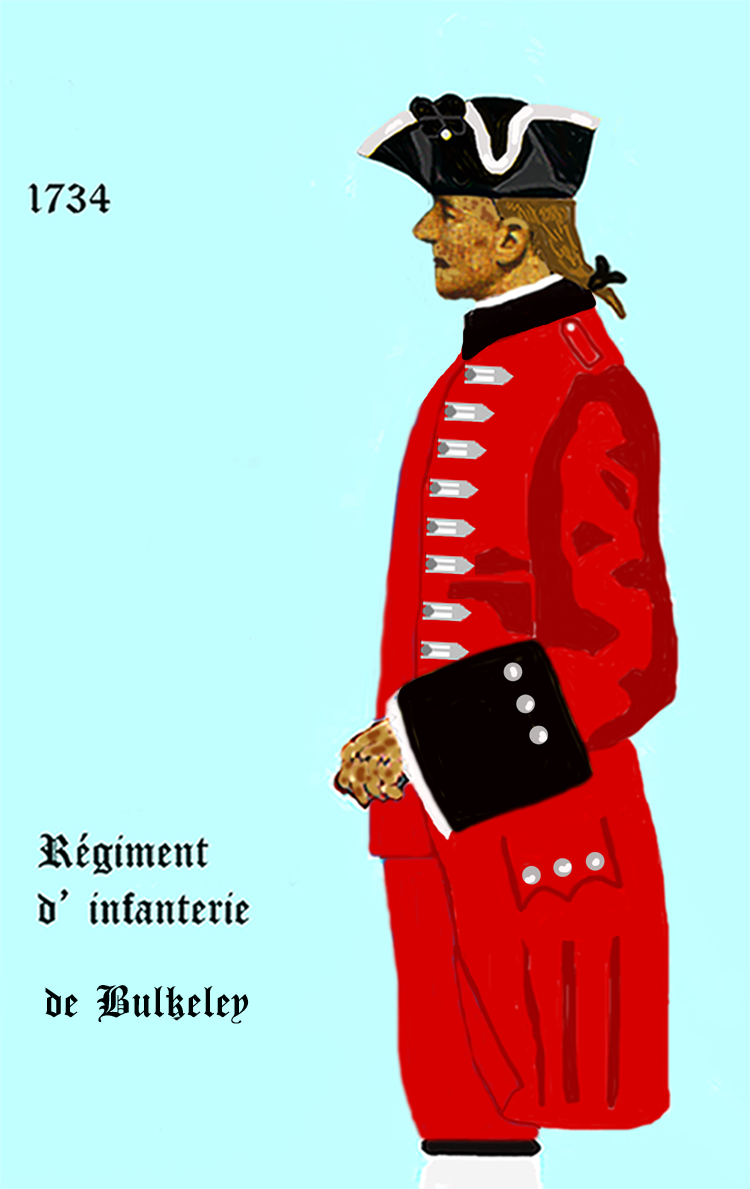
Bulkeley 1734
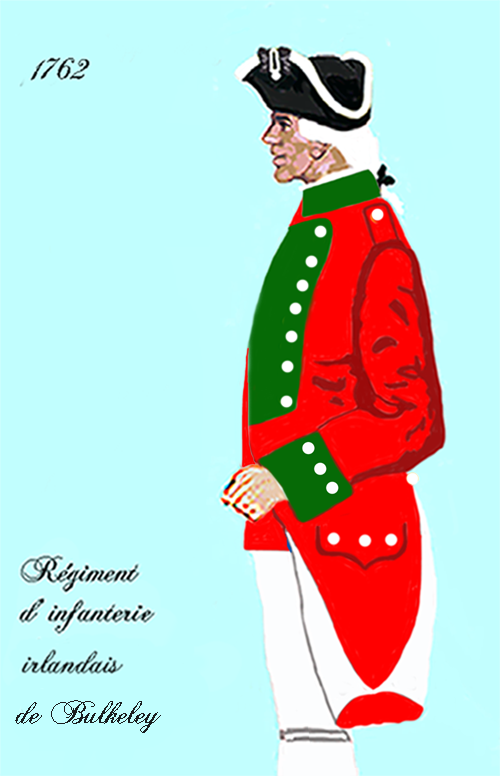
Bulkeley 1762

Régiment d' O'Brien
 
Bildat 1689
 
→ 1706: Régiment d' O'Brien
 
→ 1720: Règiment de Clare 104e RI
  
→ 1775: Sammanslagning med Régiment de Berwick
- Clare 1720

Régiment de Dorrington
 
Bildat 1698
 
→ 1718: Régiment de Rooth
 
→ 1766: Régiment de Roscommon
 
→ 1770: Régiment de Walsh 95e RI
 

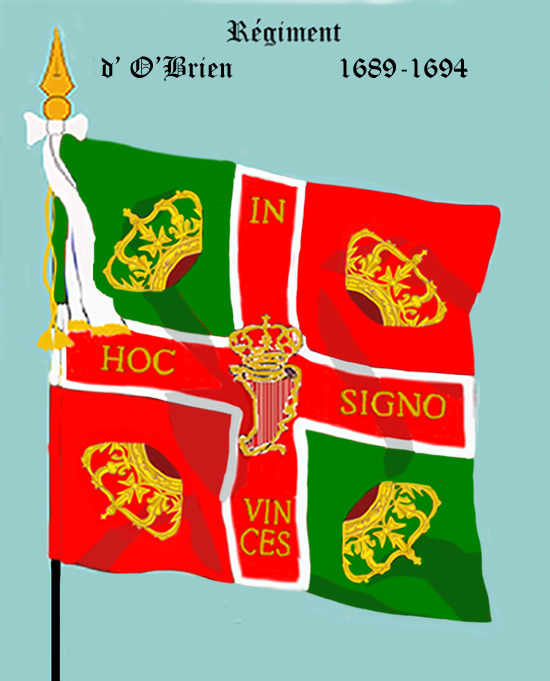
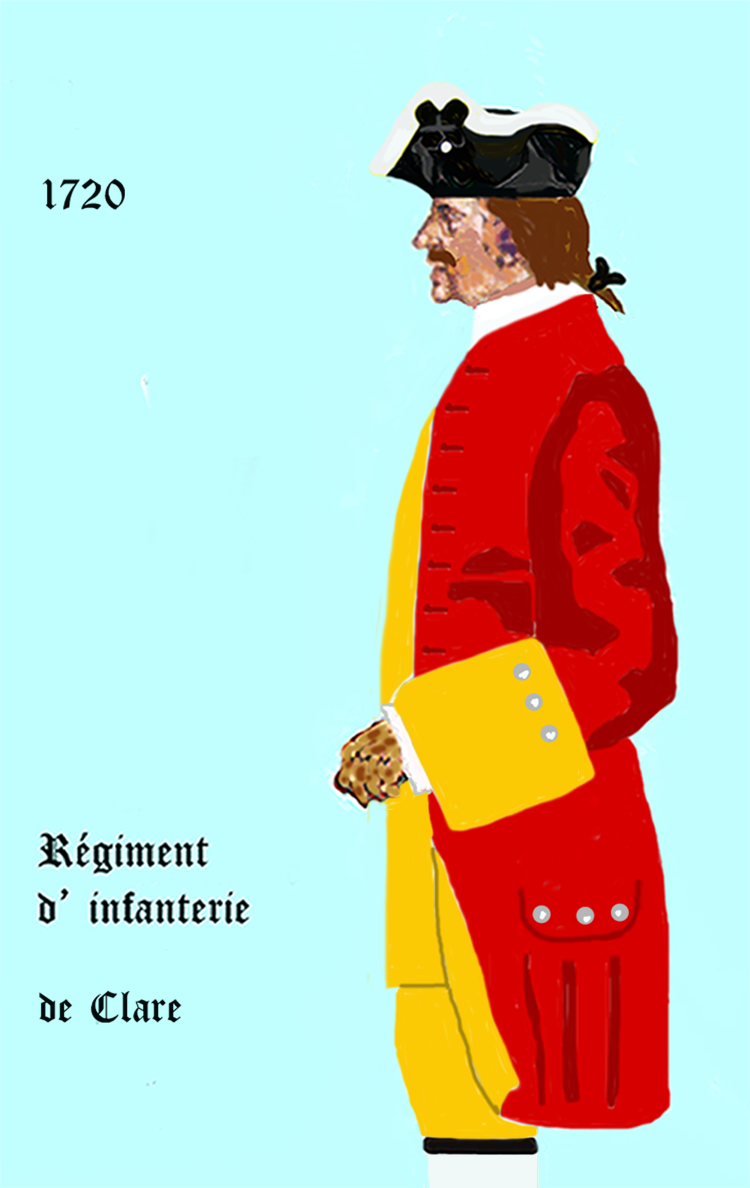
Clare 1720

→ 1791: 92ème régiment d’infanterie de ligne

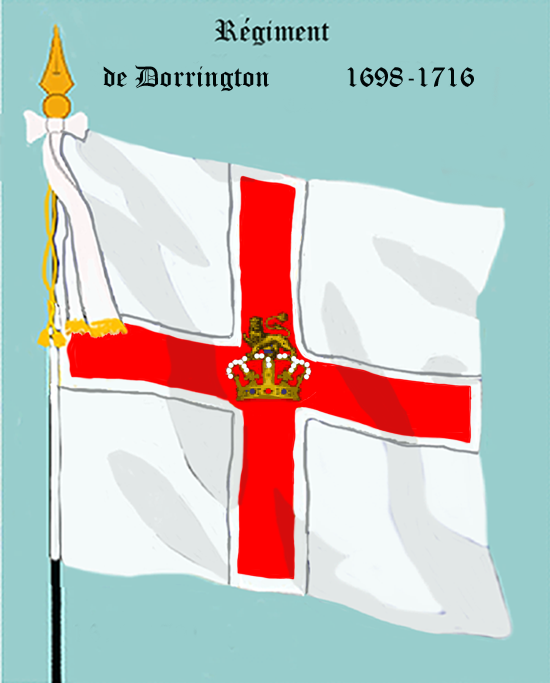
Rég Dorrington och alla efterföljare
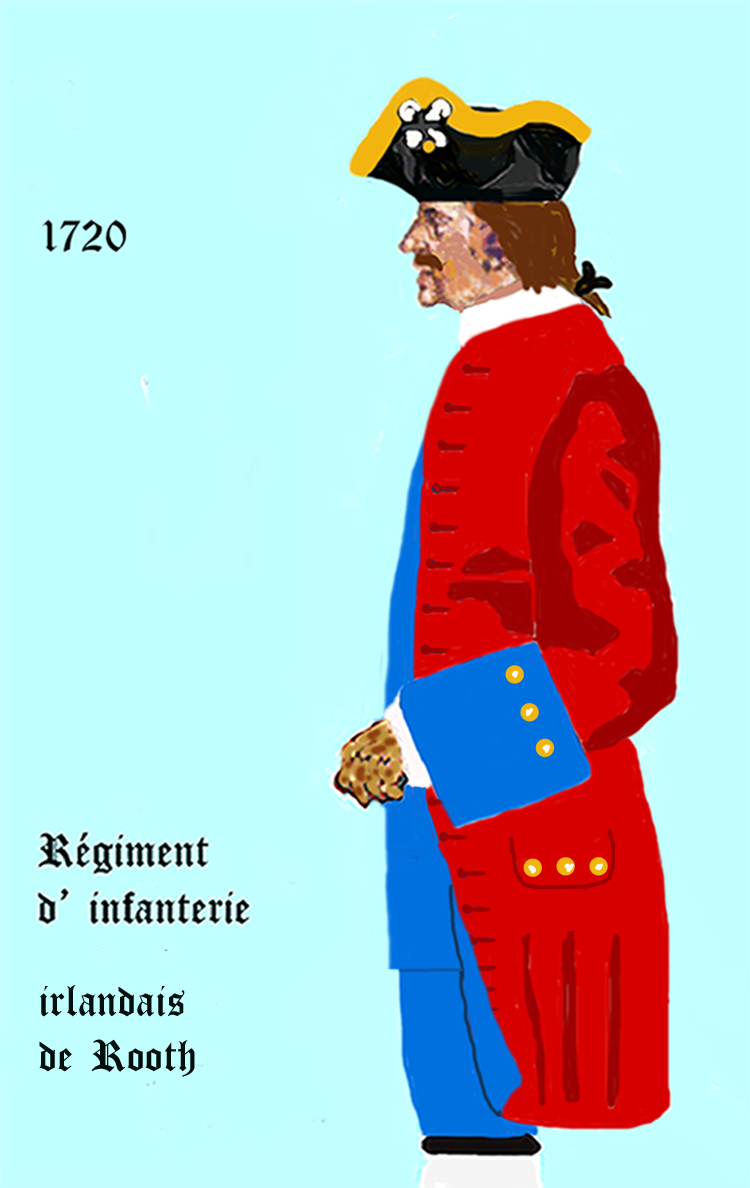
Rooth 1720
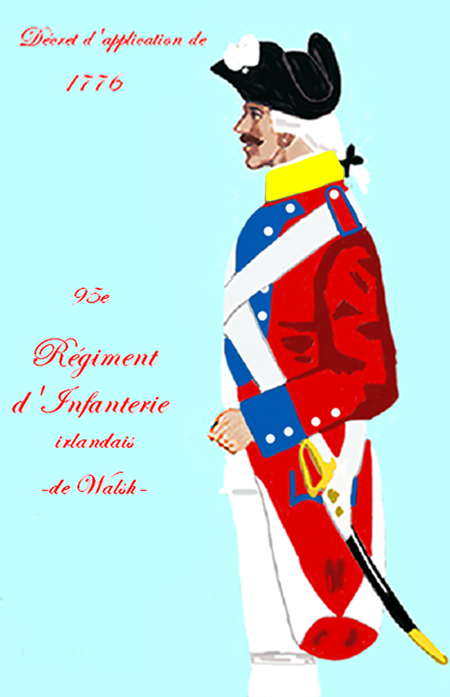
Walsh 1776

Régiment de Lally
 
Bildat 1744
 
→ 1762: Sammanslagning med Régiment de Dillon

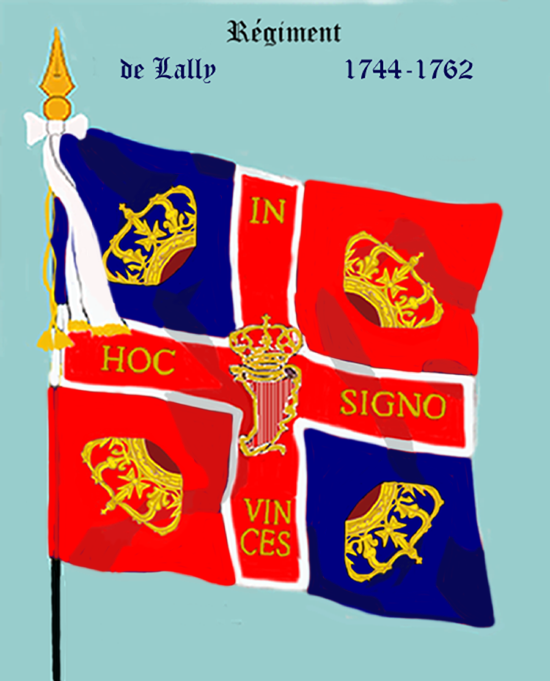
Lally
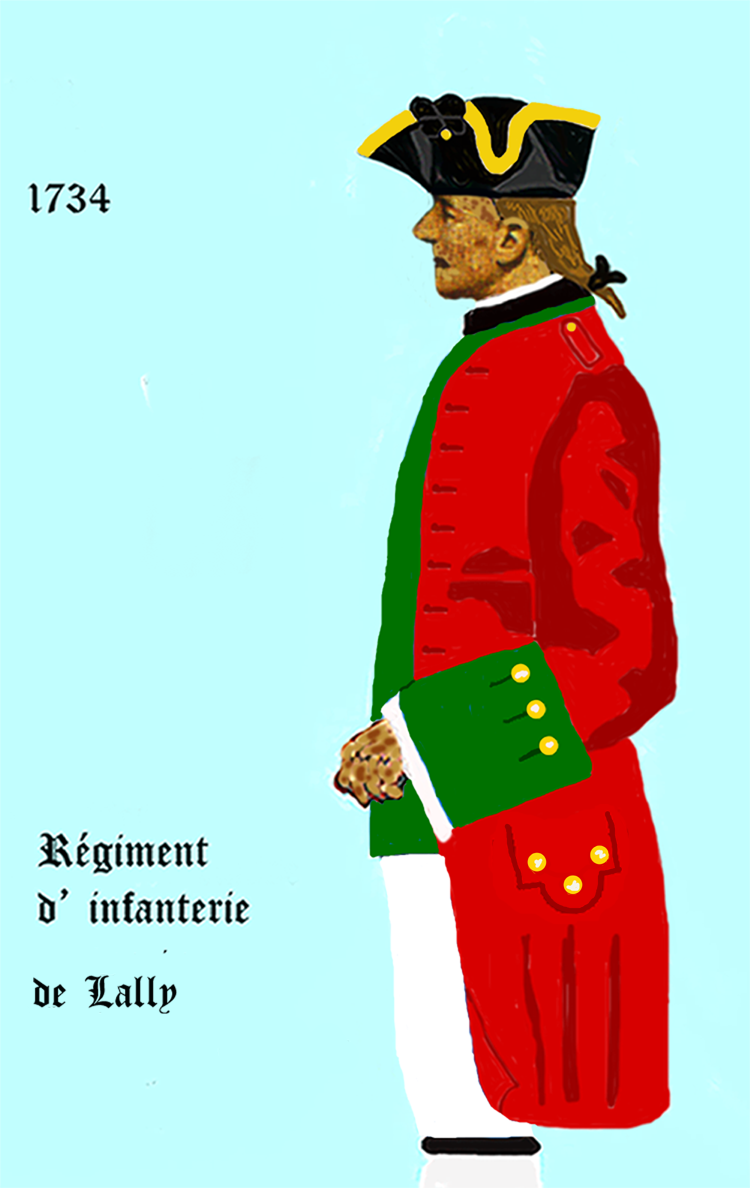
Lally 1744

Régiment d’Ogilvy
 
Bildat 1747
 
→ 1770: Sammanslagning med Régiment de Clare 104 RI  

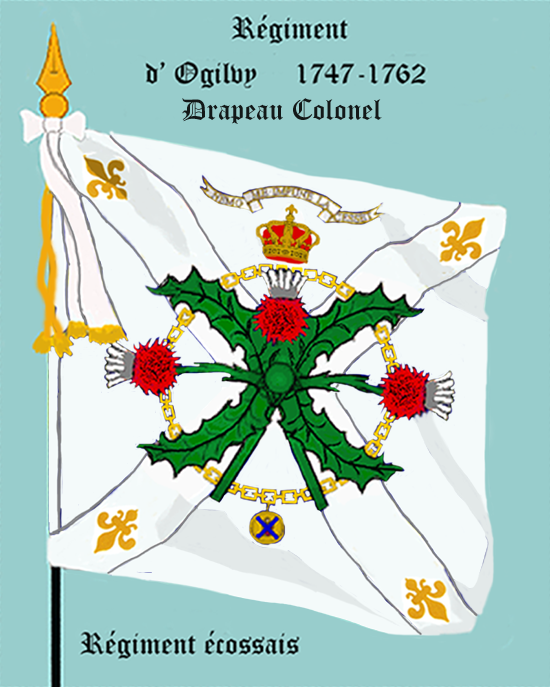
Ogilvy Colonel
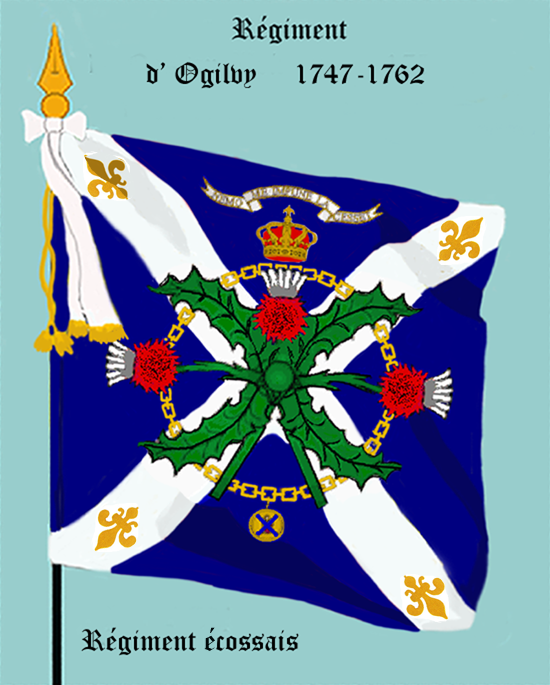
Ogilvy
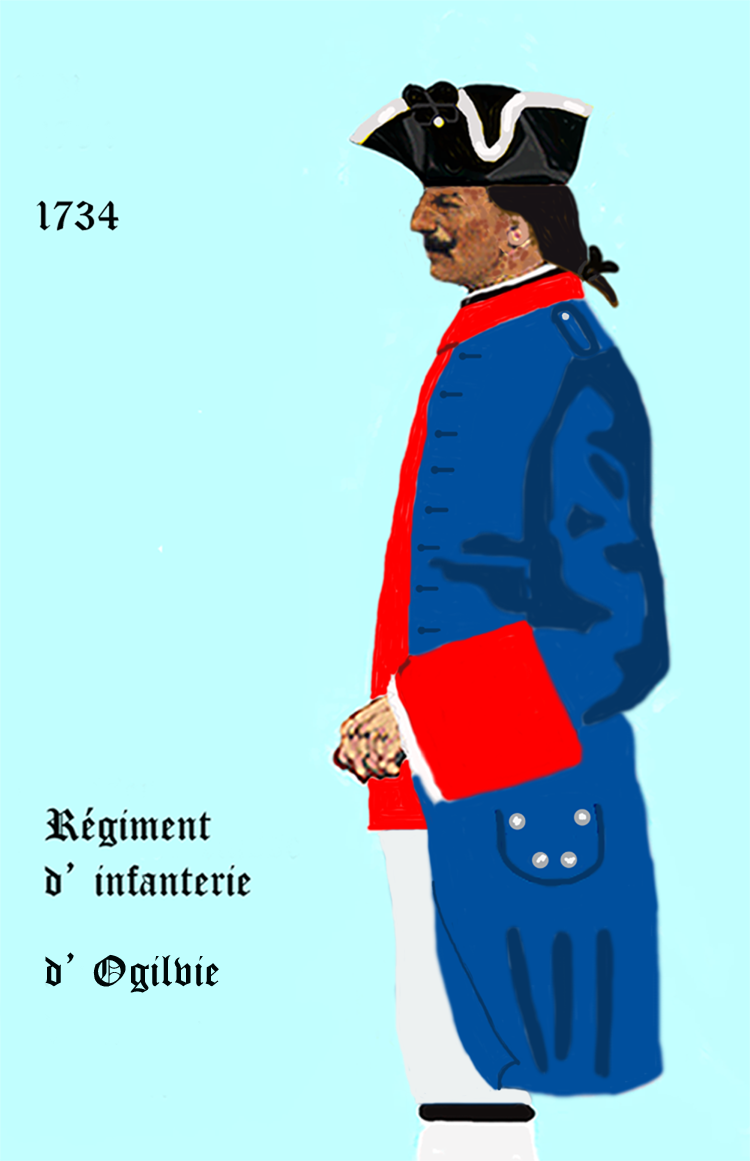
Ogilvy 1747

Régiment de Royal Écossais
 
Bildat 1744
 
→ 1762: Sammanslagning med Régiment de Bulkeley 77e RI  

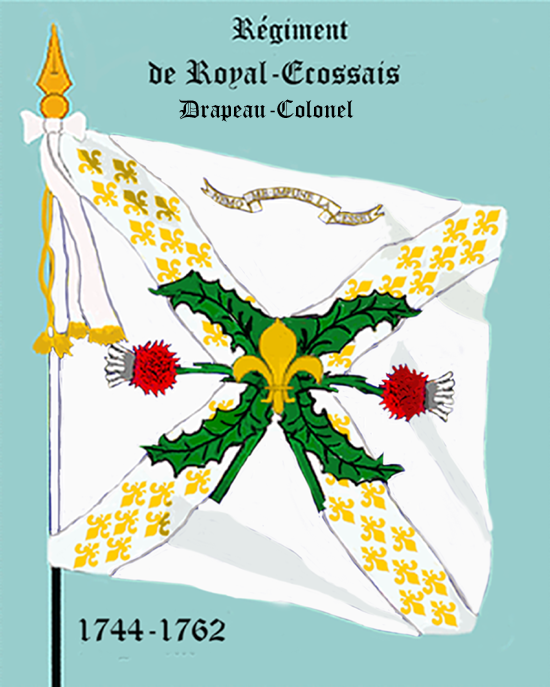
Royal Ecossais - Livfana
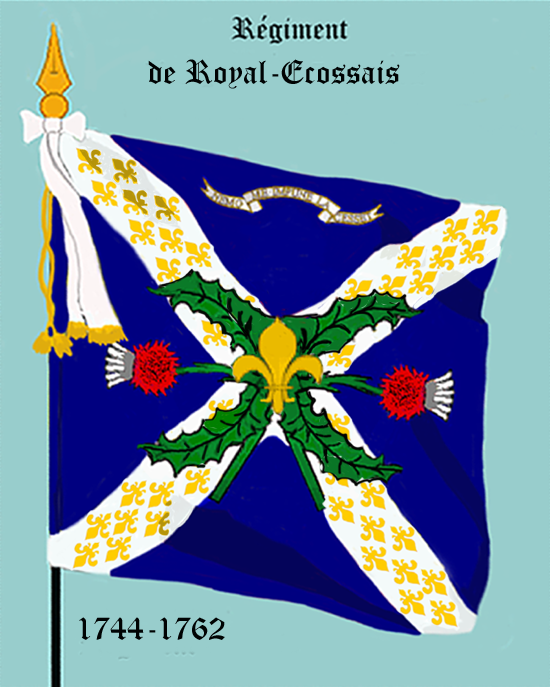
Royal Ecossais
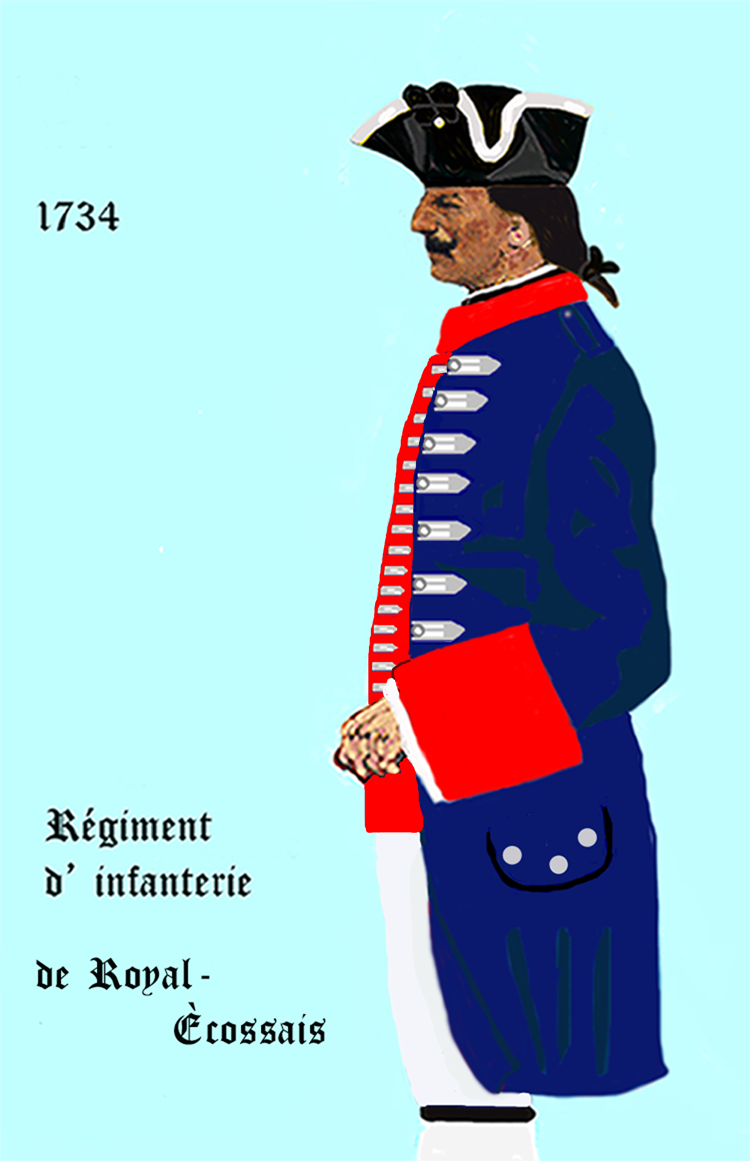
Royal Ecossais 1743/44 - 1757

## Vallonska regementen

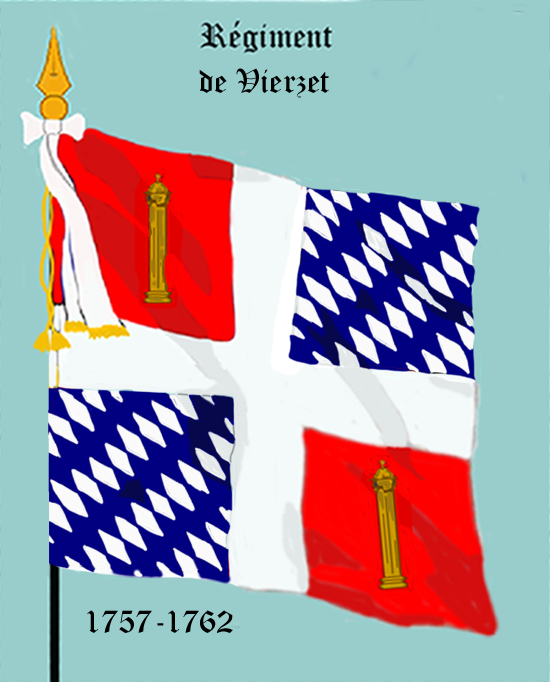
Rgt de Vierzet

Régiment de Solre
 
Bildat 1698
 
→ 1711: Régiment de Beaufort
 
→ 1721: Régiment de Boufflers 98e RI
 
→ 1727: Régiment de La Valliére 98e RI
 
→ 1741: Régiment de Guise 98e RI
 
→ 1747: Régiment d’Escars 98e RI
  
→ 1749: Sammanslagning med Régiment de Tournaisis (franskt regemente) 

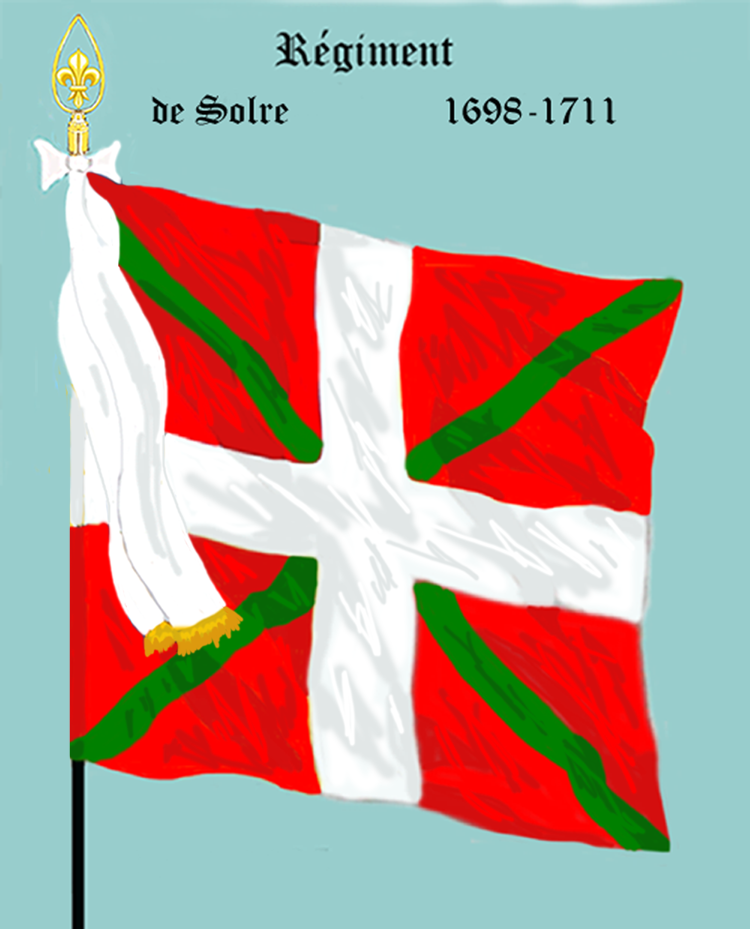
Rég Solre till Rég La Valliére
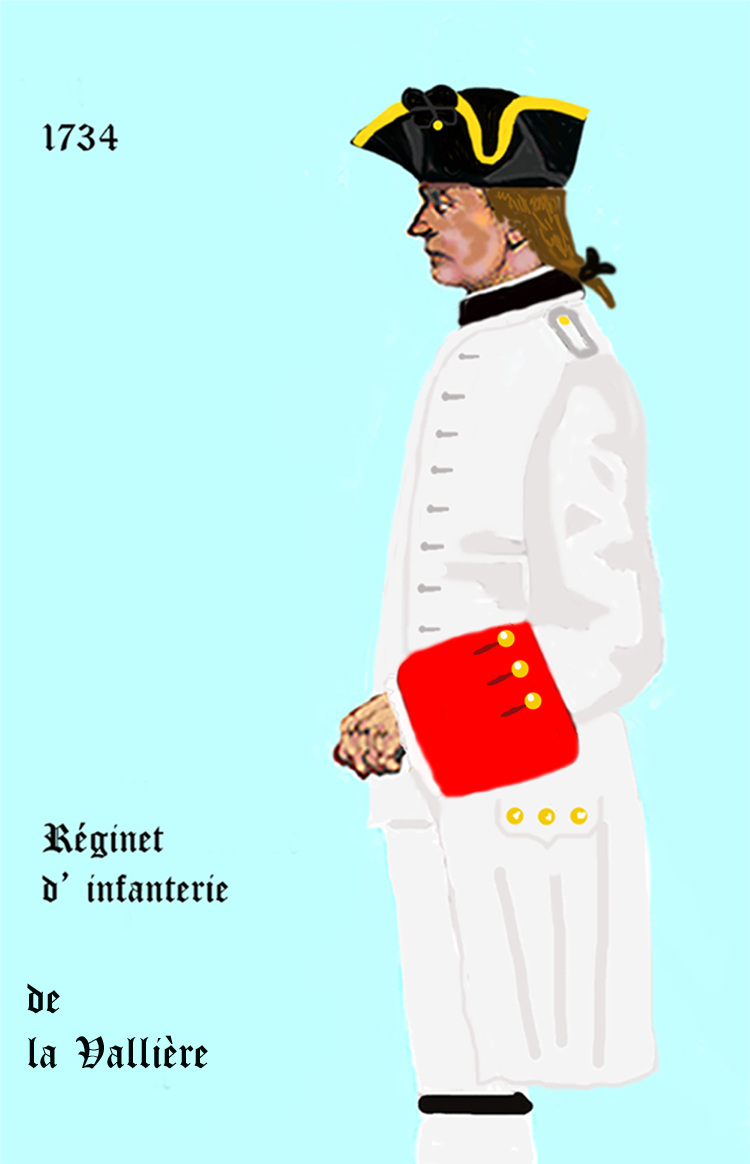
La Valliére
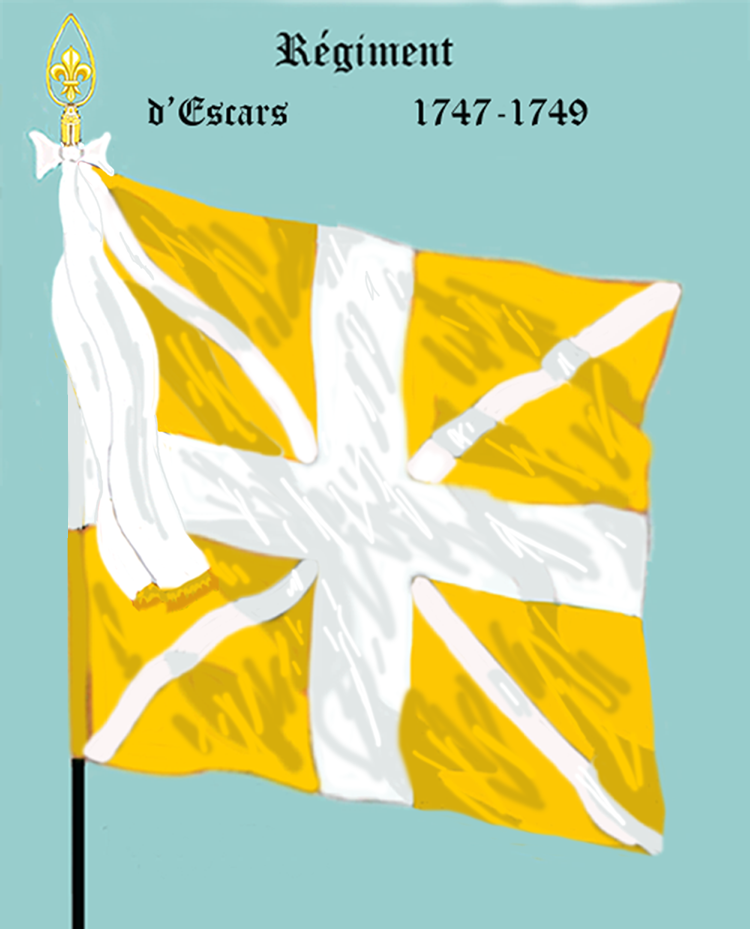
Rég Guise och Rég Escars

Régiment de Boufflers-Wallon
 
Bildat 1744:  128e RI (nedlagt 1748)

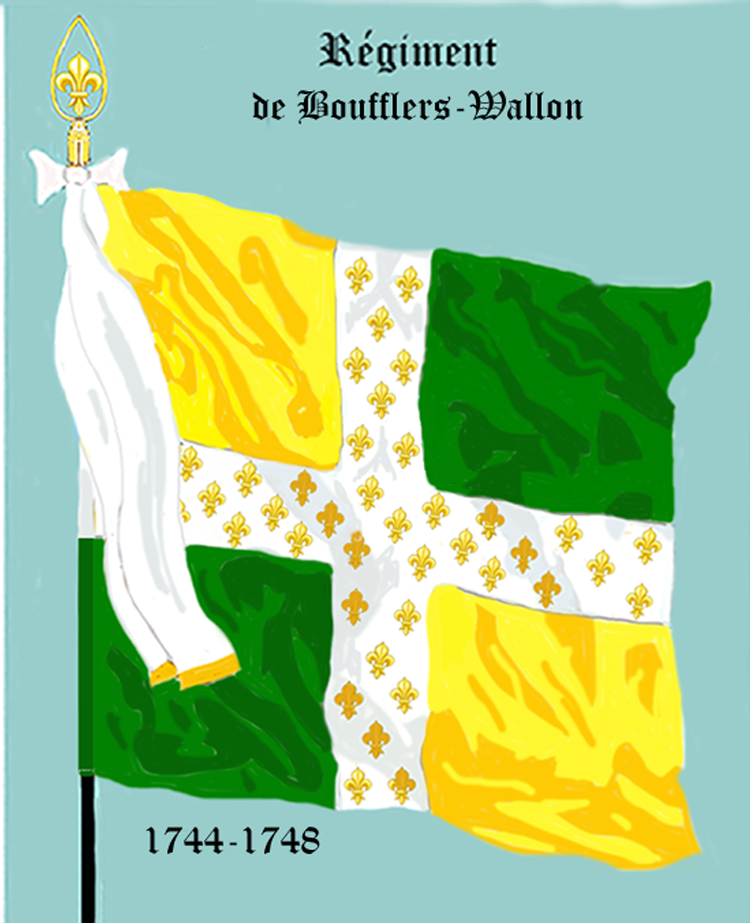
Boufflers-Wallon
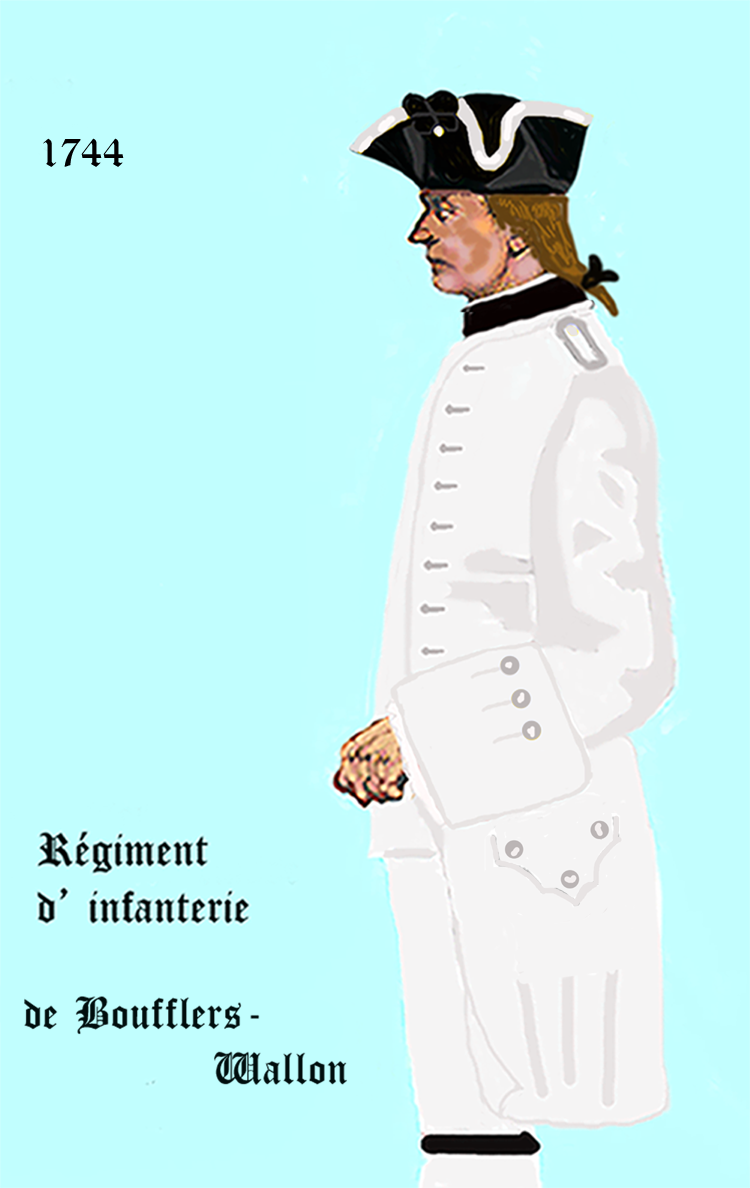
Boufflers-Wallon 1744
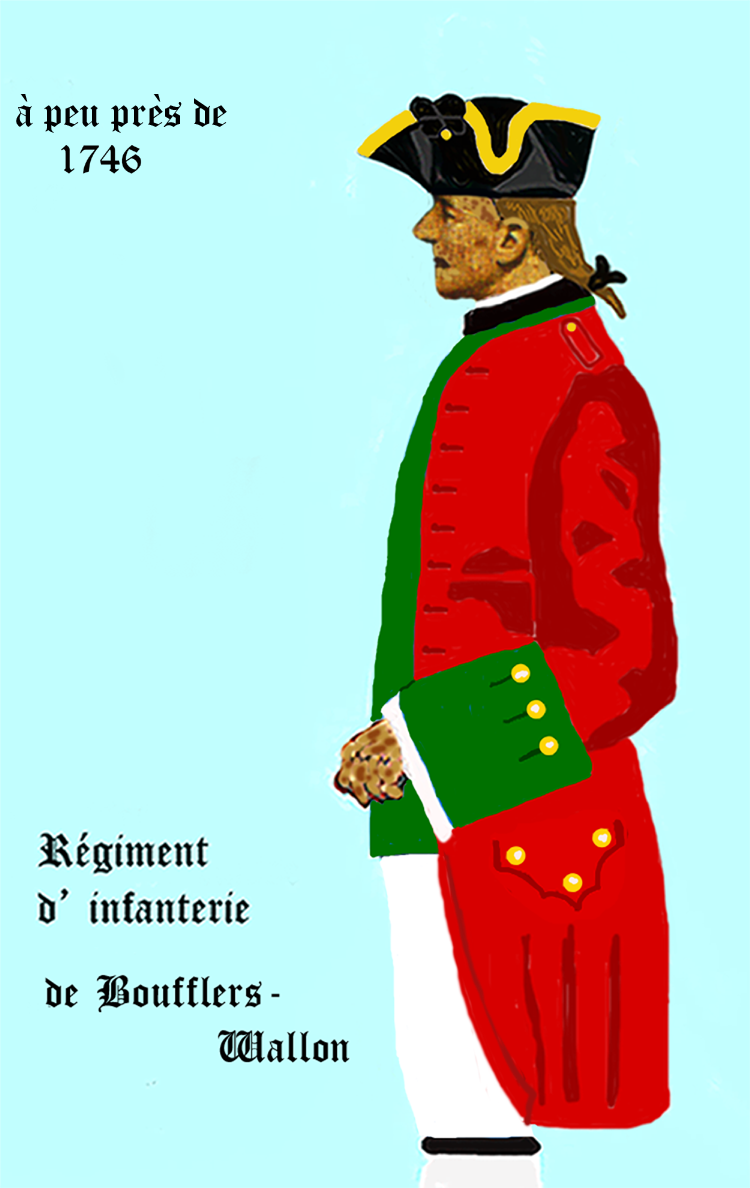
Boufflers Wallon 1746

Régiment d’Hoquerie (liégeois)
 
Bildat 1629
 
→ 1661  Rég de Grammont (franskt regemente)

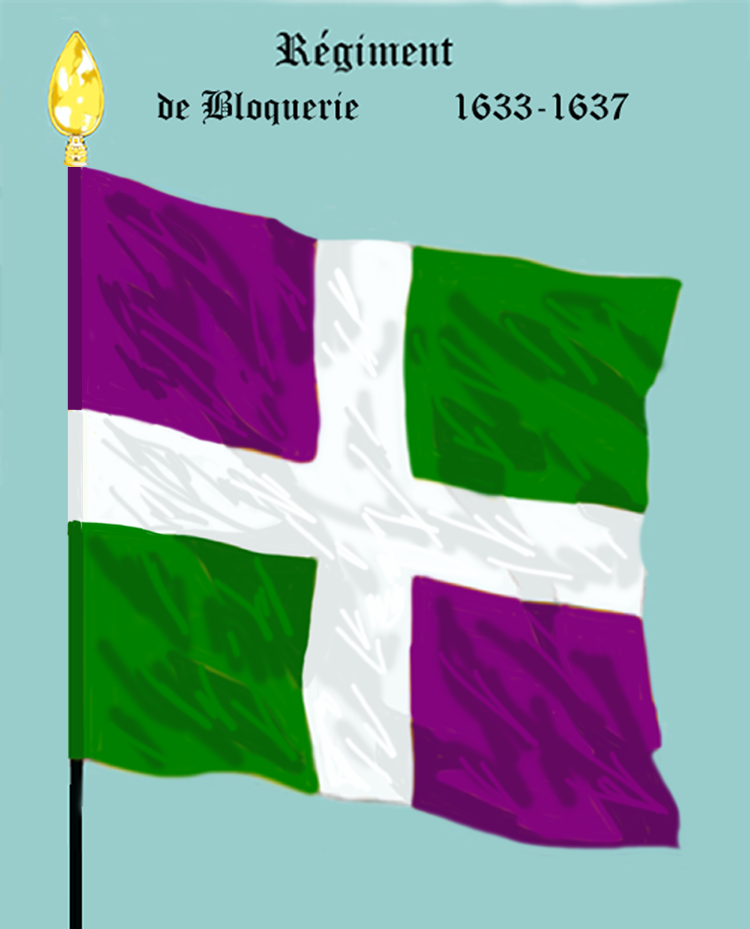
Régiment de Bloquerie (liégeois)

Régiment de Horion
 
Bildat 1757 – Nedlagt : 1762

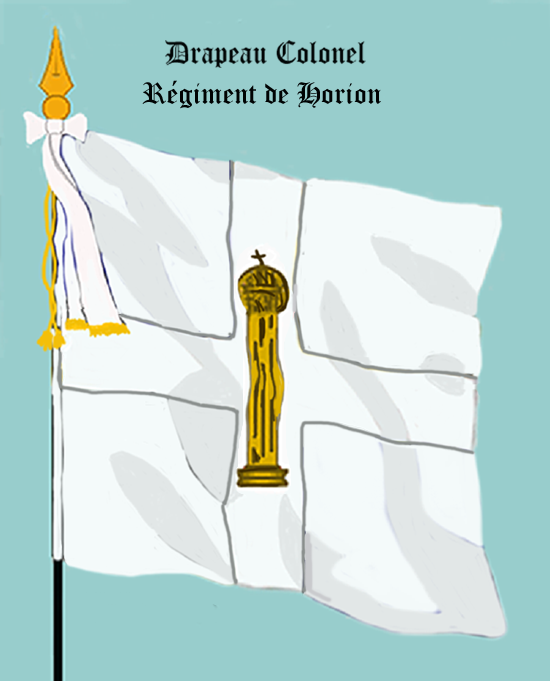
Colonel
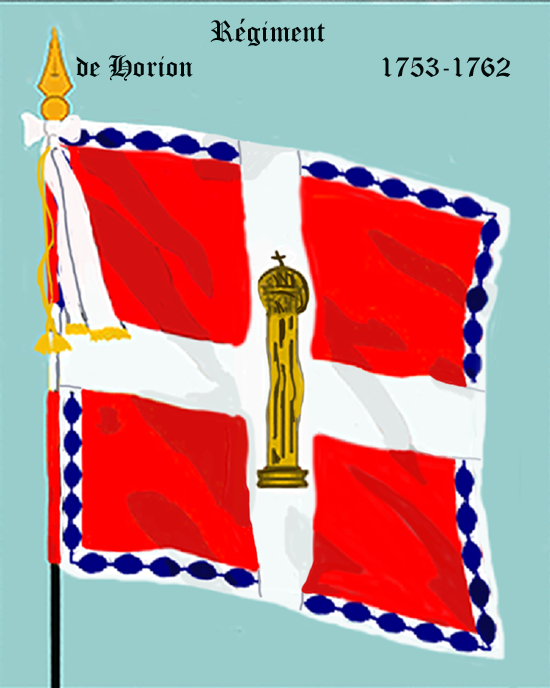
Rég de Horion

Régiment de Miromesnil
 
Bildat: 1664 – Nedlagt : 1714

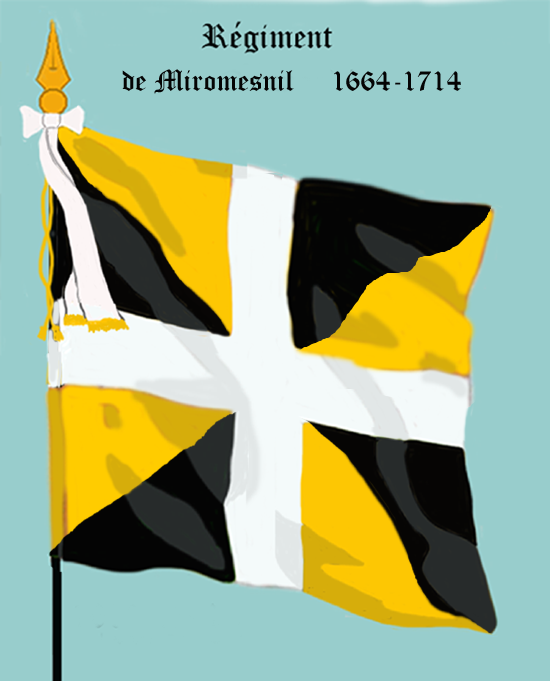
Rég de Miromesnil

Régiment de Royal Liégeois
 
Bildat: 1787
 
→ 1791 101ème régiment d’infanterie de ligne

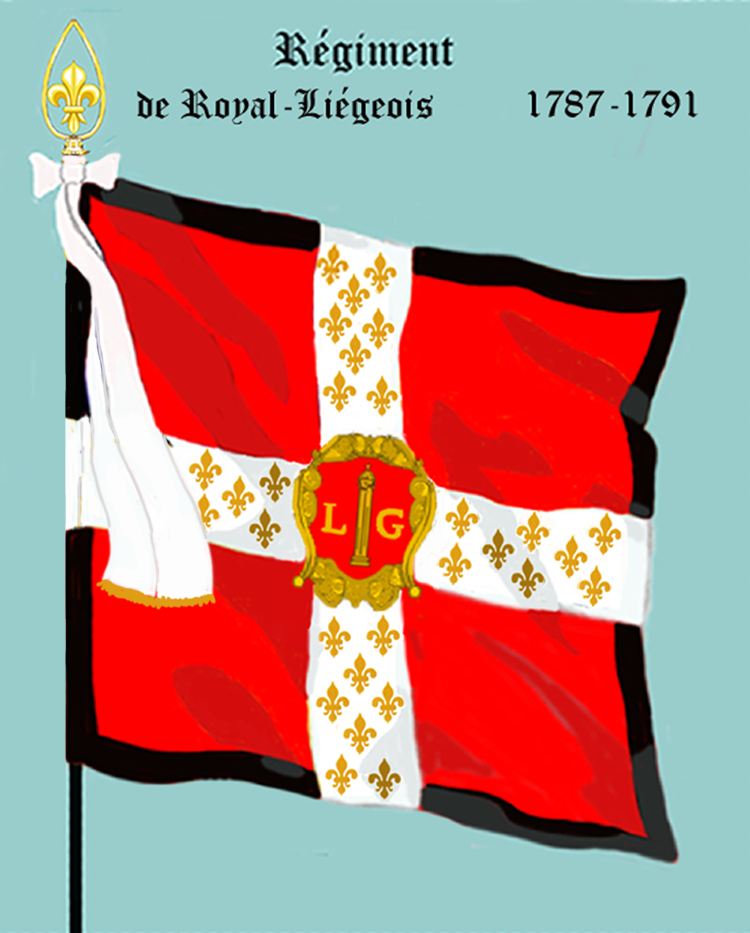
Rgt Royal Liégois

Régiment de Vierzet (liégeois)
 
Bildat: 1757 – Nedlagt : 1762
- Rgt de Vierzet

Régiment de Royal-Wallon
 
Bildat 134  127e RI - Nedlagt  1748

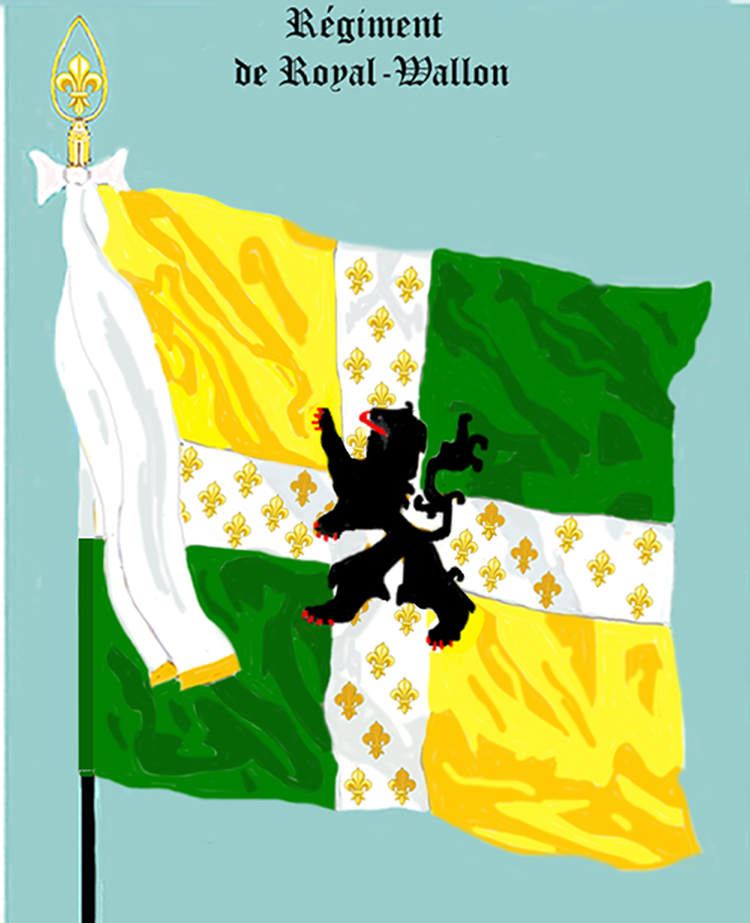
Royal Wallon
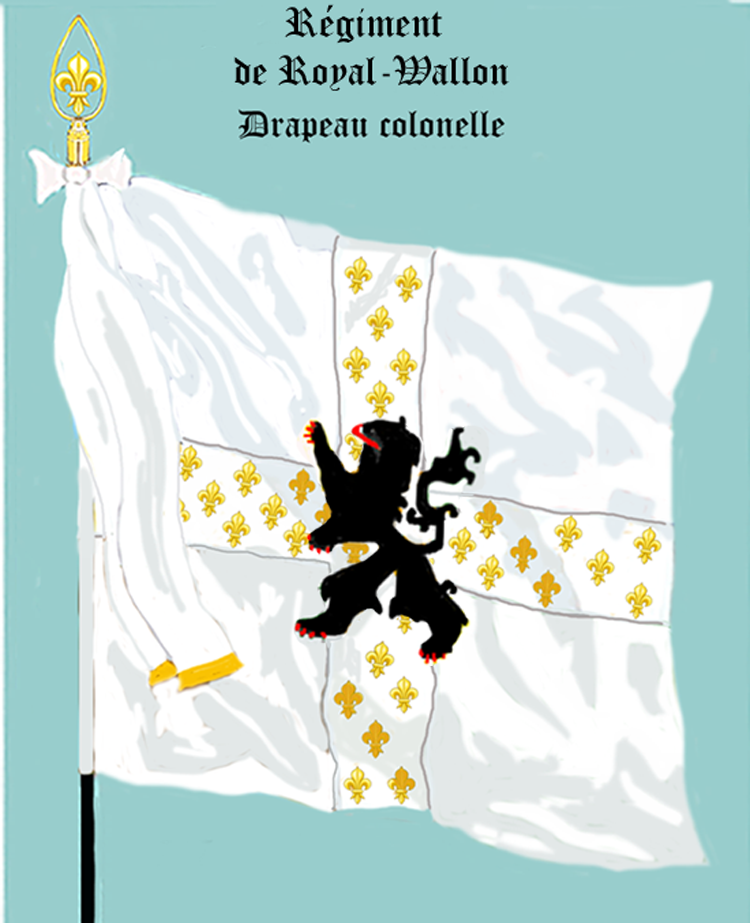
Colonel
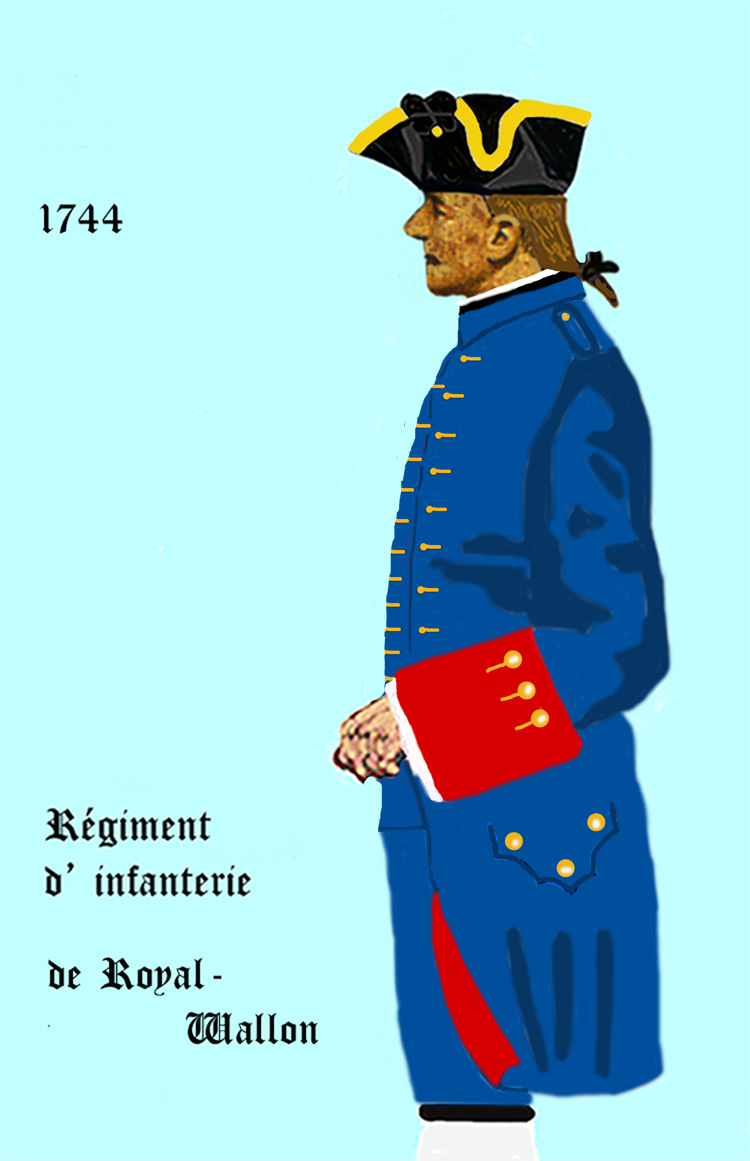
Royal Wallon 1744 - 1748

## Tyska regementen
Régiment d’Alsace 36e RI
 
Bildat 1656
   
→ 1791: 53ème régiment d’infanterie de ligne

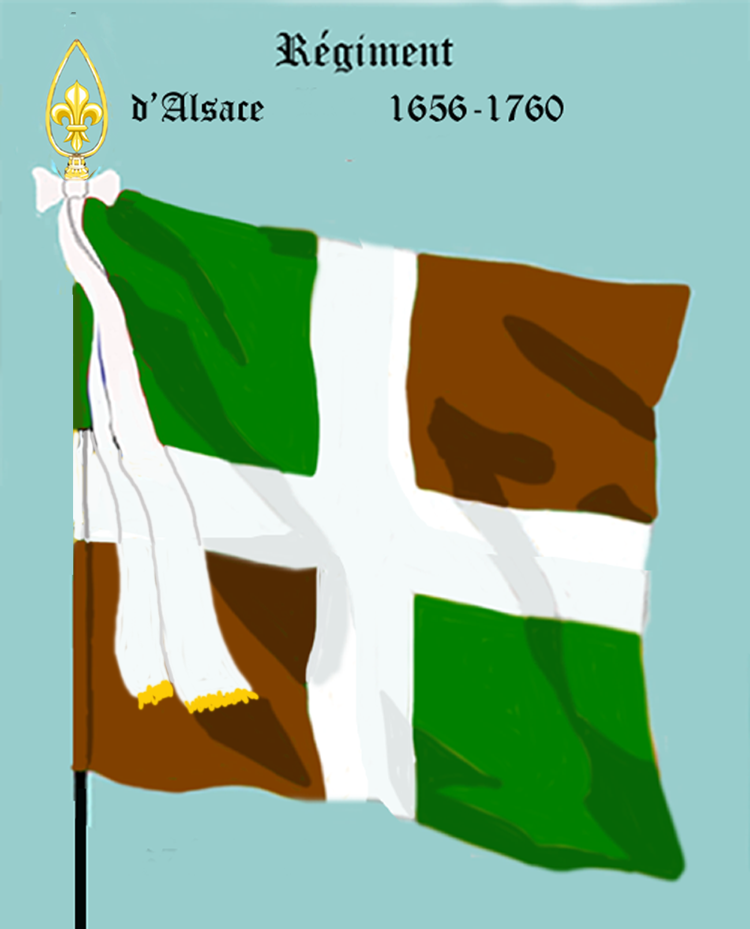
Alsace 1656-1760
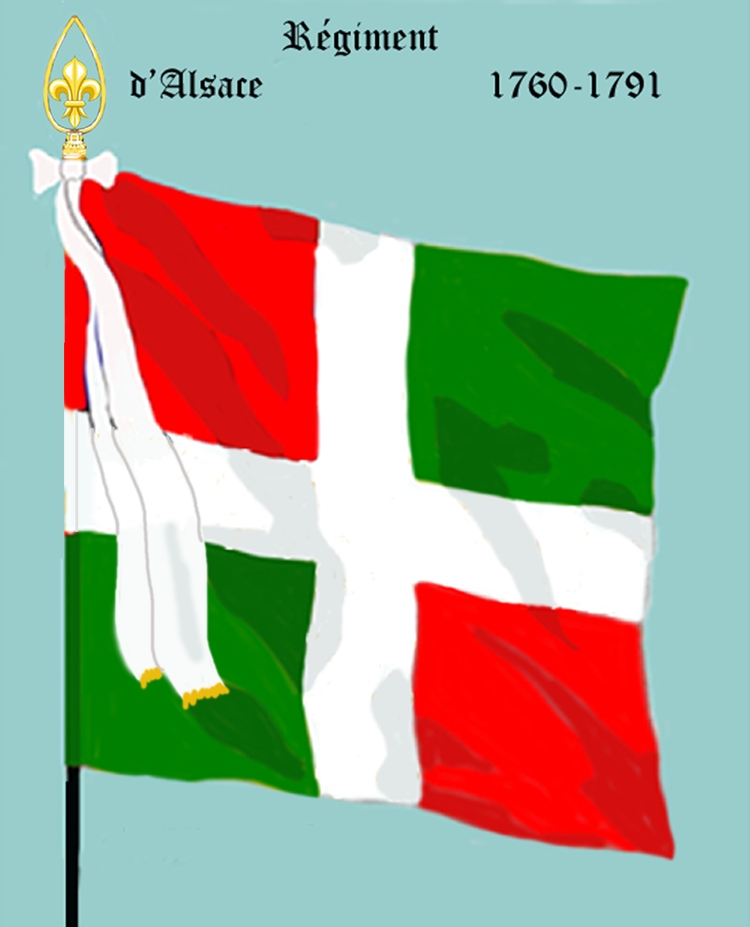
alsace 1760-1791
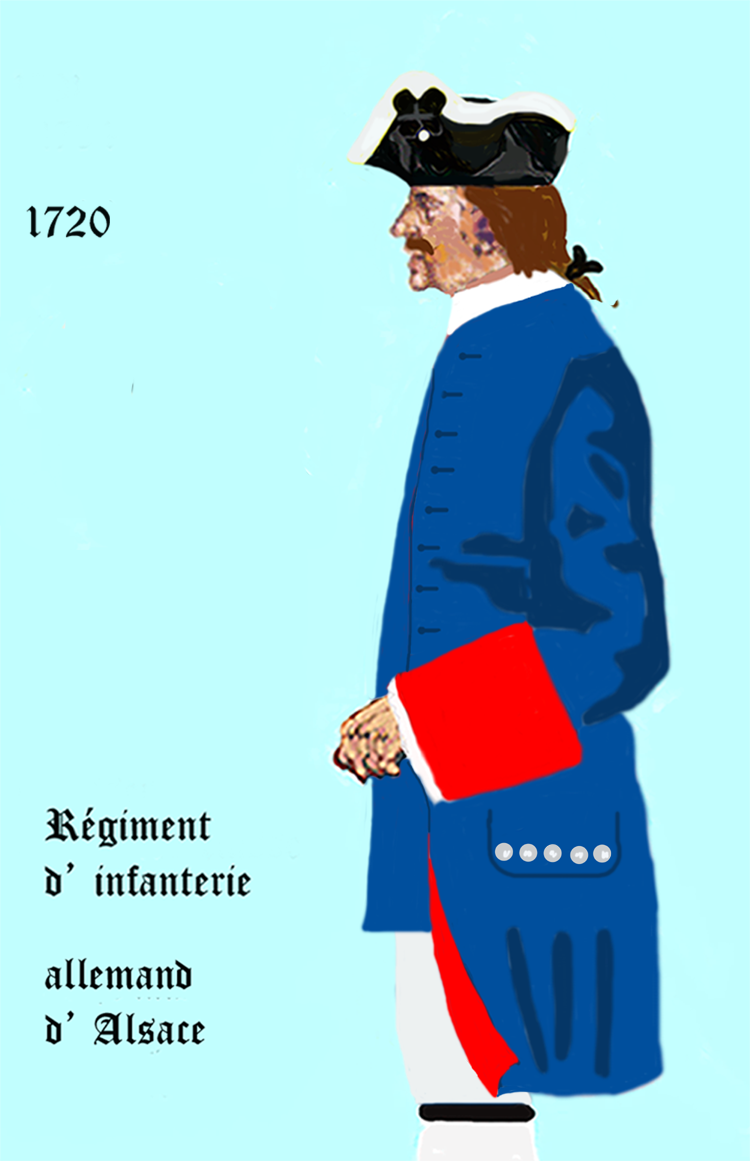
Alsace 1720
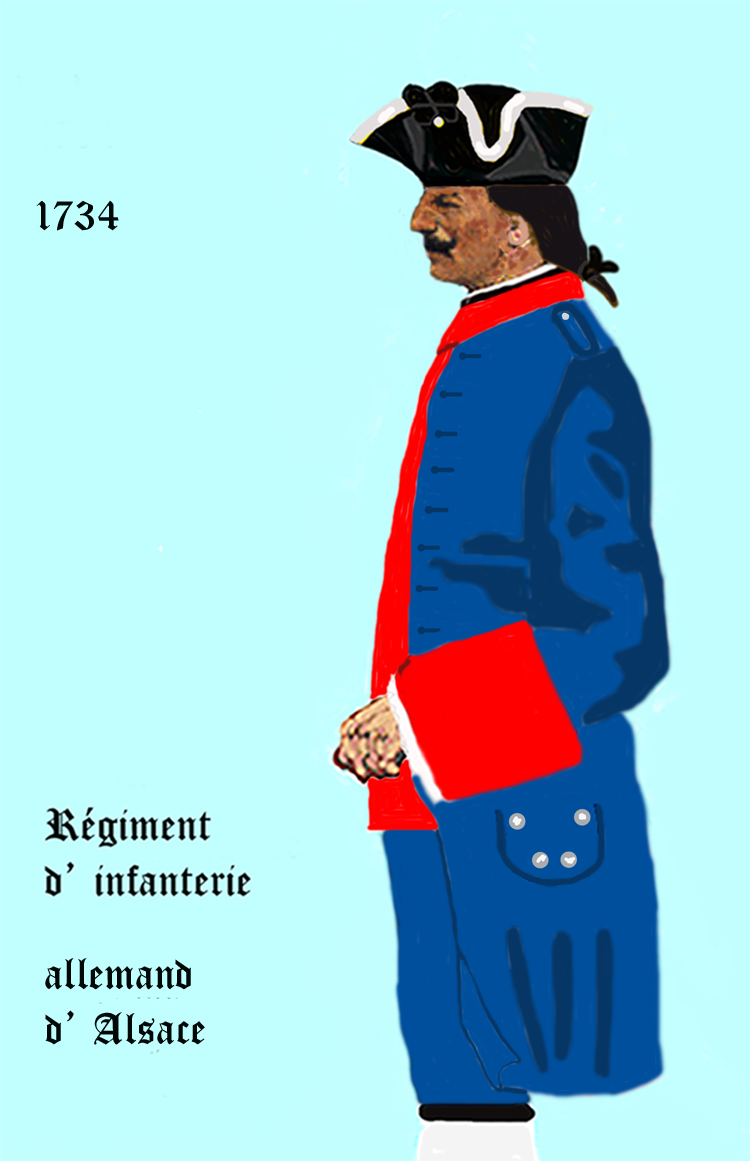
Alsace 1734
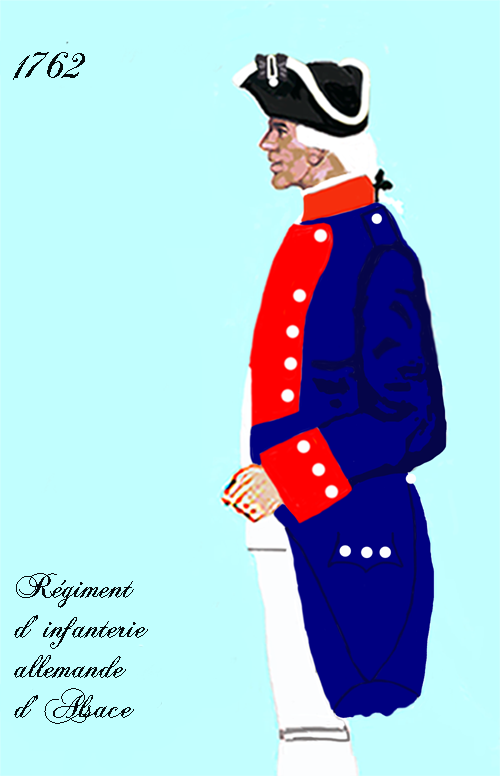
Alsace 1762-1767
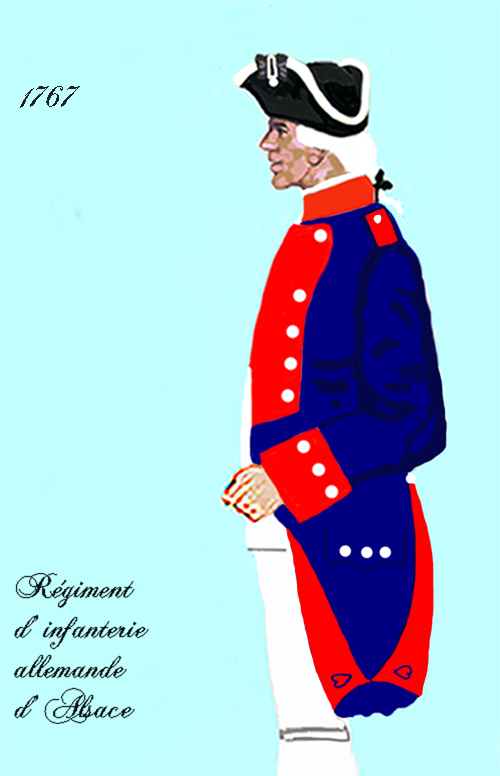
Alsace 1767-1776
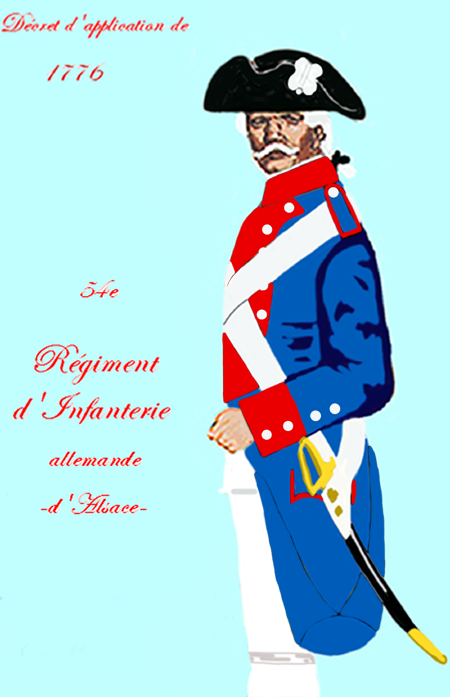
Alsace 1776
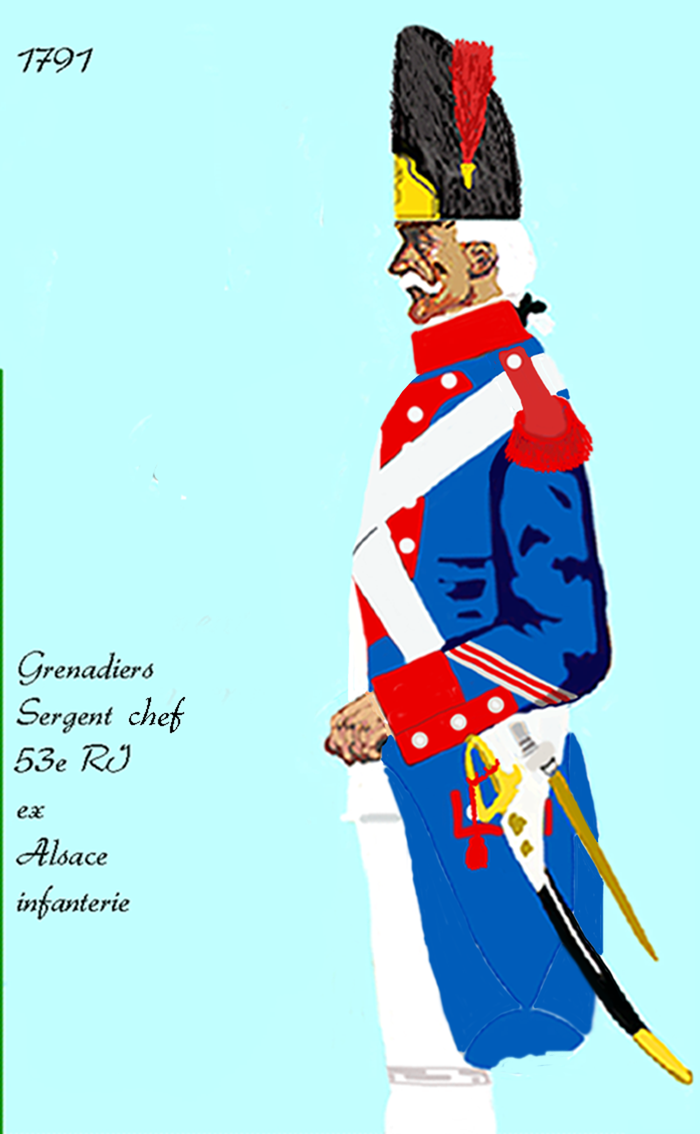
Alsace 1791

Régiment de Lowendahl
 
Bildat 1743
 
→ 1760: Sammanslagning med Régiment d’Anhalt 46e RI  

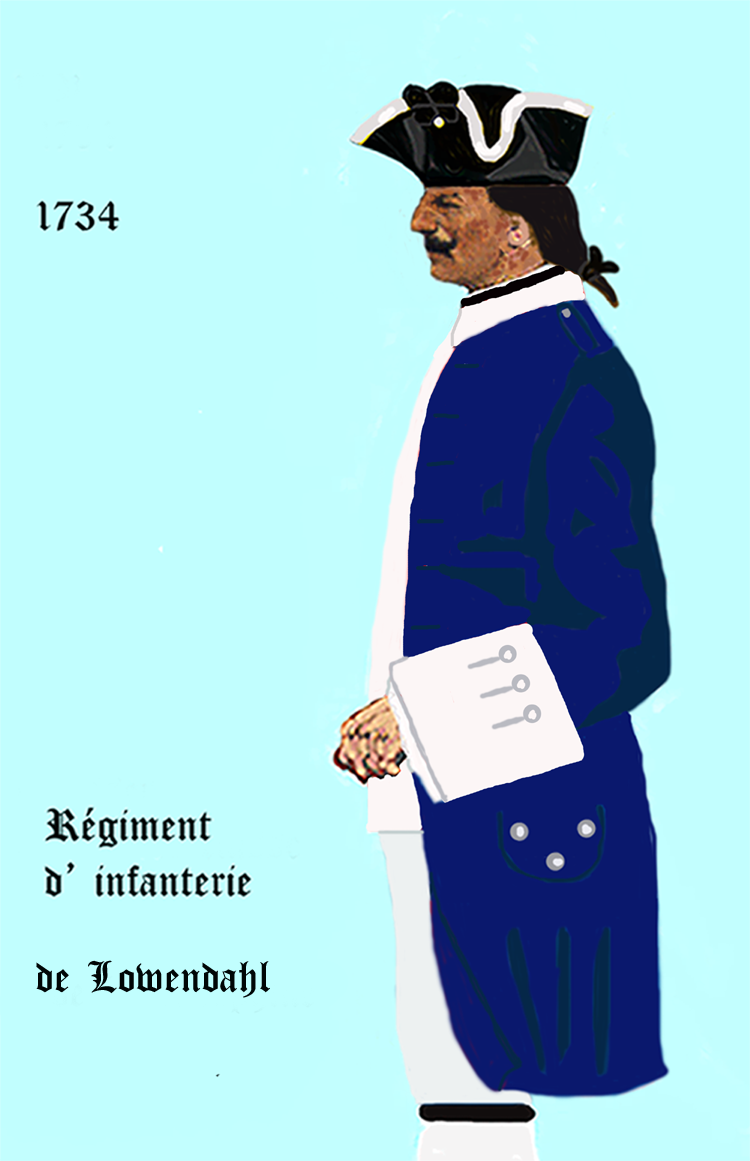
Rgt de Lowendahl

Régiment de Fürstenberg
 
Bildat 1668
 
→ 1686: Régiment de Greder
 
→ 1716: Régiment de Sparre
 
→ 1720: Régiment de Saxe 45e RI
 
→ 1751: Régiment de Bentheim 46e RI
 
→ 1759: Régiment d’Anhalt 46e RI
 
→ 1783: Régiment de Salm-Salm
 
→ 1791: 62ème régiment d’infanterie de ligne

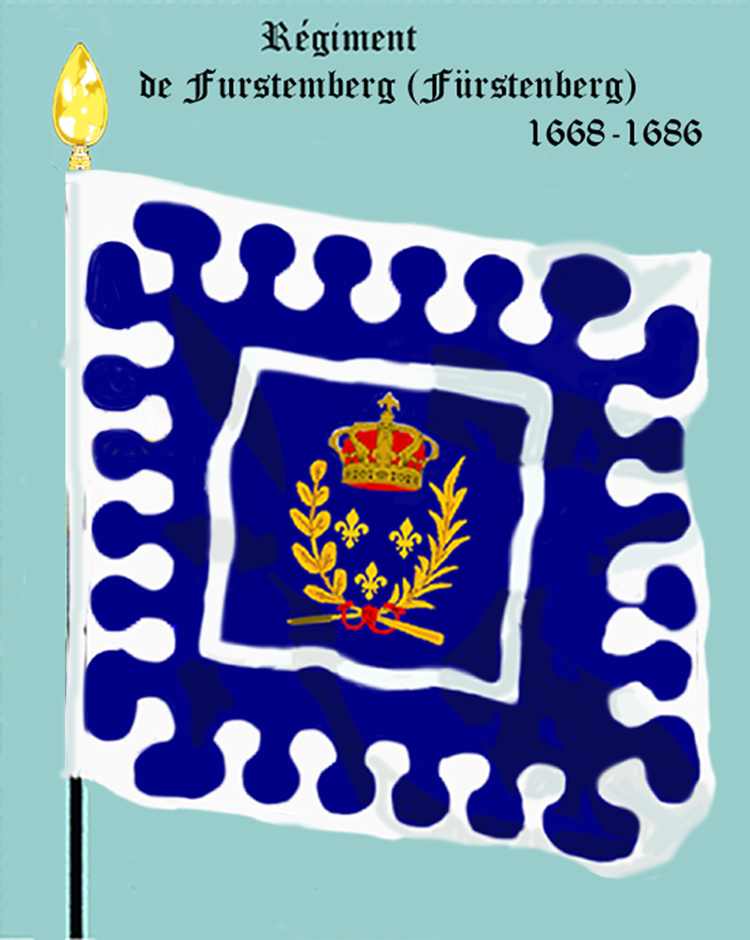
Fürstenberg
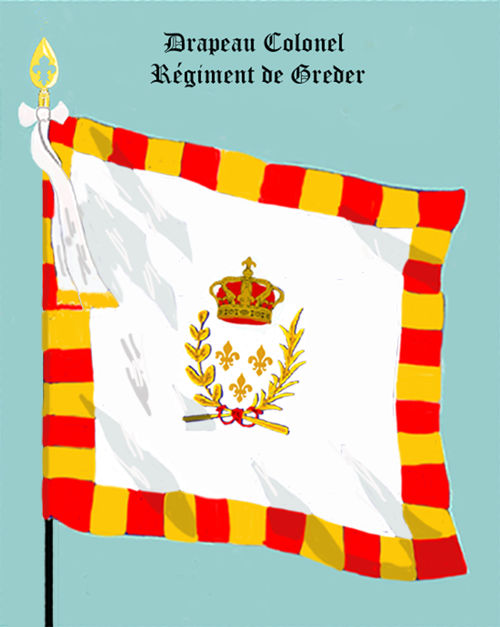
Colonel
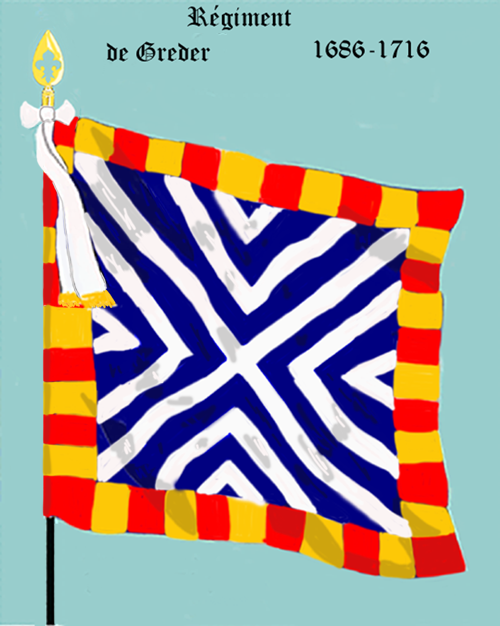
Greder 1er modéle
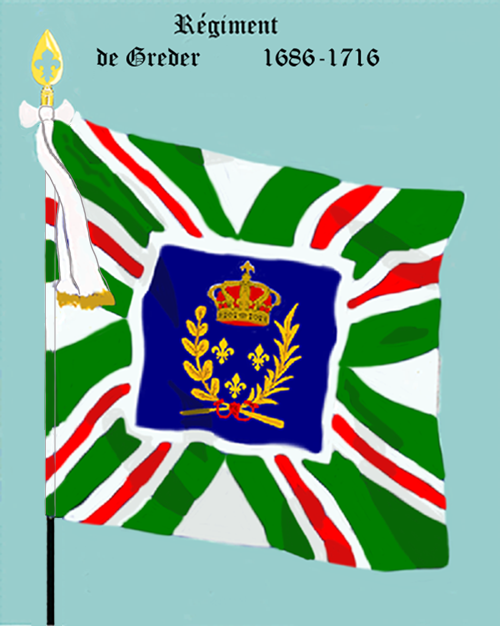
Greder 2e modéle
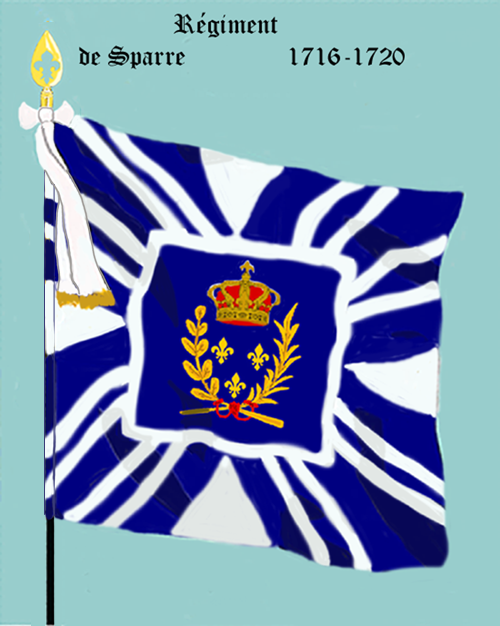
Rég Sparre, Bentheim och Salm-Salm
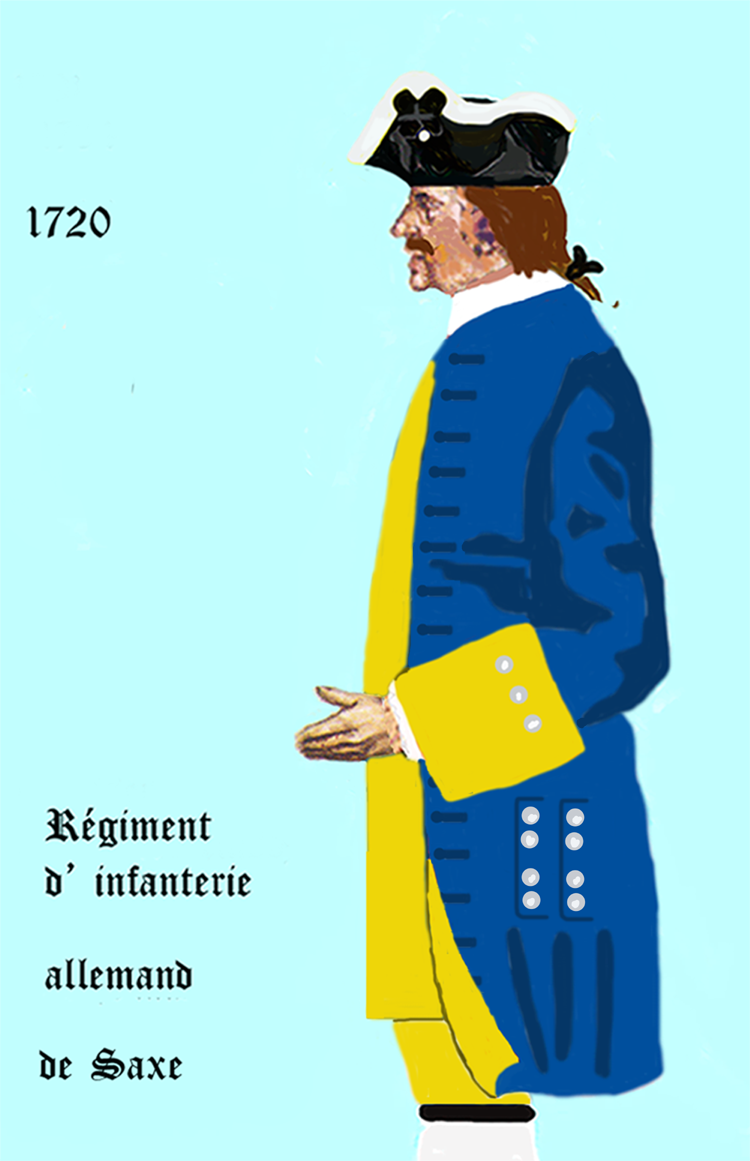
Saxe 1720
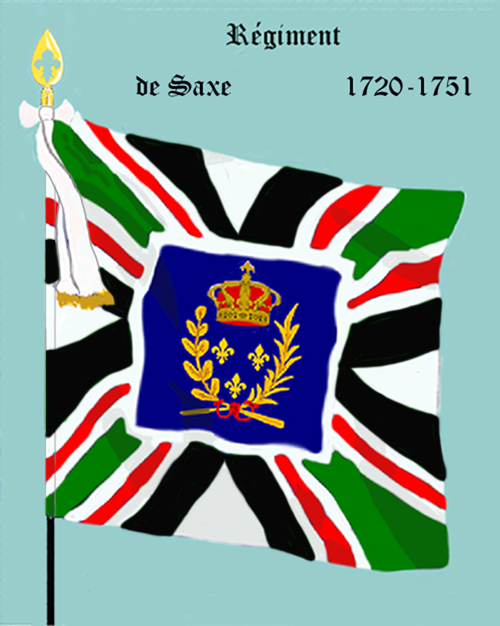
Saxe
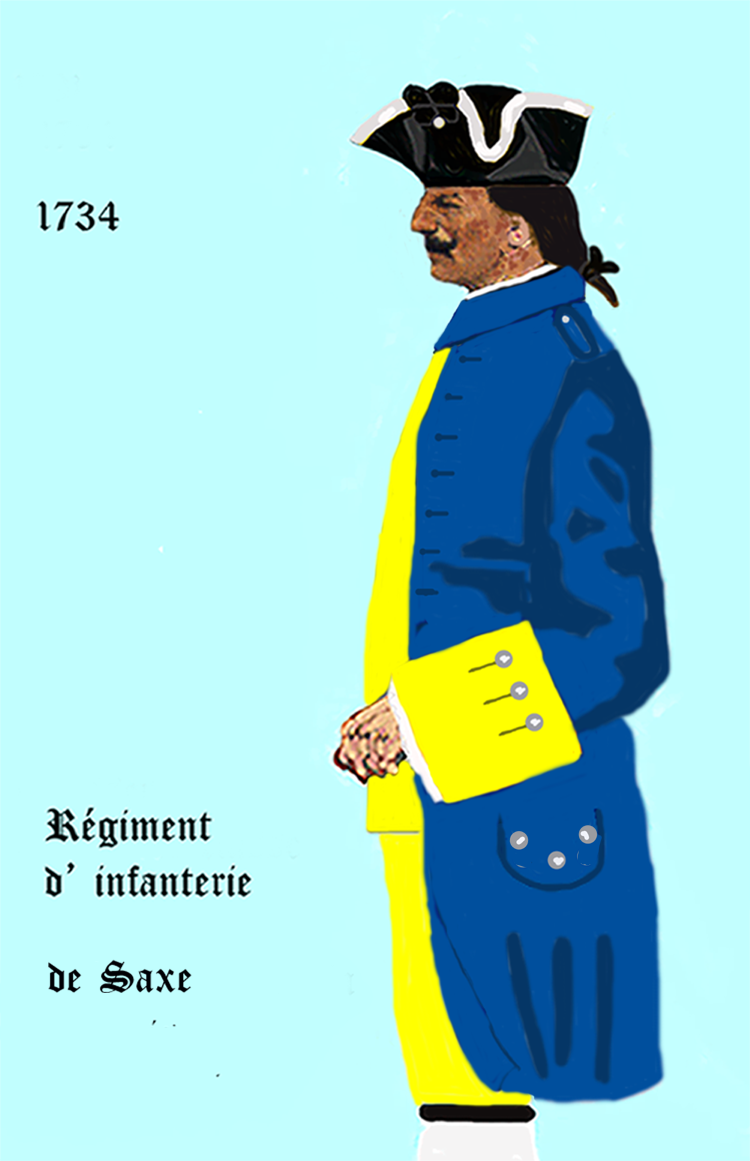
Saxe 1734
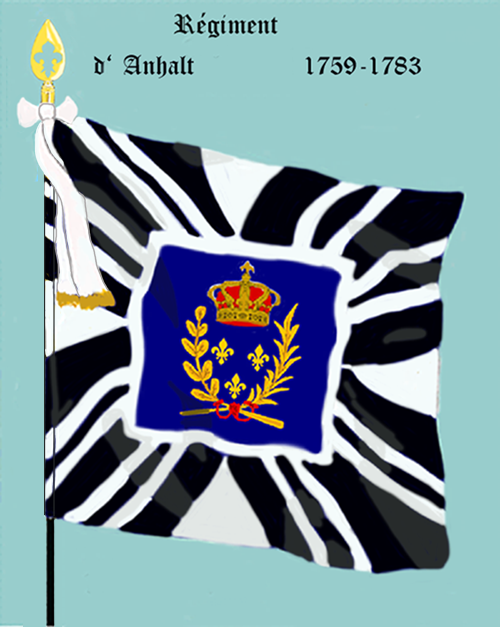
Anhalt
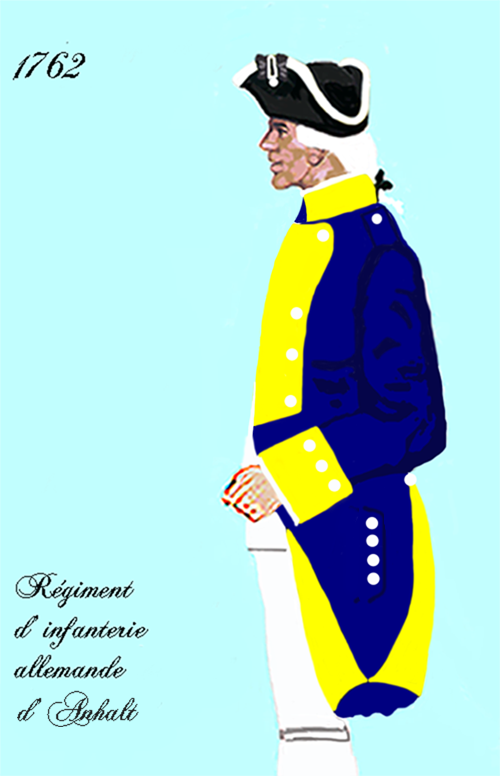
Anhalt 1762

Régiment de Bergh 125e RI
 
Bildat 1744
 
→ 1760: Sammanslagning med Régiment d’Alsace 36e RI  

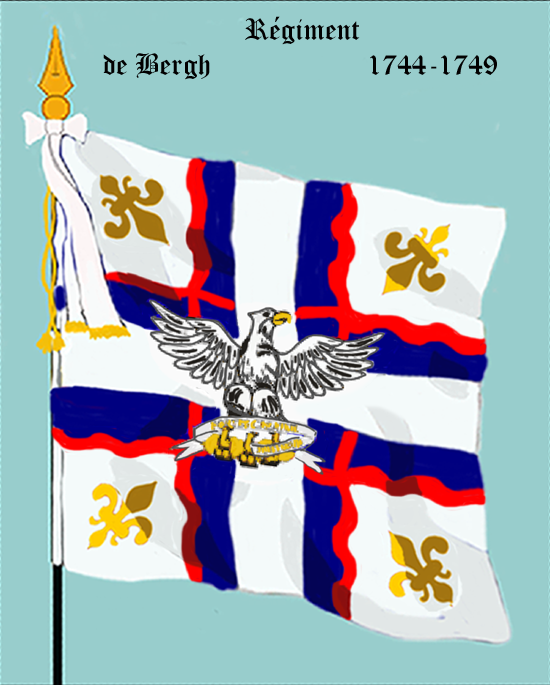
Bergh
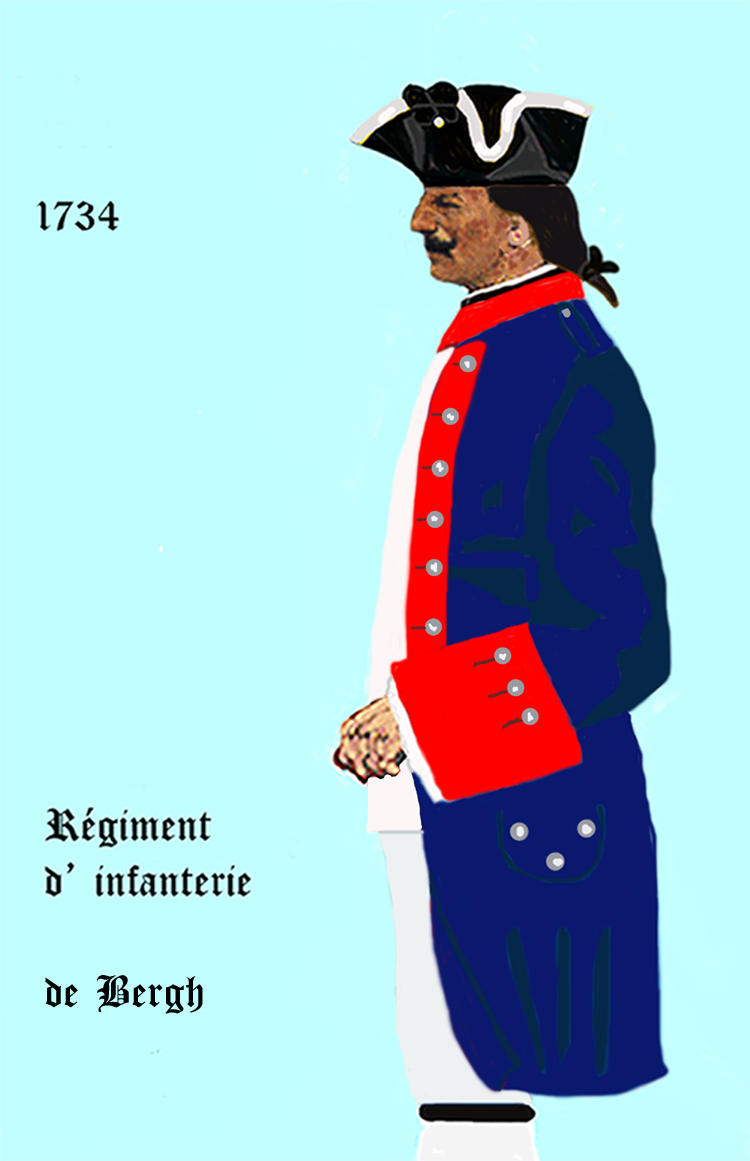
Bergh

Régiment de Bouillon 103e RI
 
Bildat 1757
 
→ 1791: 98ème régiment d’infanterie de ligne

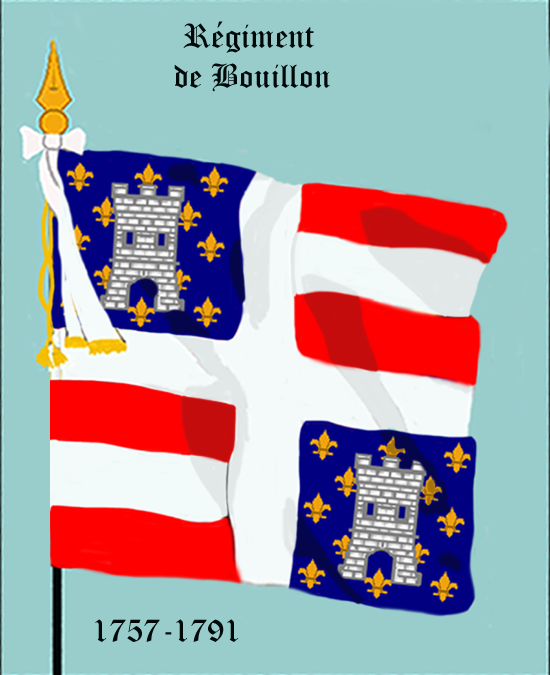
Bouillon
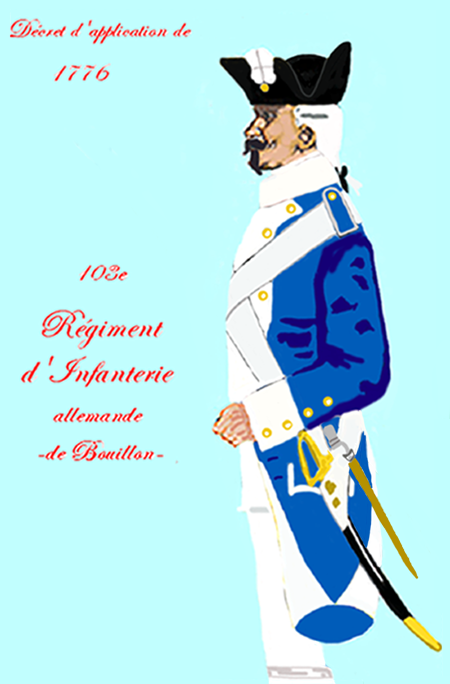
Bouillon

Régiment de Fersen 130e RI
 
Bildat 1745
 
→ 1754: Régiment de Nassau-Usingen 130e RI
 
→ 1758: Sammanslagning med Régiment de Nassau 88e RI  
Régiment de Saint Germain 134e RI
Bildat 1747
 
→ 1760: Sammanslagning med Régiment de Nassau 88e RI  
Régiment de Nassau-Saarbrück 131e RI
 
Bildat 1745
 
→ 1758: Régiment de Nassau 88e RI 
 
→ 1791: 96ème régiment d’infanterie de ligne

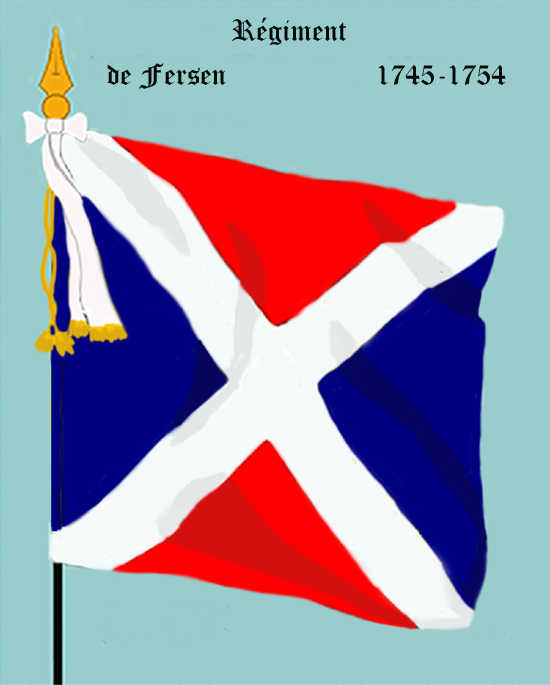
Rég Fersen och Rég Nassau-Usingen
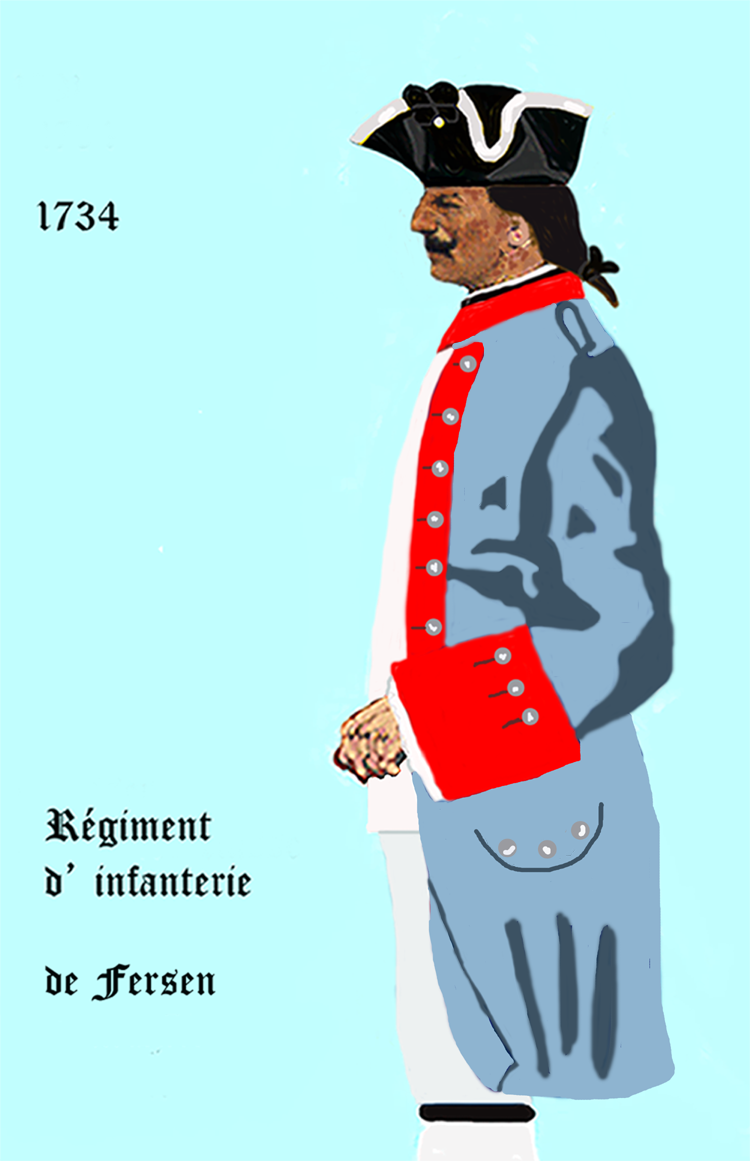
Fersen 1744
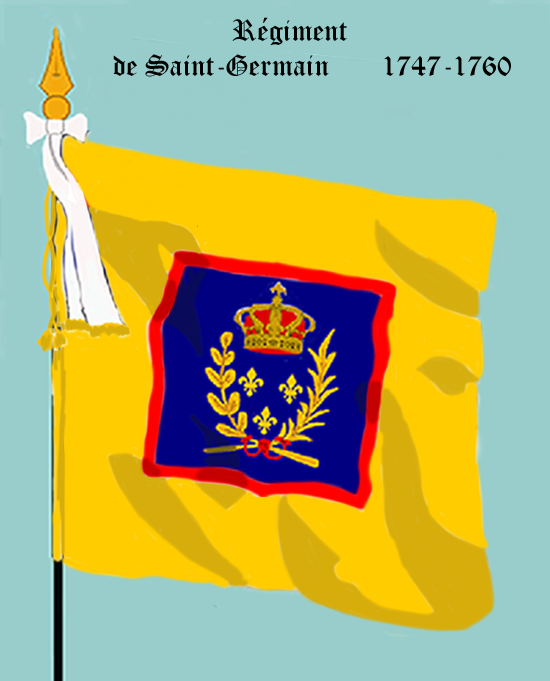
Saint Germain
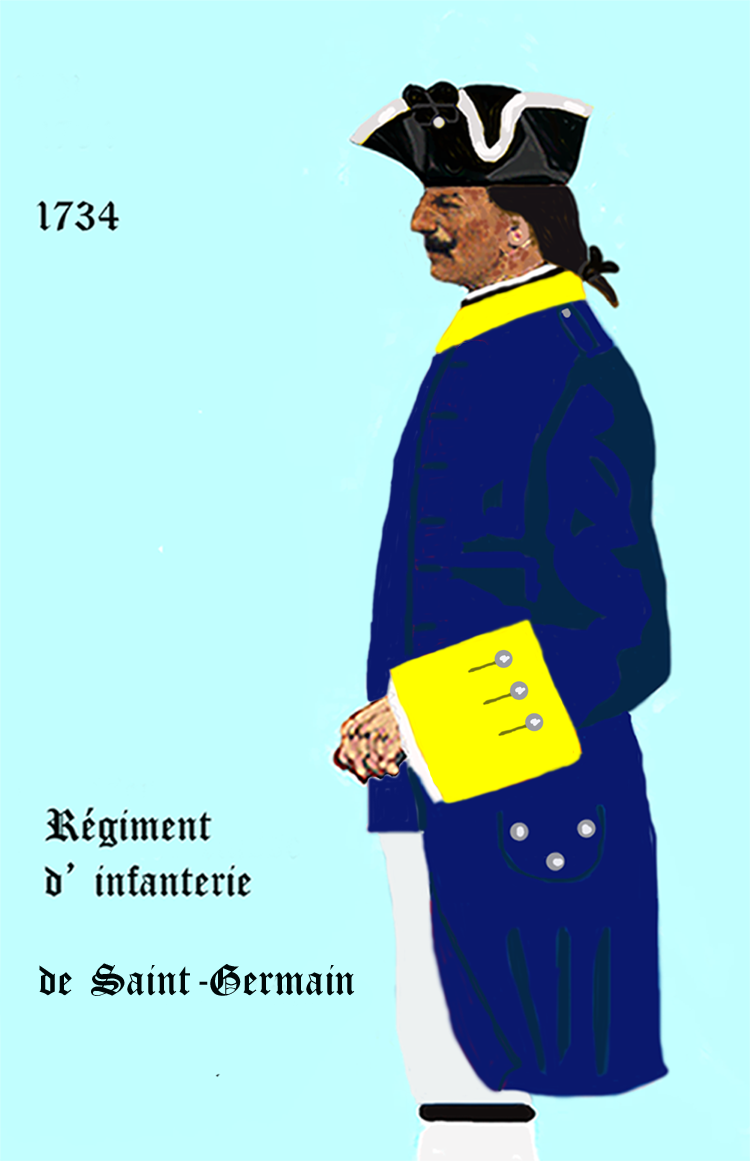
Saint Germain 1734
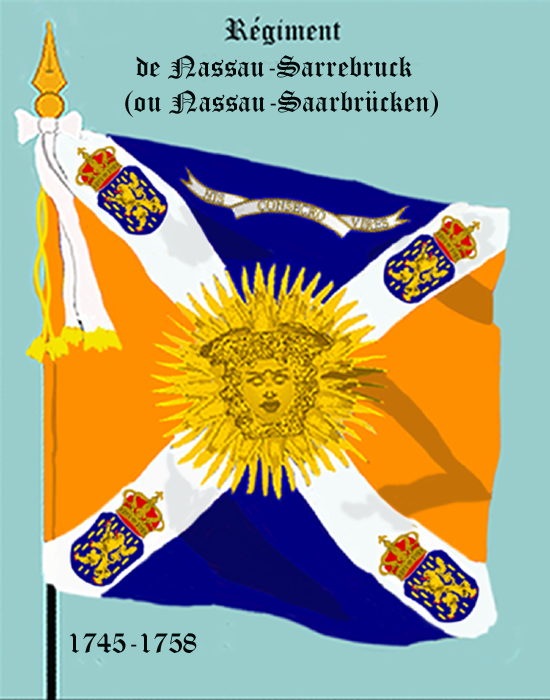
Rég de Nassau-Sarrebruck (tysk: Nassau-Saarbrücken) och Rég Nassau
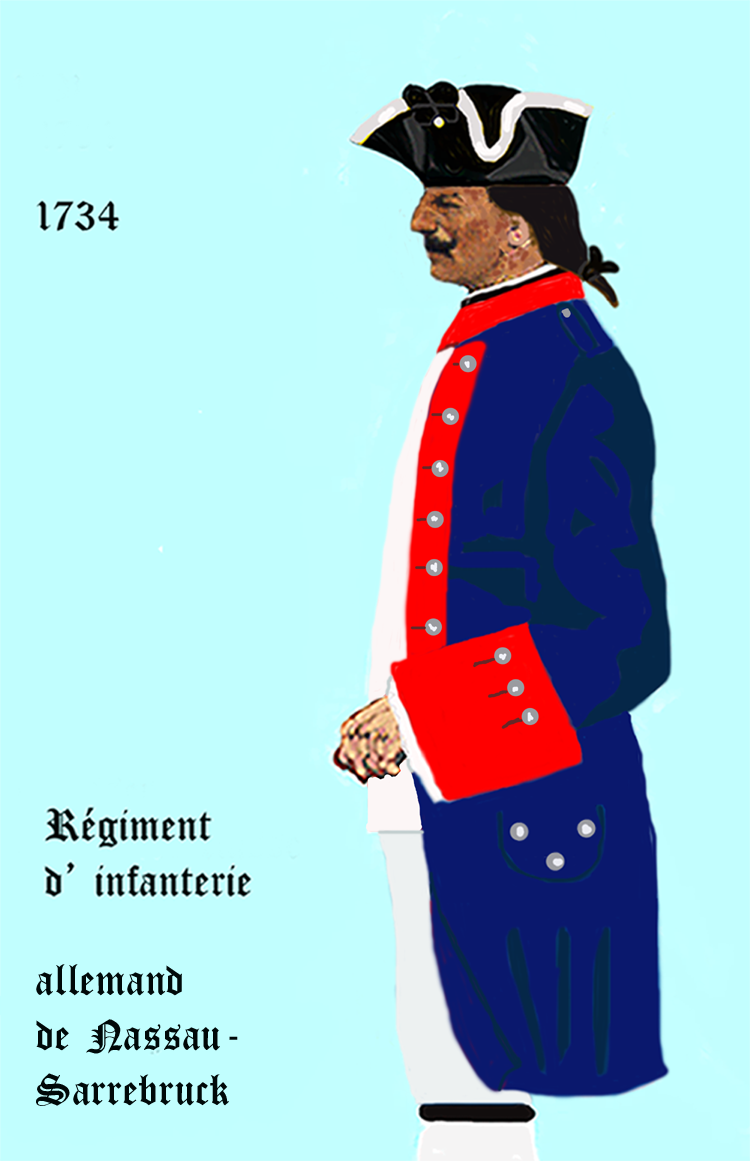
Nassau-Saarbrücken 1734
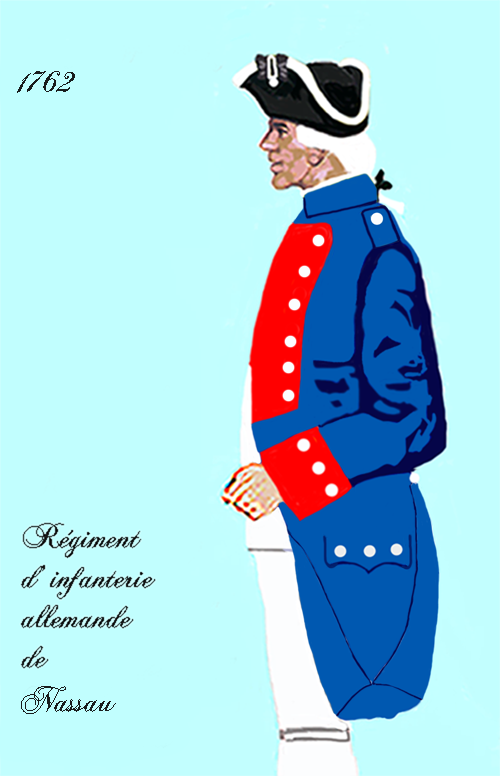
Nassau 1762-1767
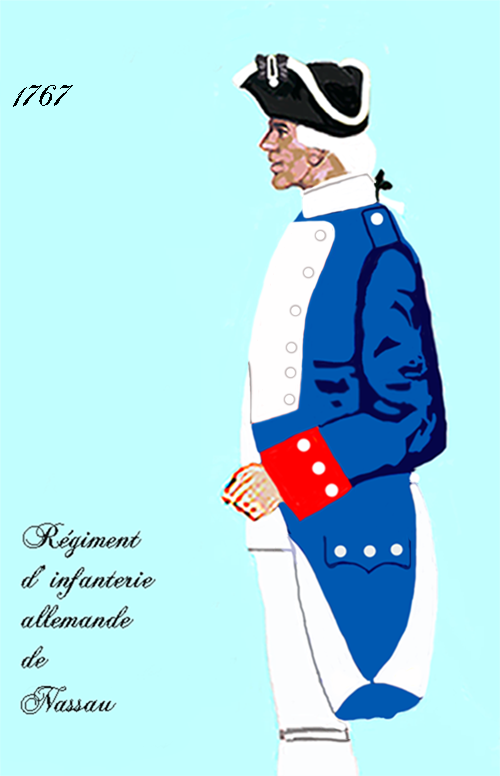
Nassau 1767-1776
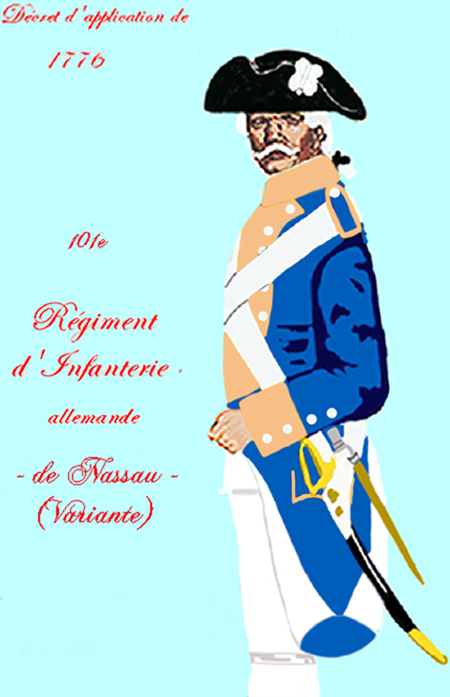
Nassau 1776
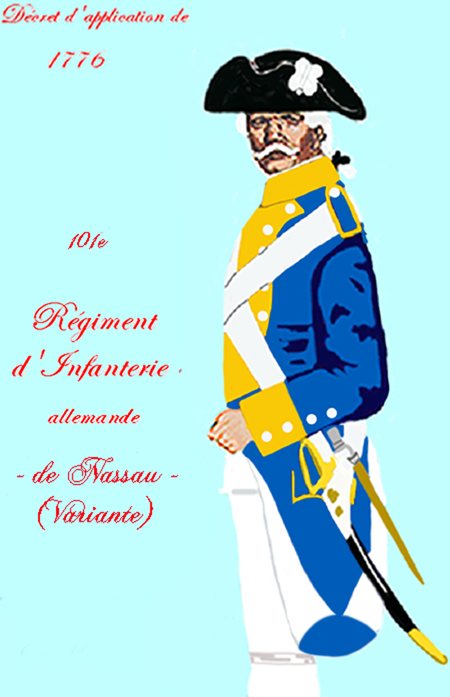
Nassau 1776

Régiment de Leisler
 
Bildat 1690
 
→ 1694: Régiment de Sparre

→ 1714: Régiment de Lenck 
 
→ 1734: Régiment d’Appelgrehn 105e RI
 
→ 1742: Régiment de Royal Suèdois
 
→ 1791: 89ème régiment d’infanterie de ligne

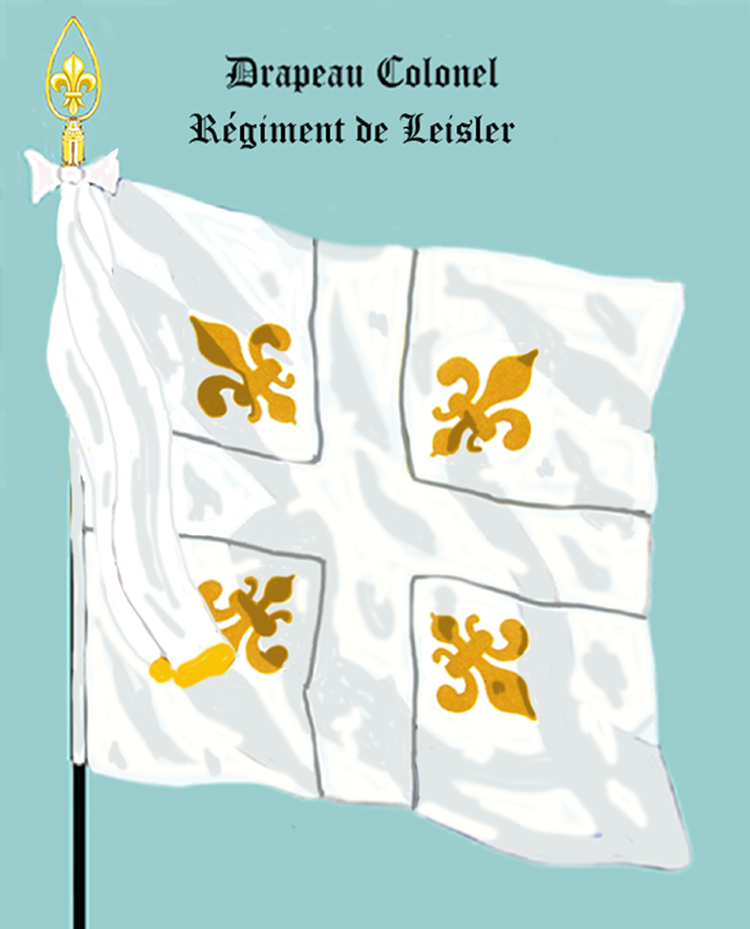
Livfana 1760
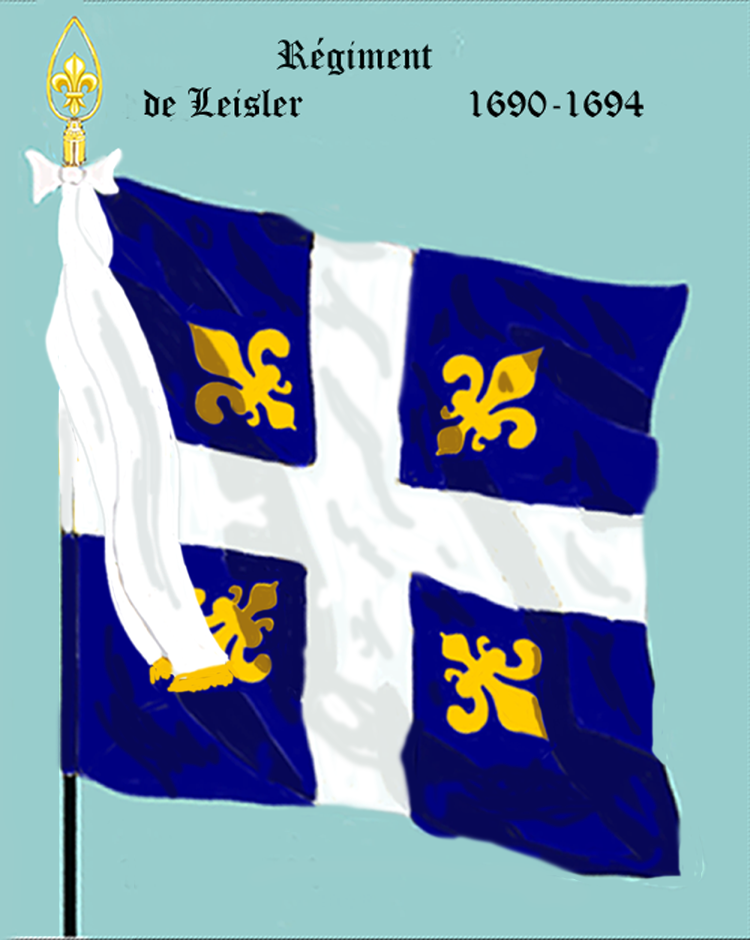
Rég Leisler,Sparre, Lenck och Appelgrehn
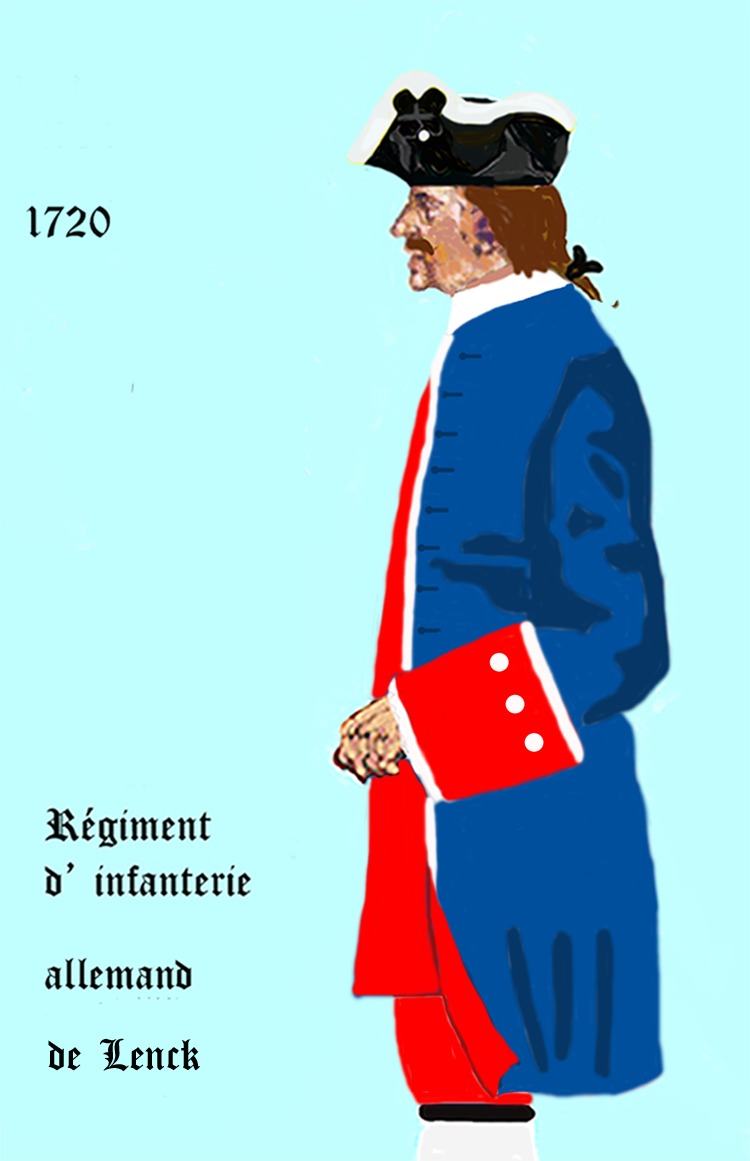
Rég Lenck 1720
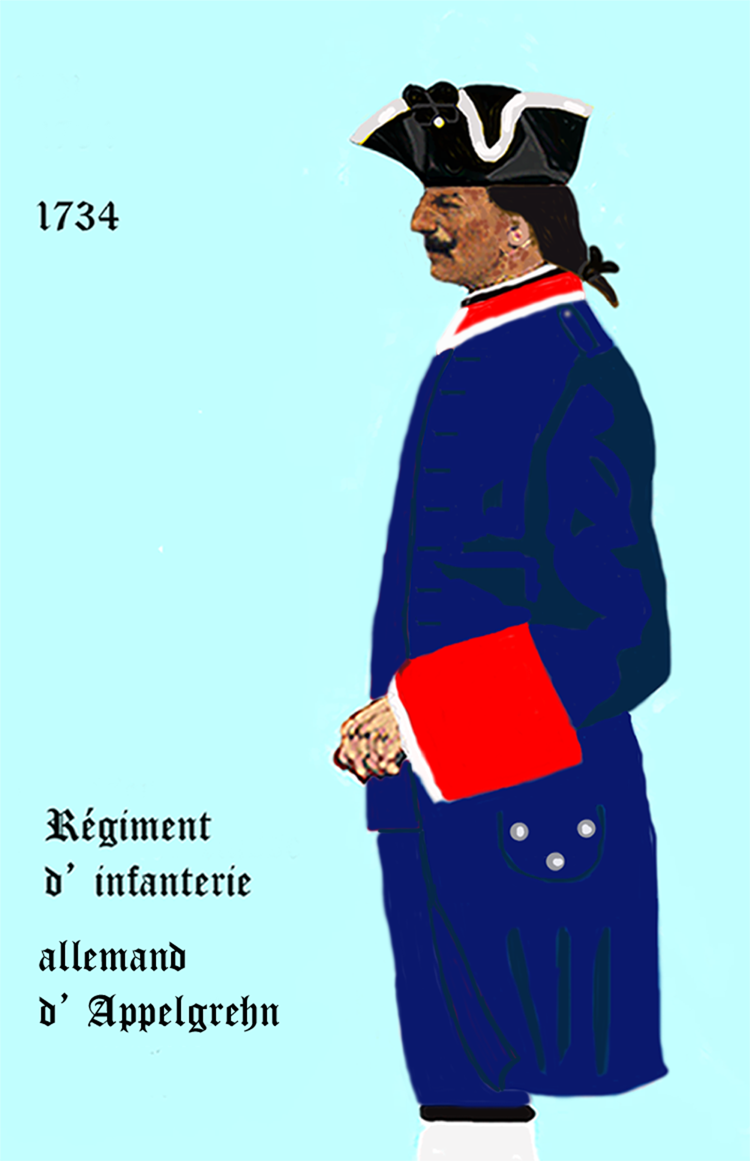
Appelgrehn
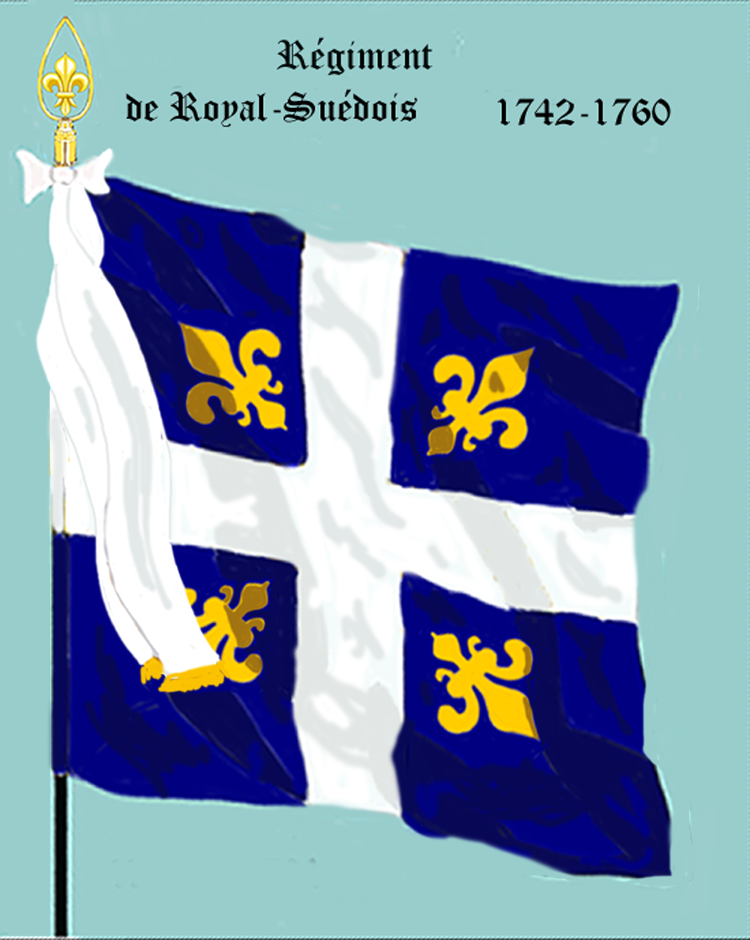
Royal-Suédois 1742-1760
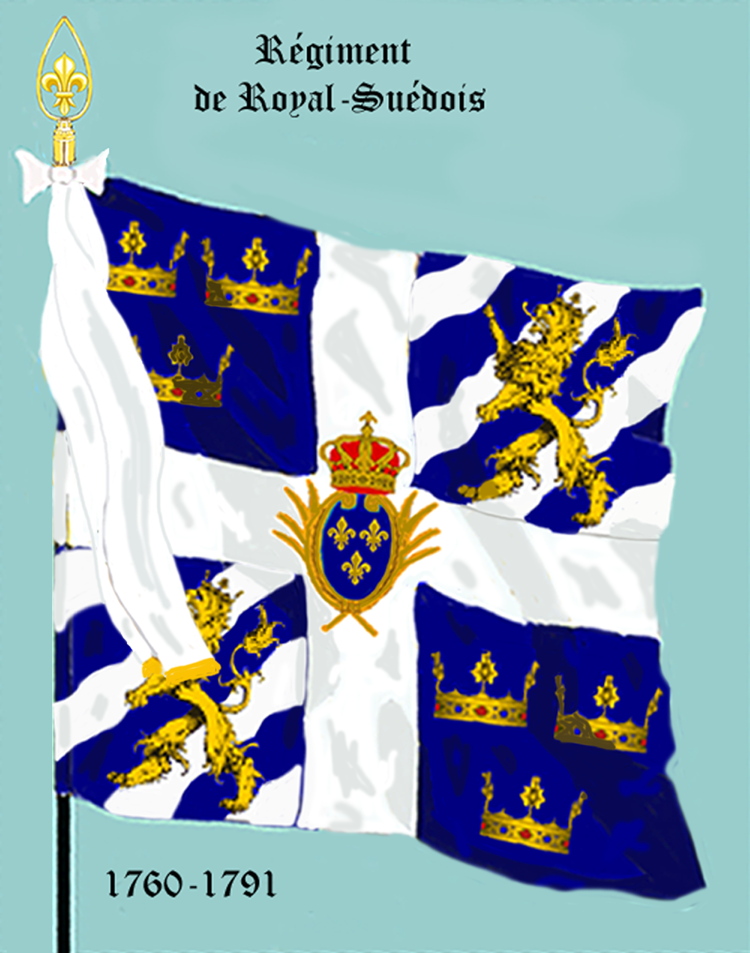
Royal Suédois 1760-1791
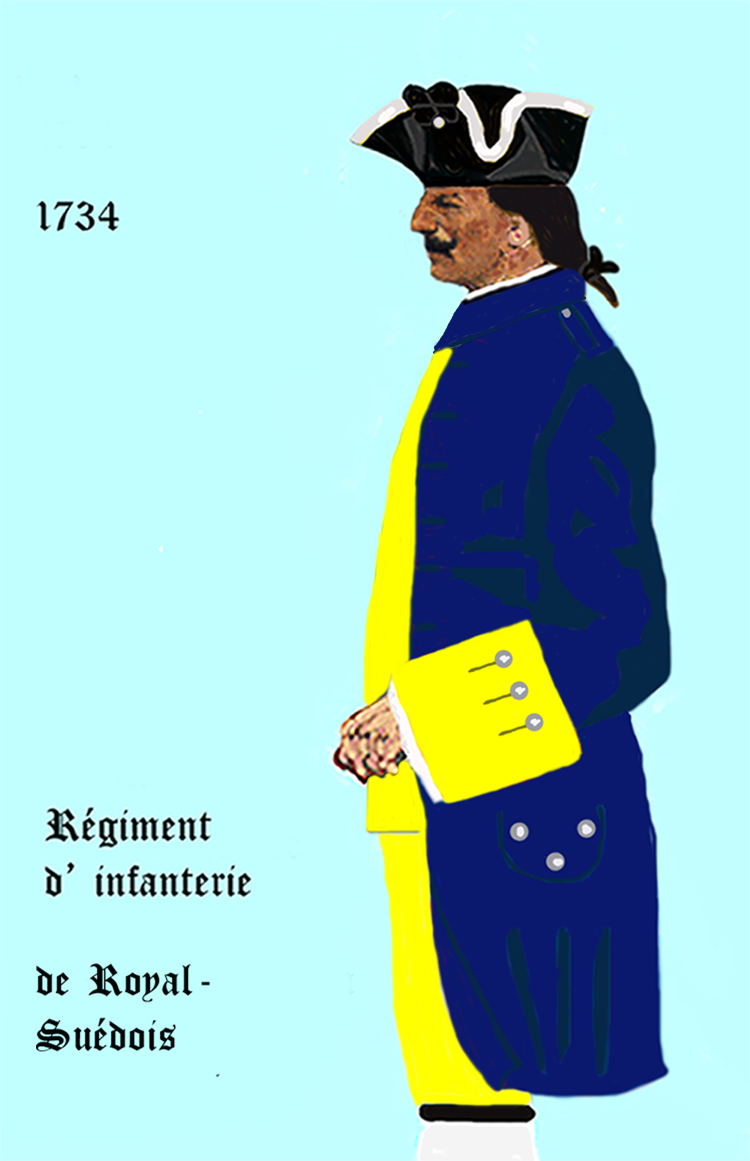
Royal Suédois
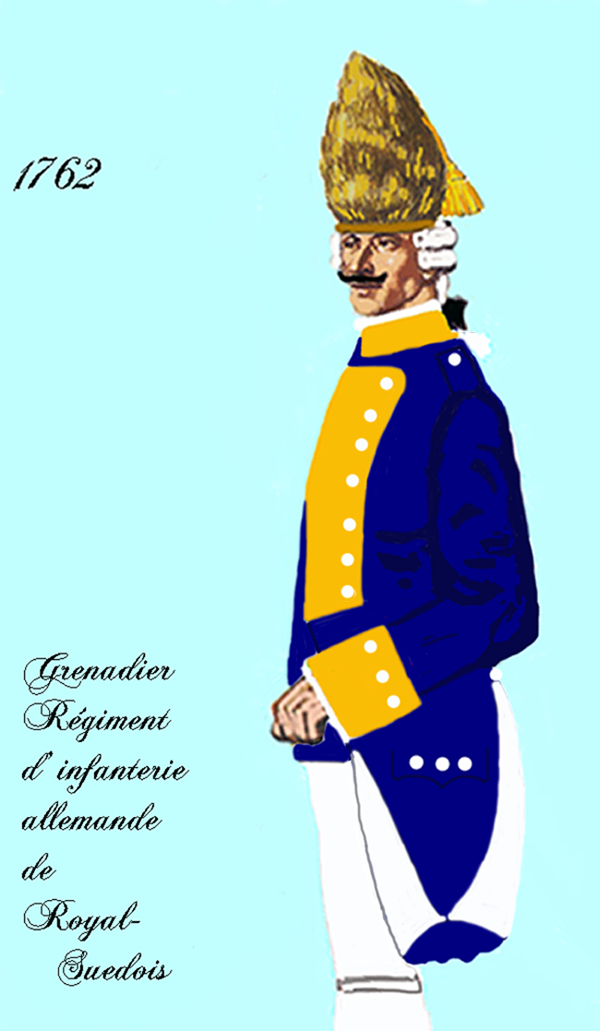
Royal Suédois

Régiment de Königsmarck (Konigsmarck) 63e RI
 
Création 1680
 
→ 1686: Régiment de Surbeck

→ 1693: Régiment de Fürstemberg (Furstemberg)

→ 1697: Régiment de La Marck

→ 1791: 77ème régiment d’infanterie de ligne

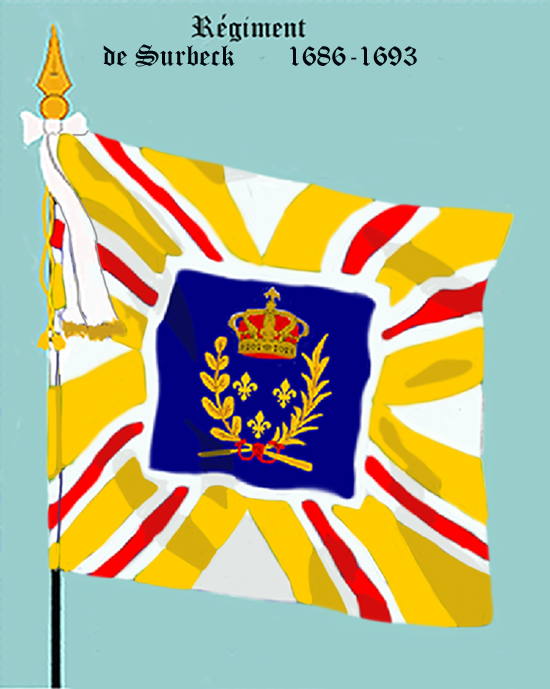
Rég de Surbeck à Rég de La Marck 1730
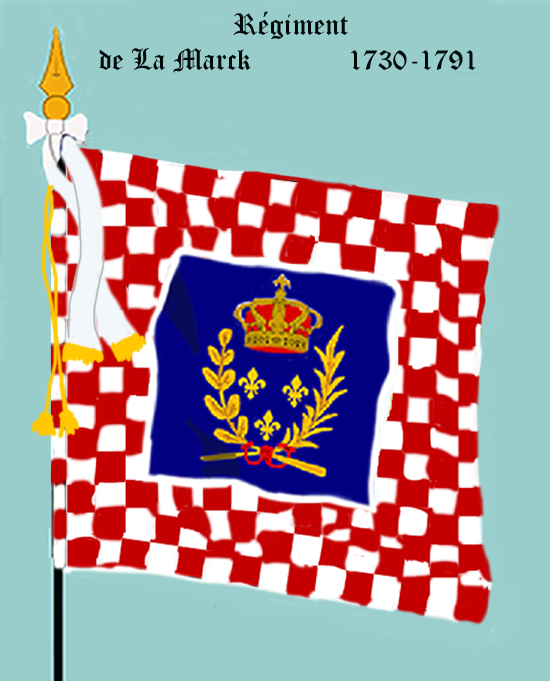
de La Marck 1730-1791
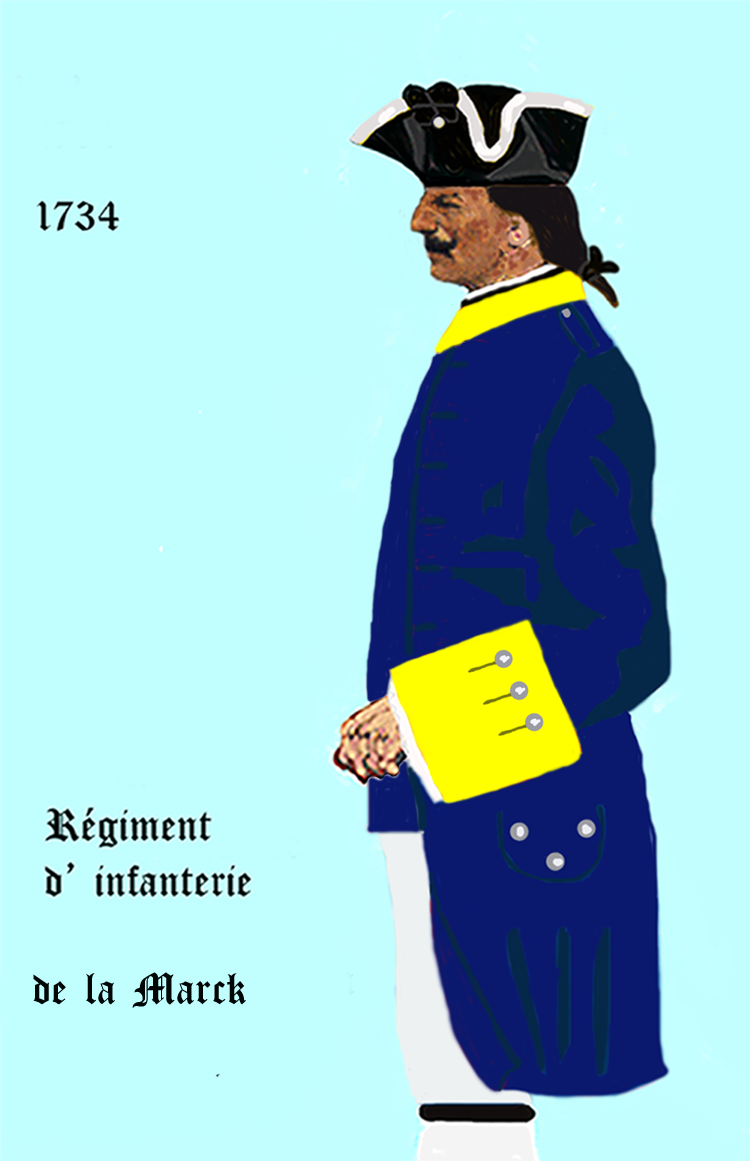
la Marck 1734
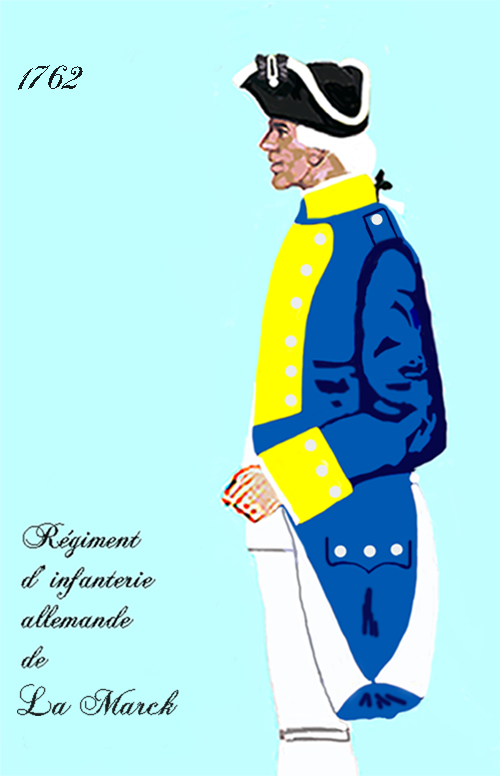
la Marck 1762-1767
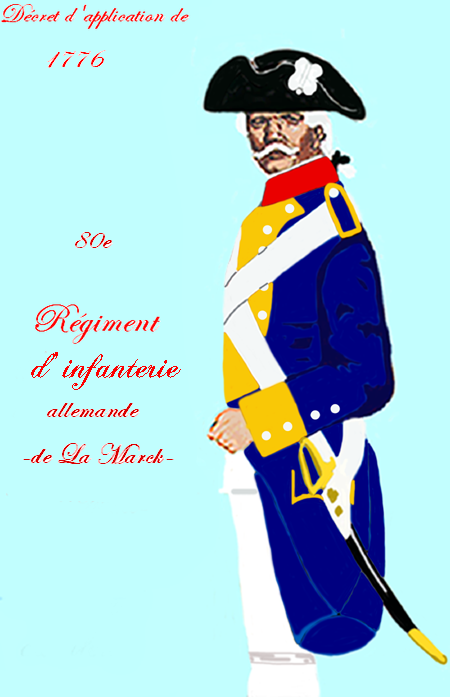
la Marck 1776-1791

Régiment de Royal Bavière 86e RI
 
Bildat 1709
 
→ 1780: Règiment de Royal Hesse Darmstadt 86e RI 
 
→ 1791: 94ème régiment d’infanterie de ligne

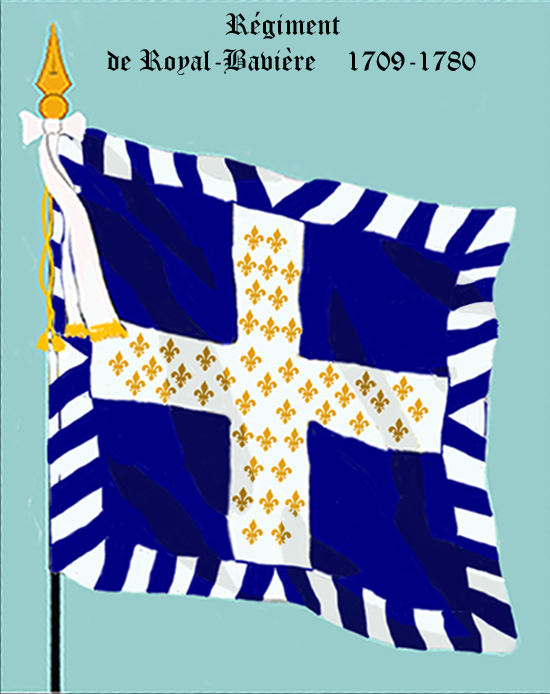
Rég Royal Bavière och Royal Hesse-Darmstadt
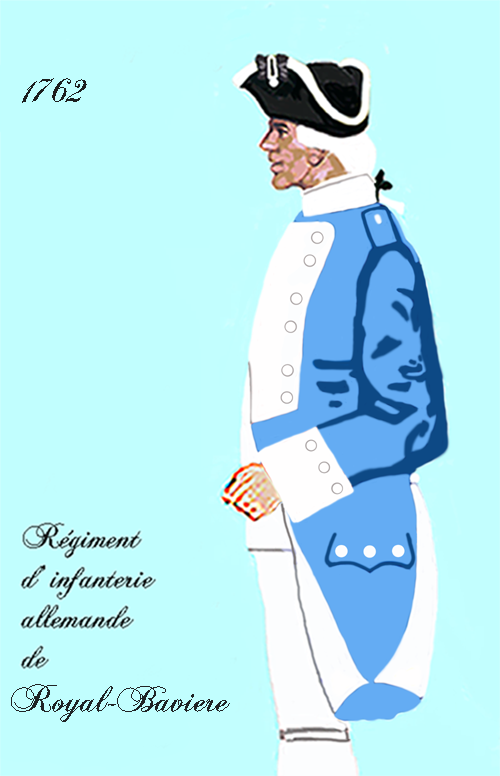
Royal Bavière

Régiment de Royal Deux Ponts 91e RI
 
Bildat 1757
 
→ 1791: 99ème régiment d’infanterie de ligne

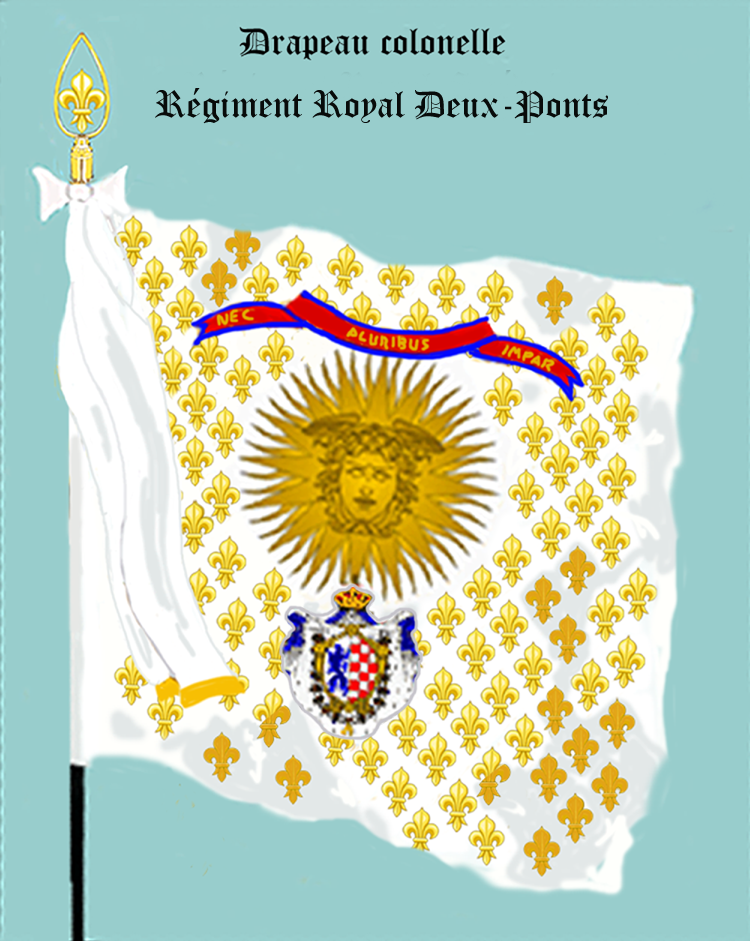
Colonel
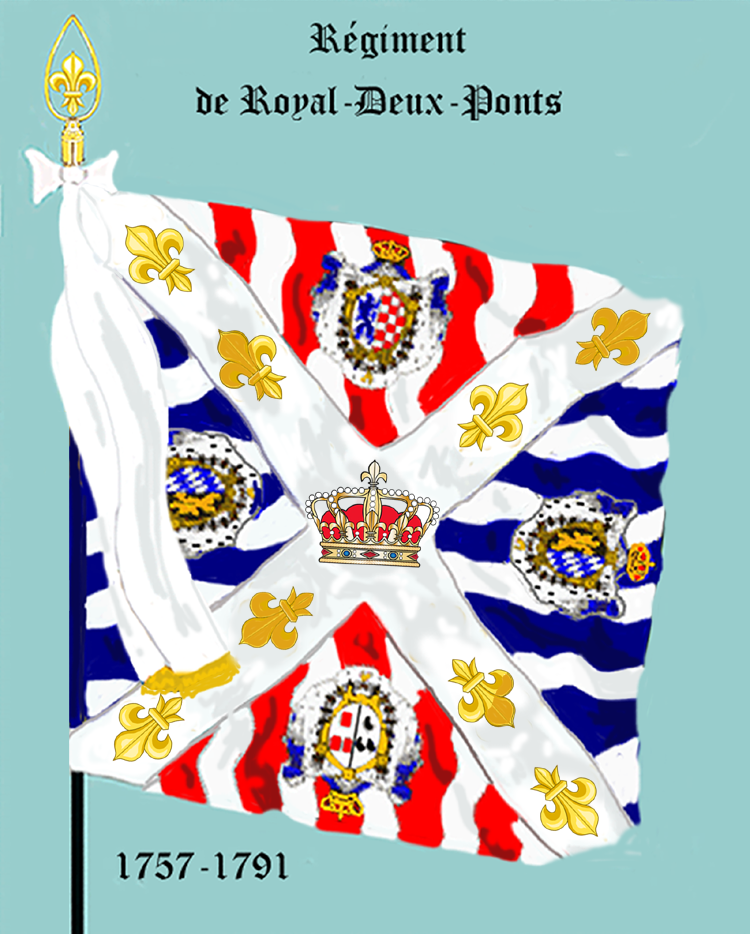
Royal Deux-Ponts
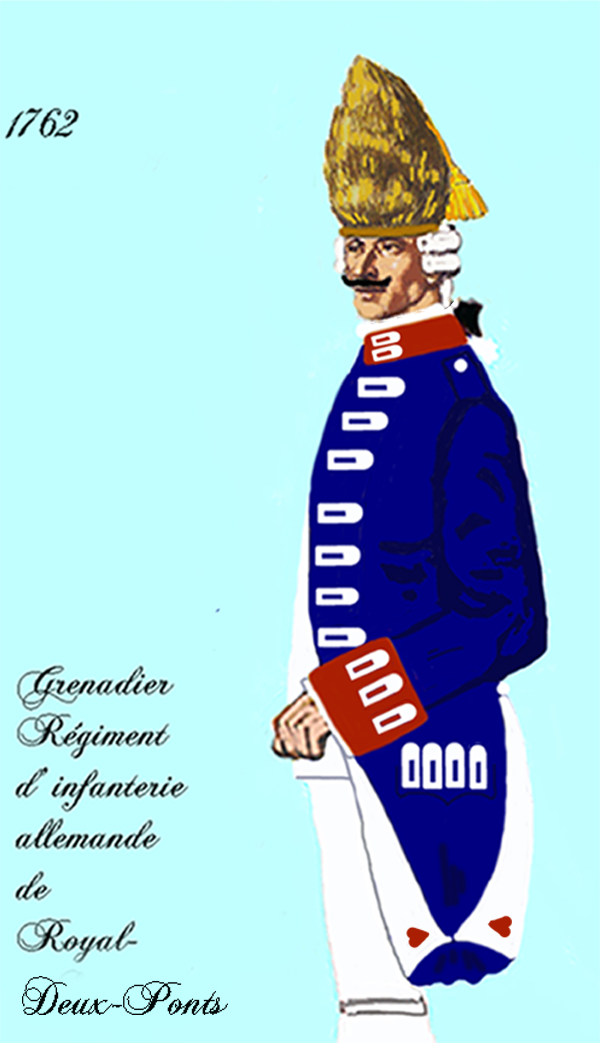
Royal Deux-Ponts 1762-1767
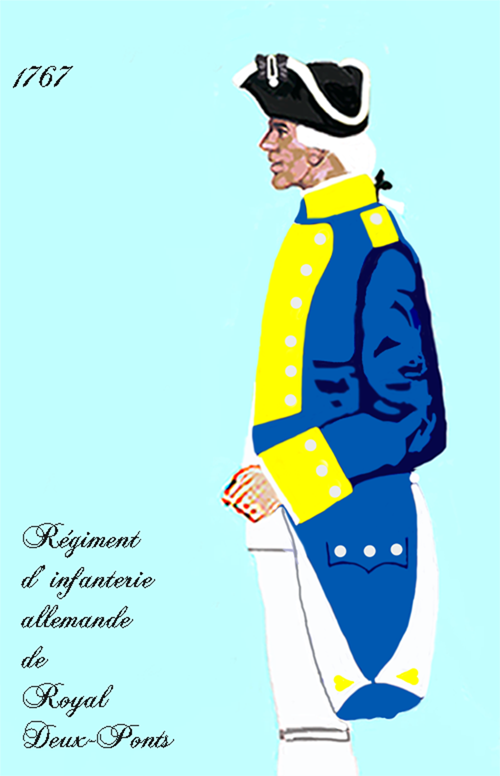
Royal Deux-Ponts 1767-1776

Régiment de Royal-Pologne 136e RI 

Bildat 1747 - Nedlagt :  1763 

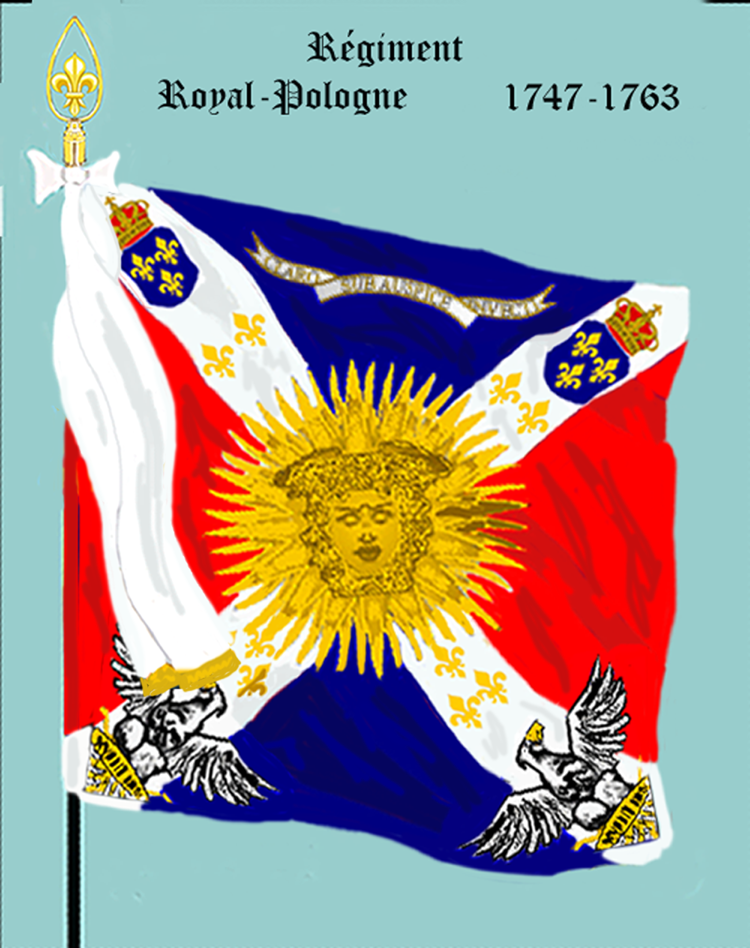
Royal Pologne
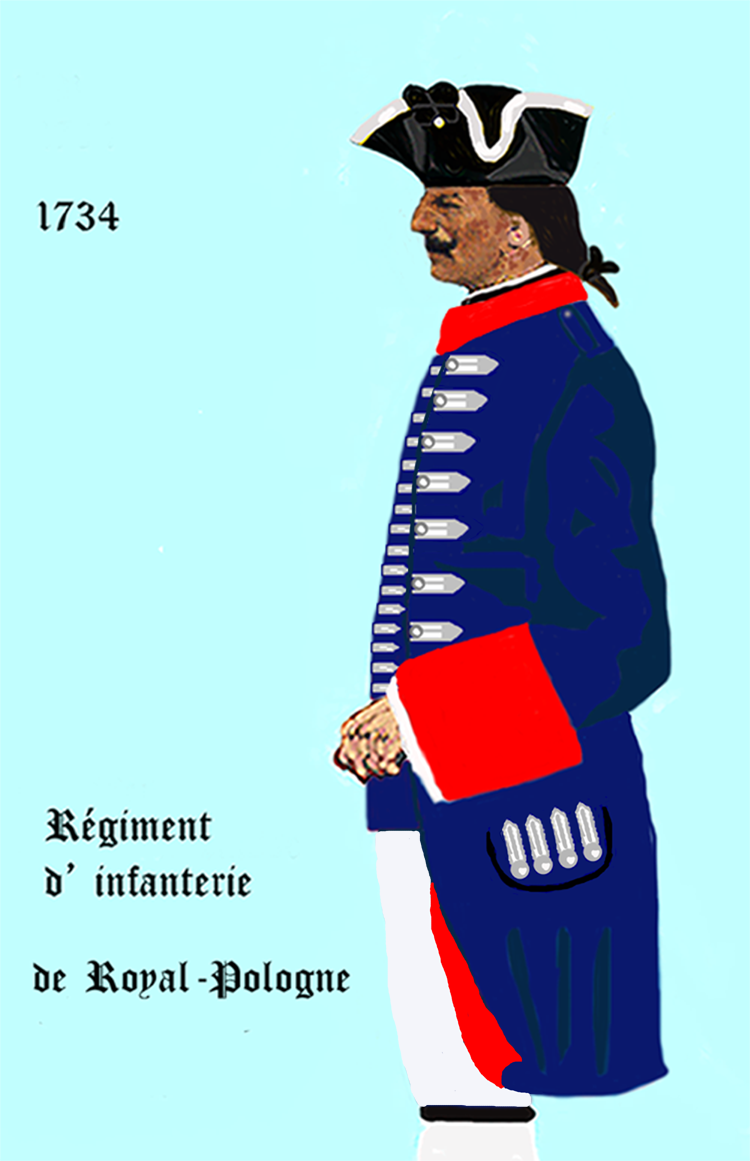
Royal Pologne 1734 - 1757

## Schweiziska regementen
Régiment de Stoppa le Jeune
 
Bildat 1677
 
→ 1692: Régiment de Surbeck
 
→ 1714: Régiment de Hemel 62e RI
 
→ 1729: Régiment de Bezenwald 62e RI
 
→ 1741: Régiment de La Cour au Chantre 62e RI 
 
→ 1749: Régiment de Grandvillars 62e RI 
 
→ 1749: Régiment de Balthazar 62e RI 
 
→ 1754: Régiment de Planta 62e RI 
 
→ 1760: Régiment d’Arbonnier 62e RI 
 
→ 1763: Régiment de Jenner 62e RI 
 
→ 1774: Régiment d’Aulbonne 79e RI 
 
→ 1783: Régiment de Châteauvieux 79e RI 
 
→ 1791: 76ème régiment d’infanterie de ligne

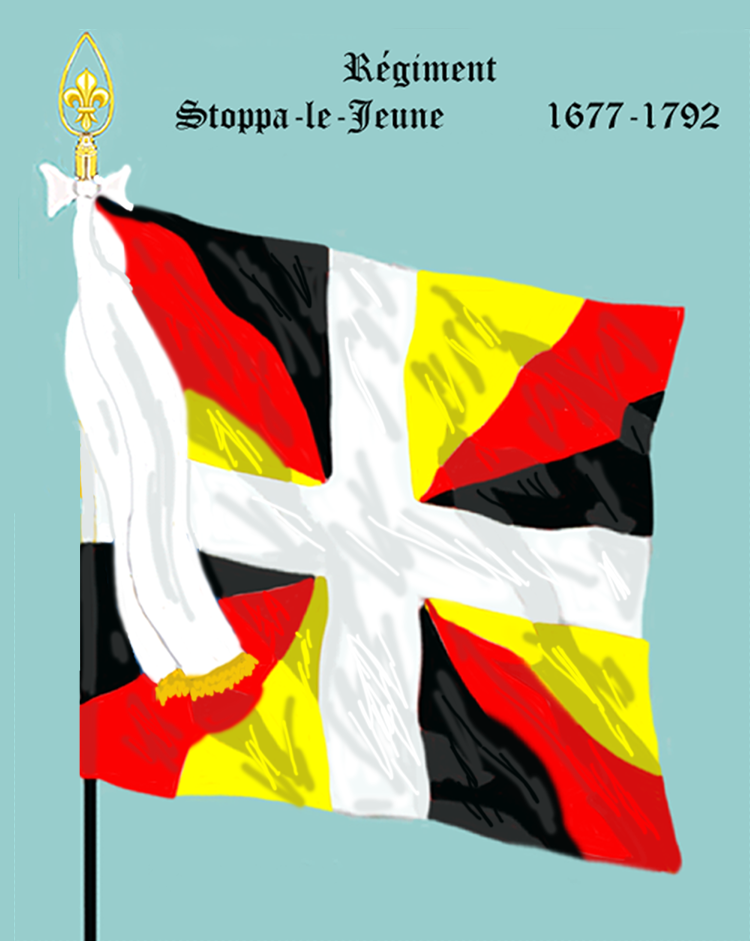
Stoppa le Jeune
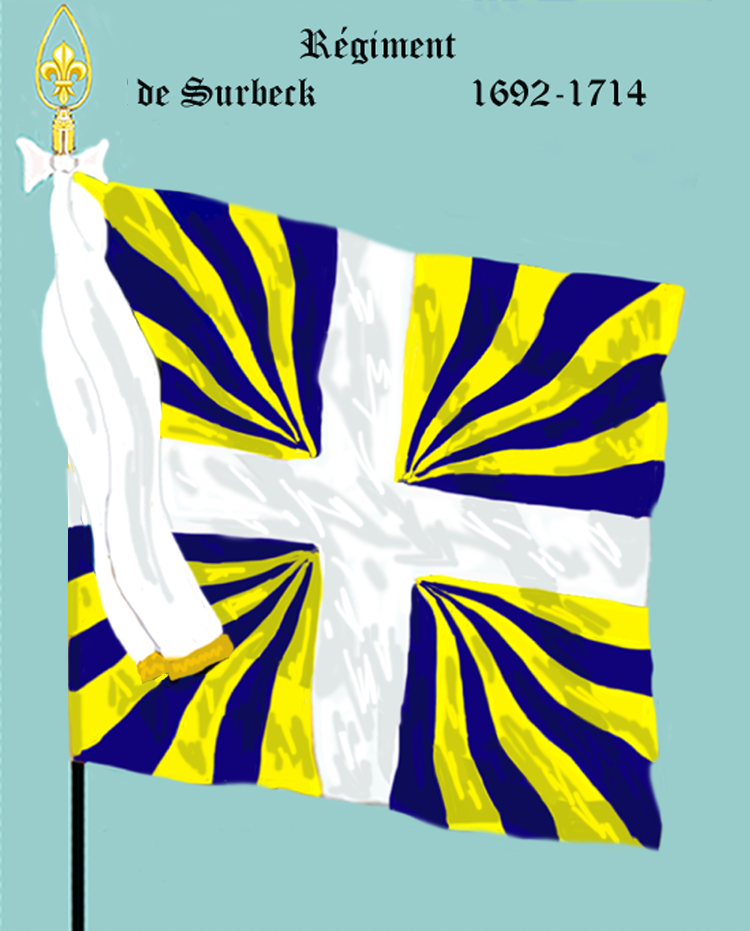
Rég Surbeck, La Cour au Chantre, Grandvillars, Balthazar
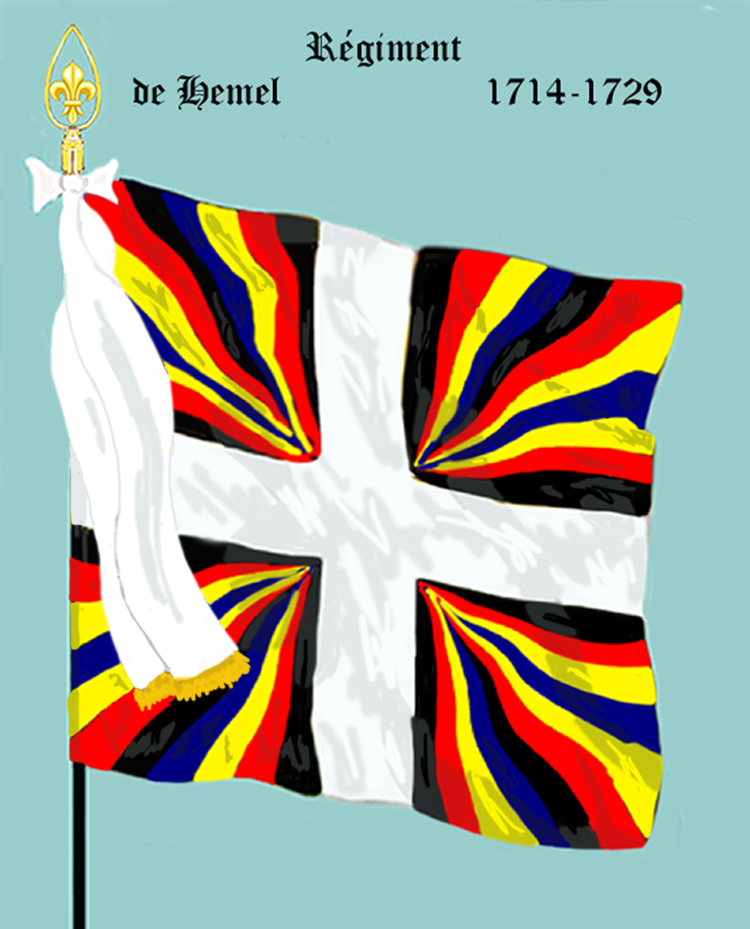
Rég Hemel, Planta, Abonnier
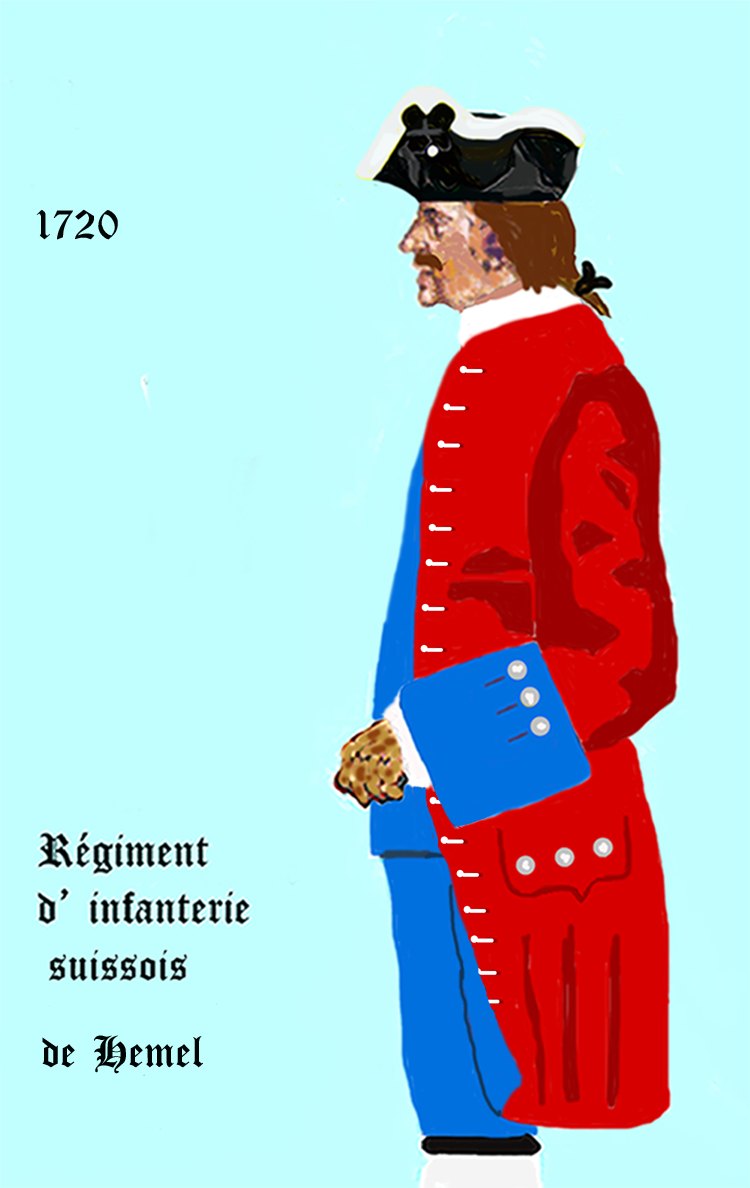
Hemel 1720-1729
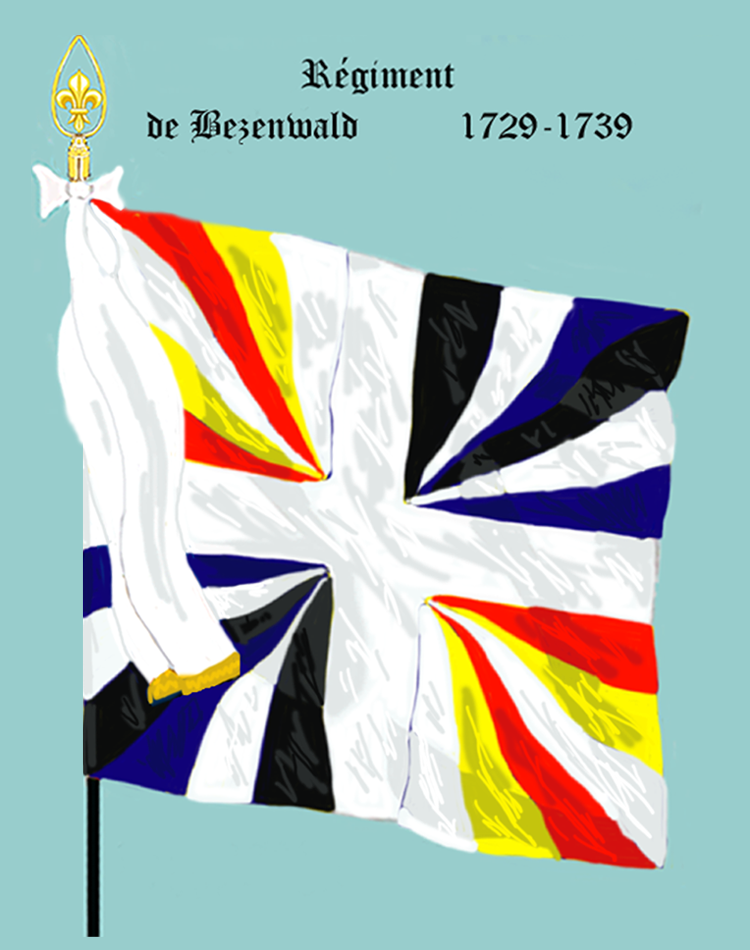
Bezenwald
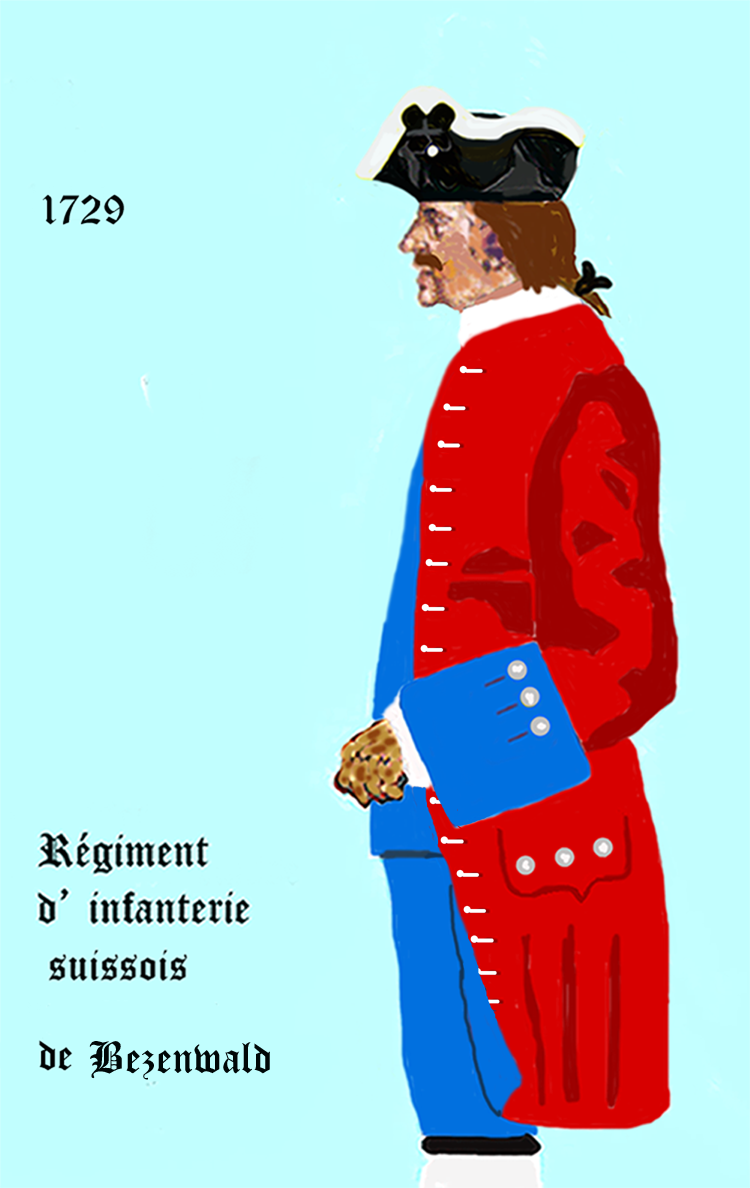
Bezenwald 1729-1734
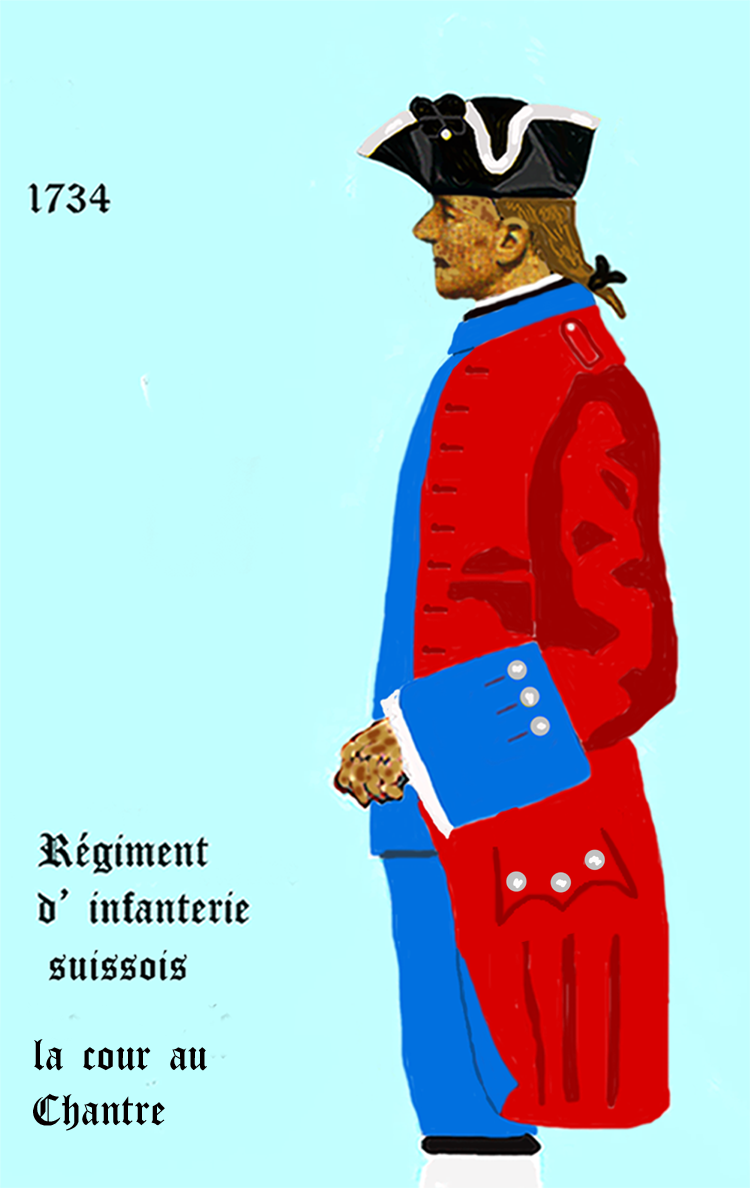
La Cour au Chantre 1734
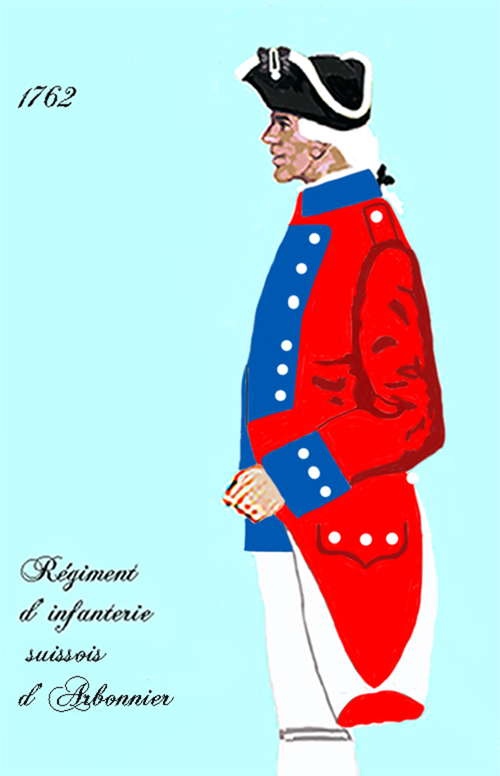
Abonnier 1762-1767
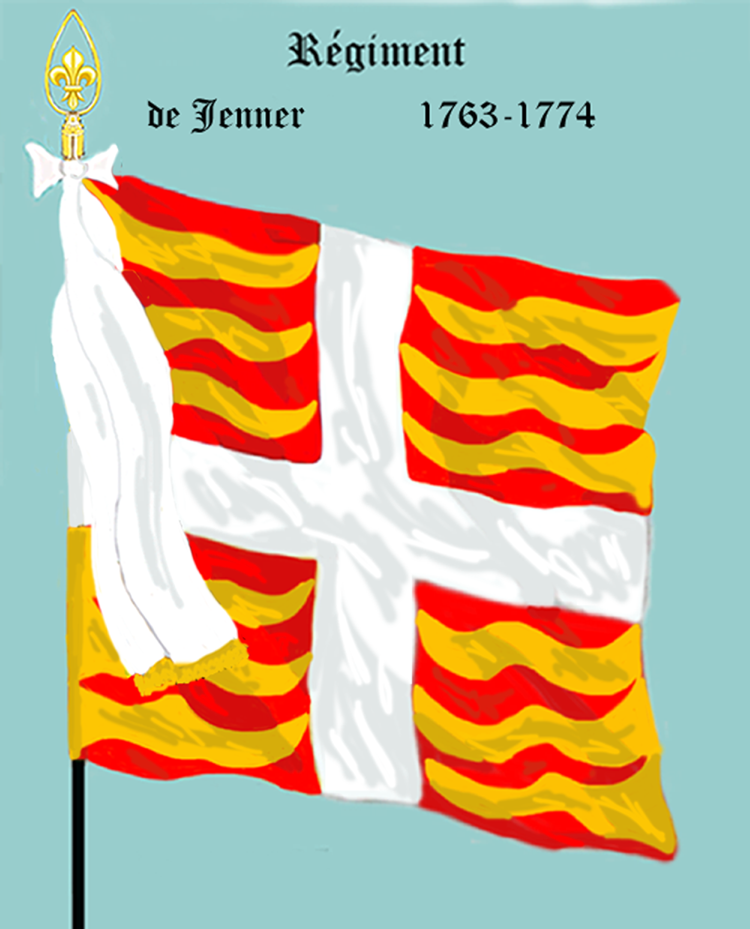
Rég de Jenner, d'Aulbonne, & de Châteauvieux
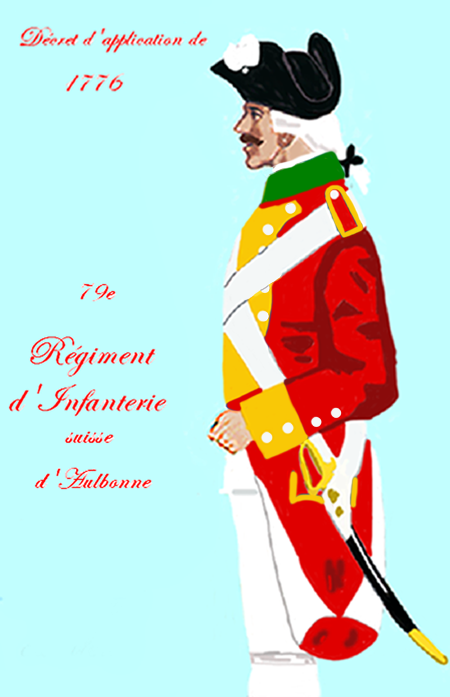
Aulbonne 1776

Régiment de Greder 54e RI
 
Bildat1673
 
→ 1714: Régiment d’Affry 54e RI 
 
→ 1734: Régiment de Wittmer 54e RI 
 
→ 1757: Régiment de Waldner 55e RI 
 
→ 1783: Régiment de Vigier 51e RI 
 
→ 1791: 69ème régiment d’infanterie de ligne

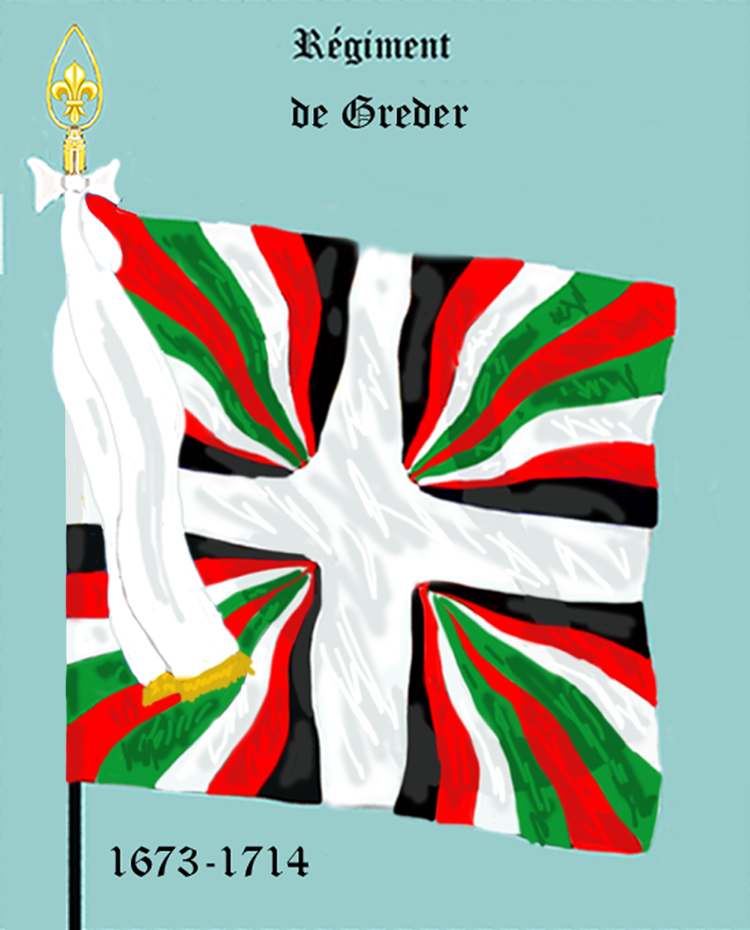
Greder
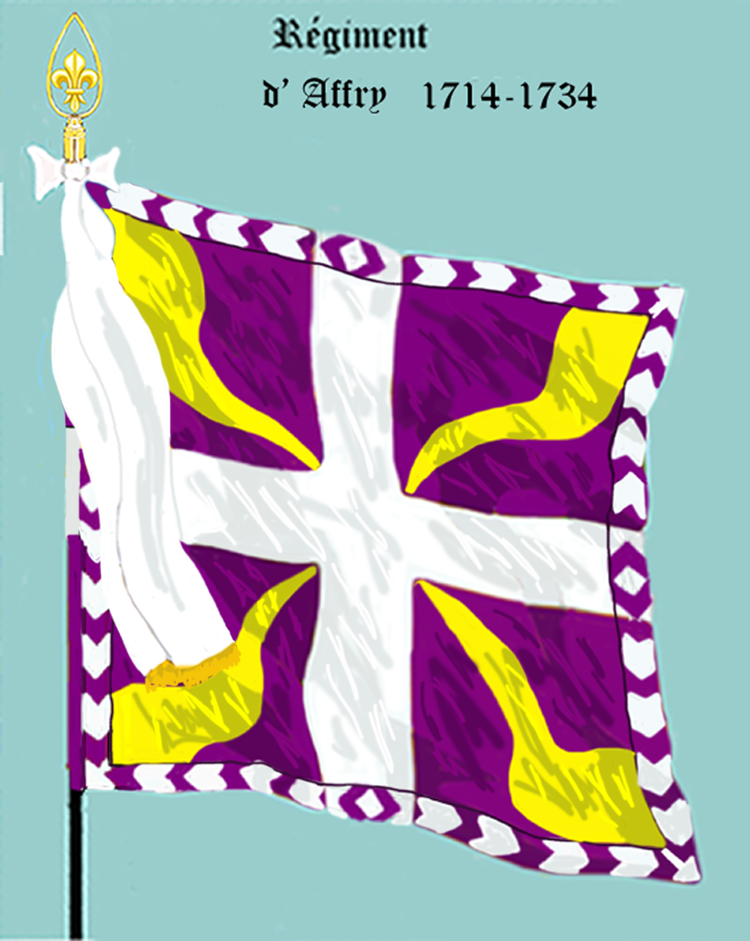
Affry
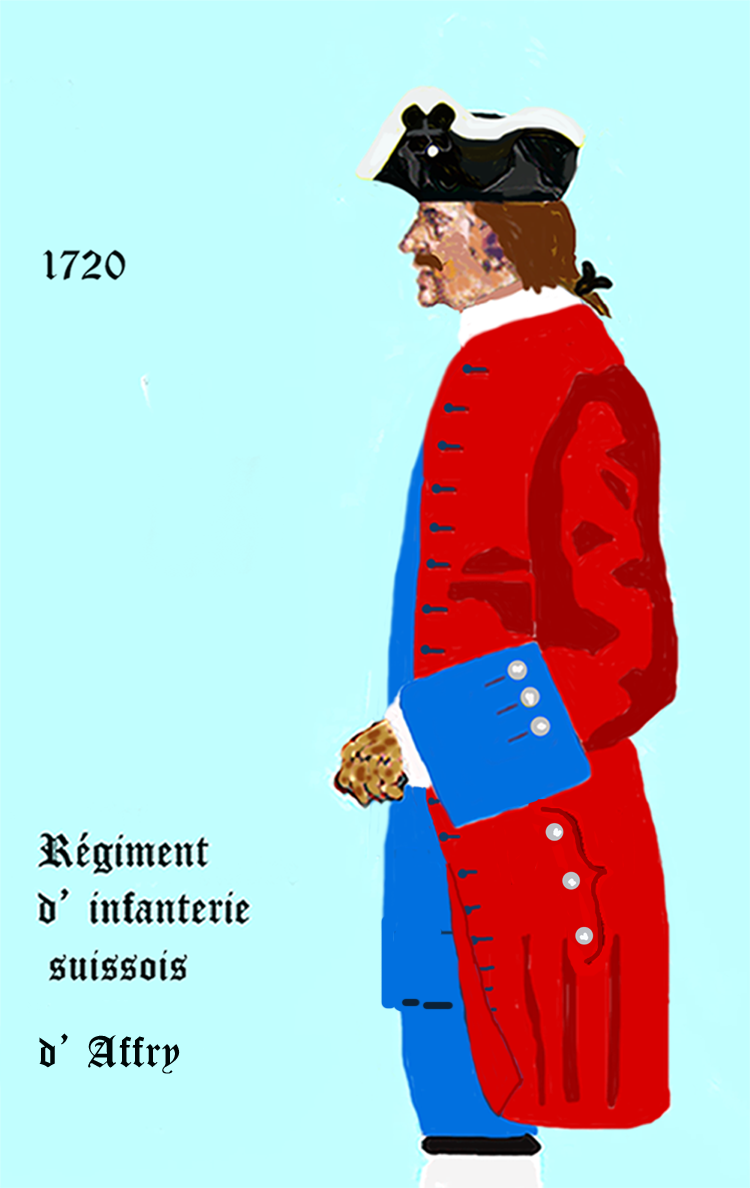
Affry 1729
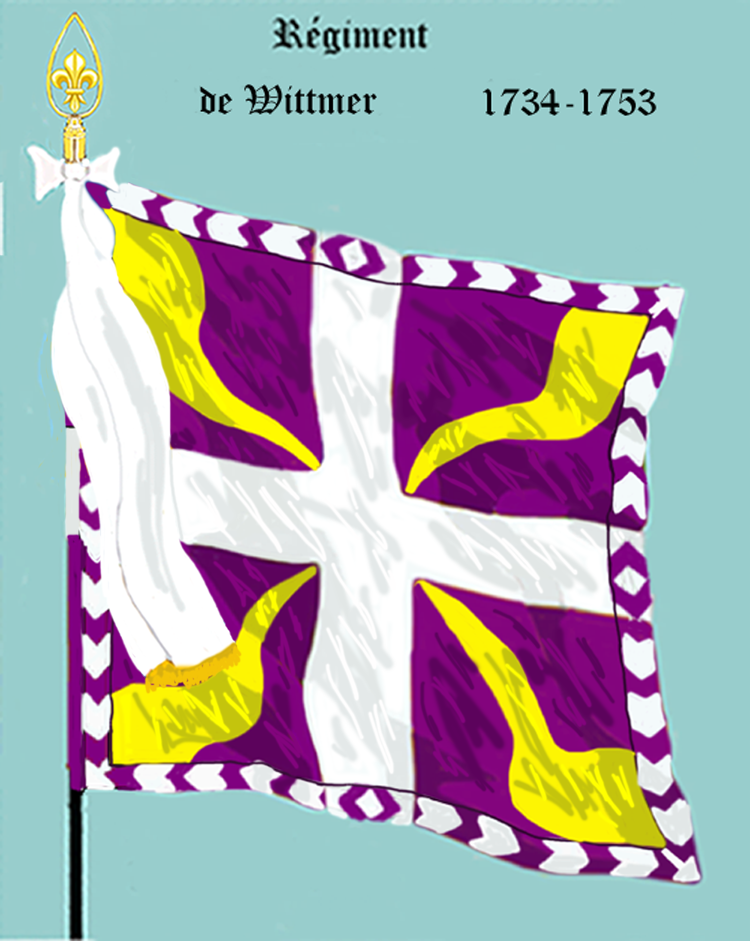
Wittmer 1734
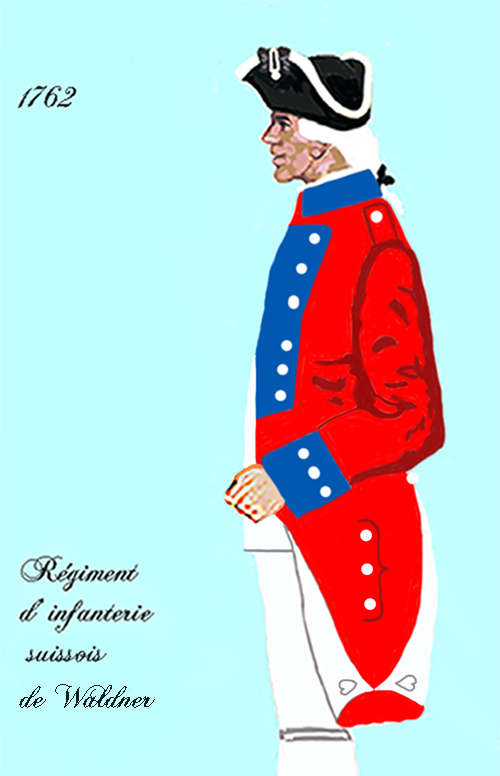
Waldner 1762
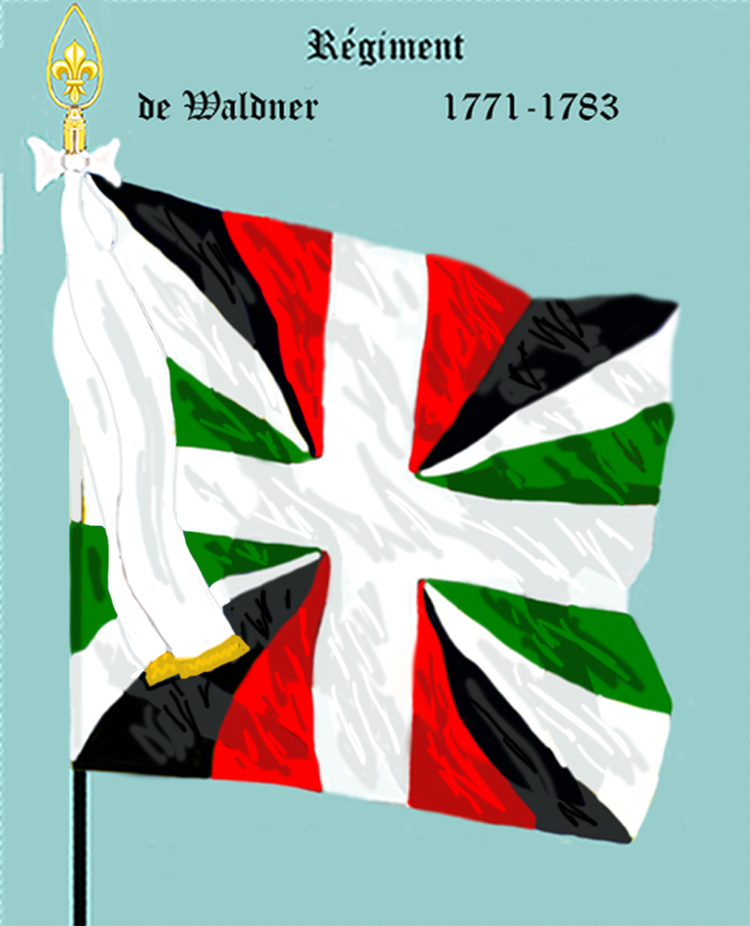
Waldner 1771
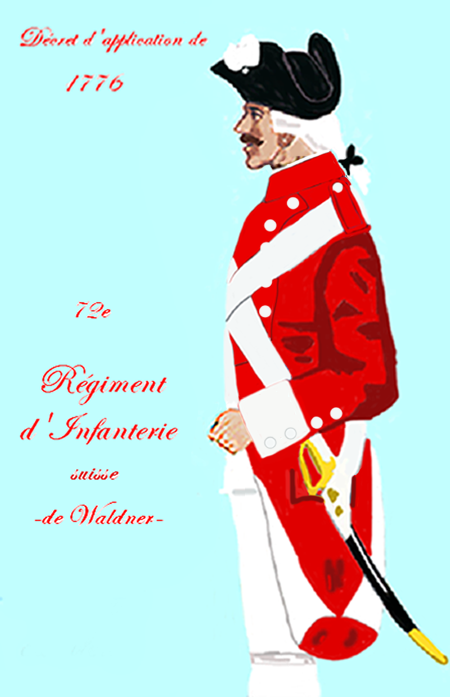
Waldner 1776
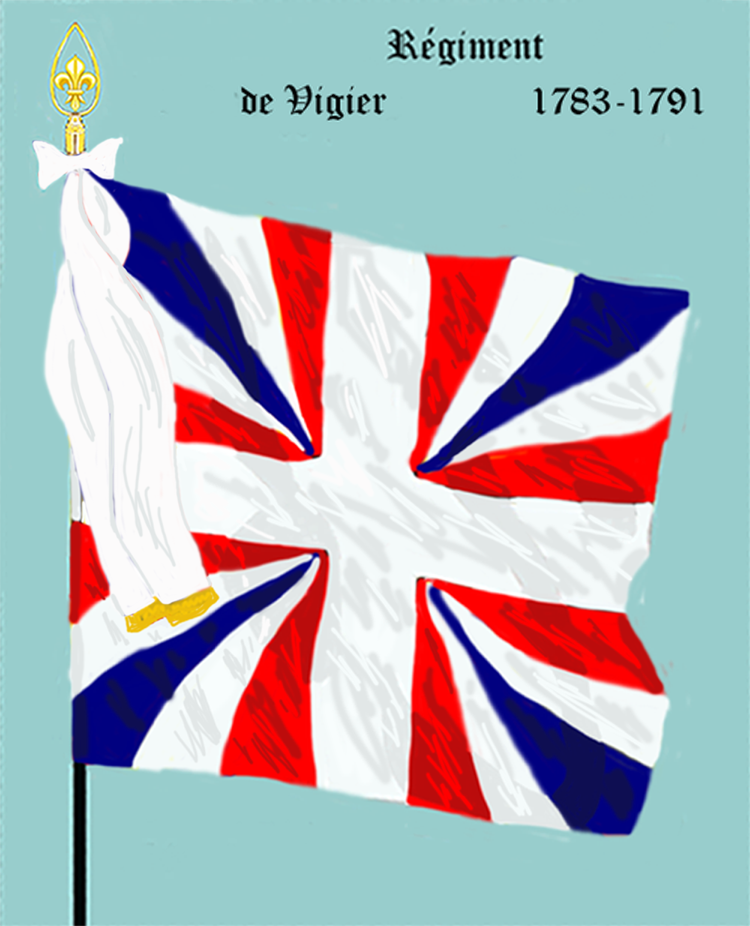
Vigier 1783

Régiment de Salis
 
Bildat 1672
 
→ 1690: Régiment de Pollier 
 
→ 1692: Régiment de Reynold 
 
→ 1702: Régiment de Castellas (Castella) 49e RI 
 
→ 1722: Régiment de Bettens 48e RI 
 
→ 1739: Régiment de Monin 50e RI 
 
→ 1756: Régiment de Reding 51e RI 
 
→ 1763: Régiment de Pfyffer 51e RI 
 
→ 1768: Régiment de Sonnenberg 68e RI 
 
→ 1791: 65ème régiment d’infanterie de ligne

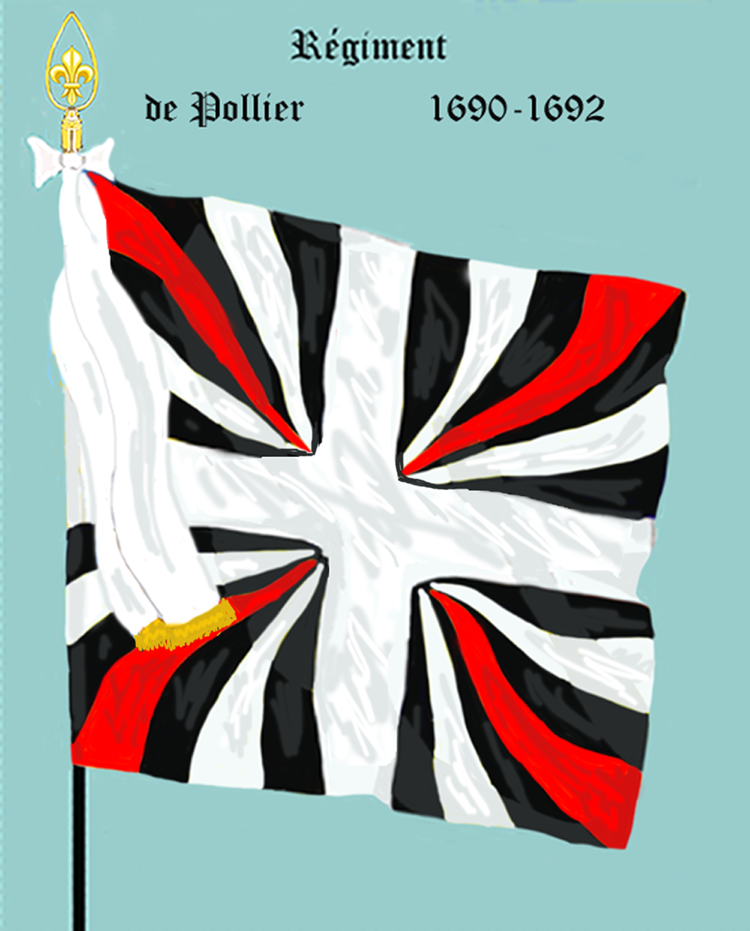
Pollier
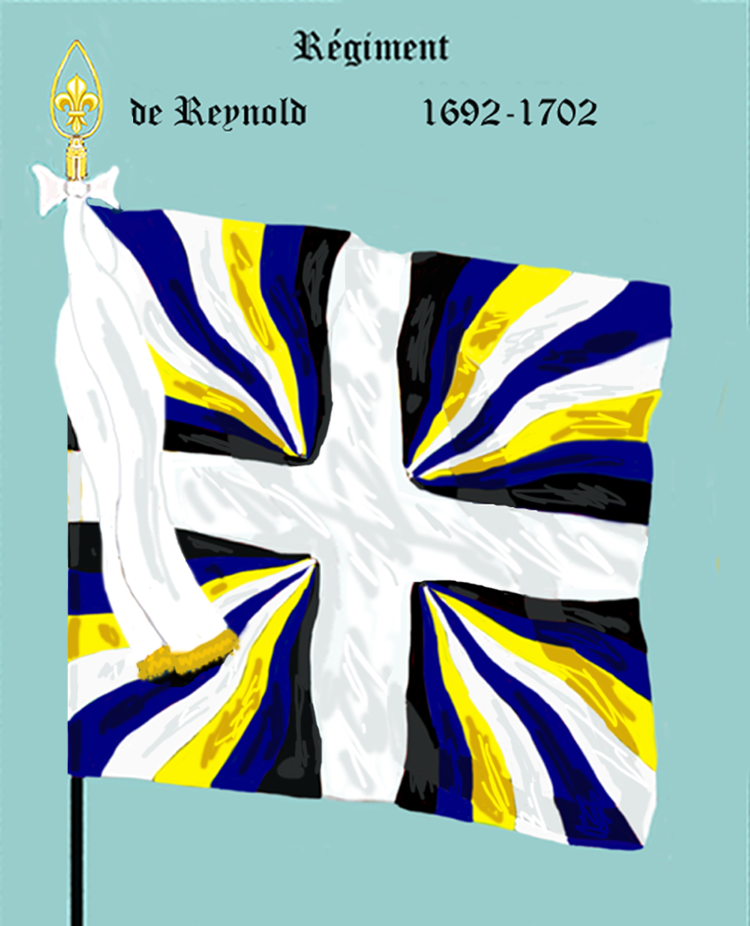
Reynold
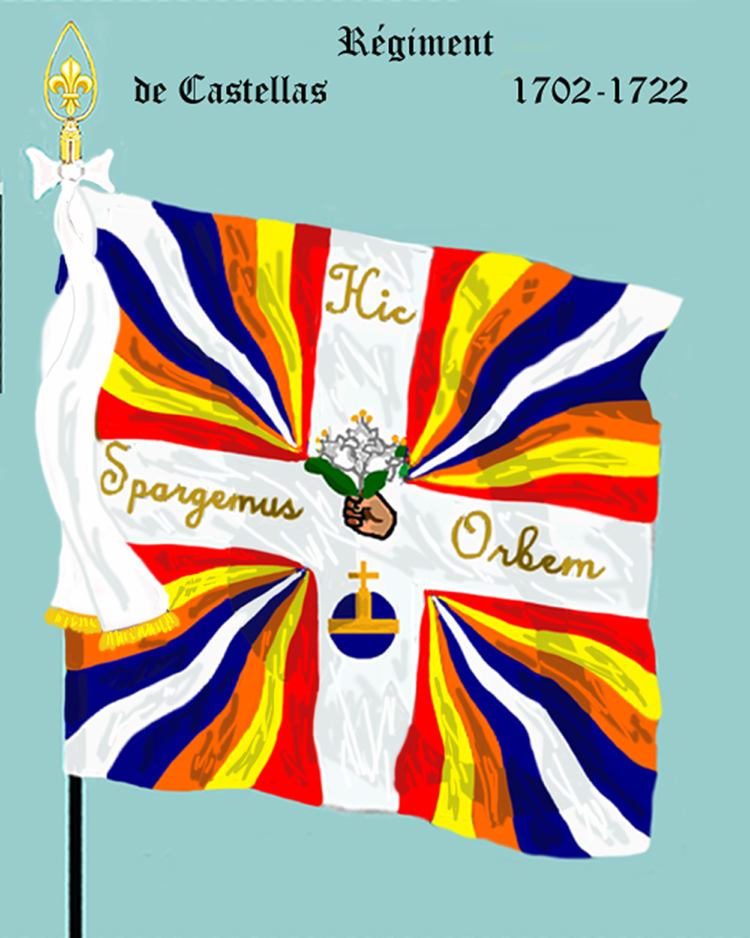
Castellas
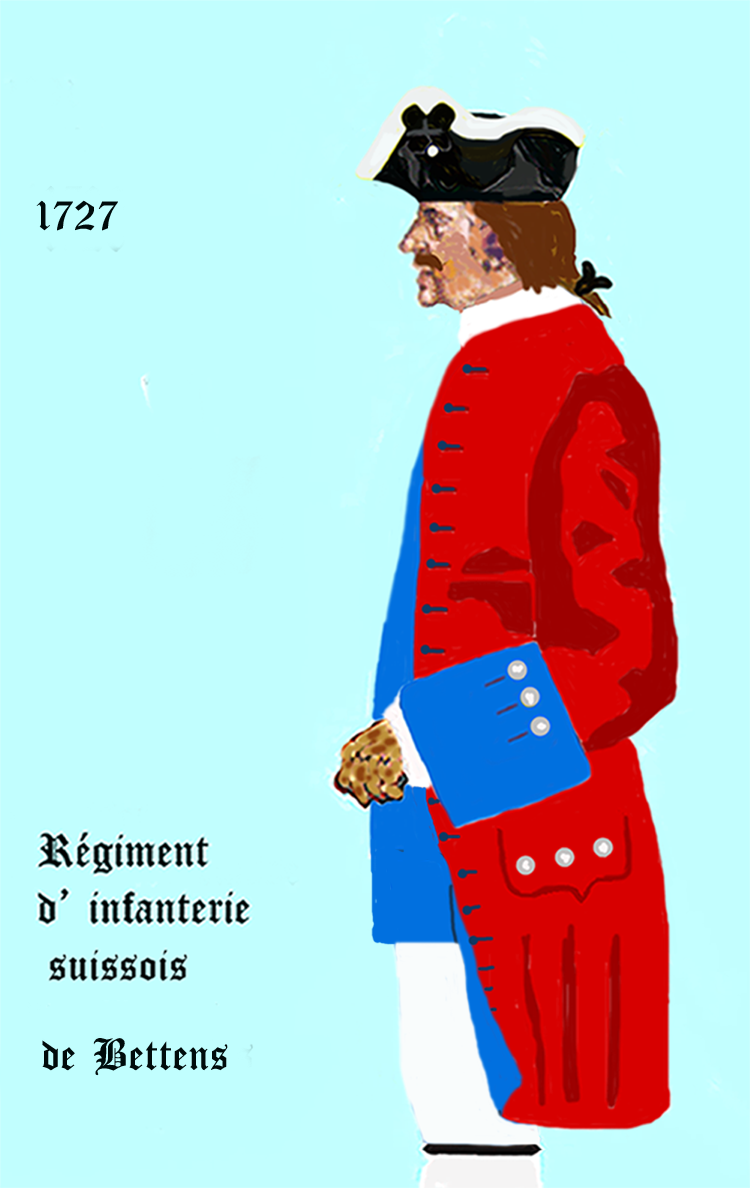
Bettens 1727
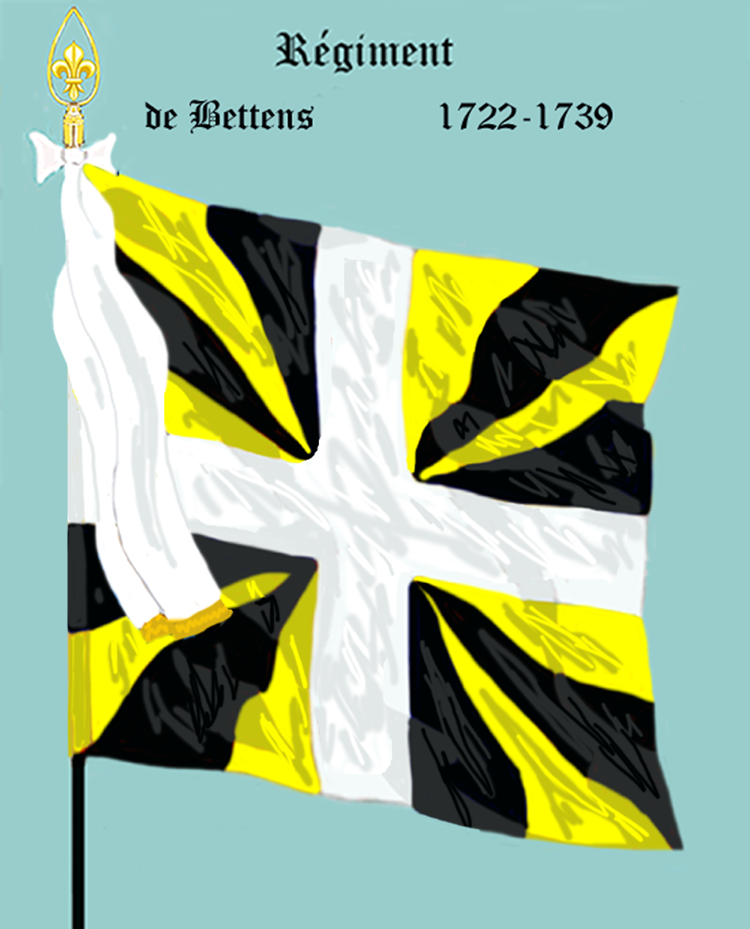
Bettens
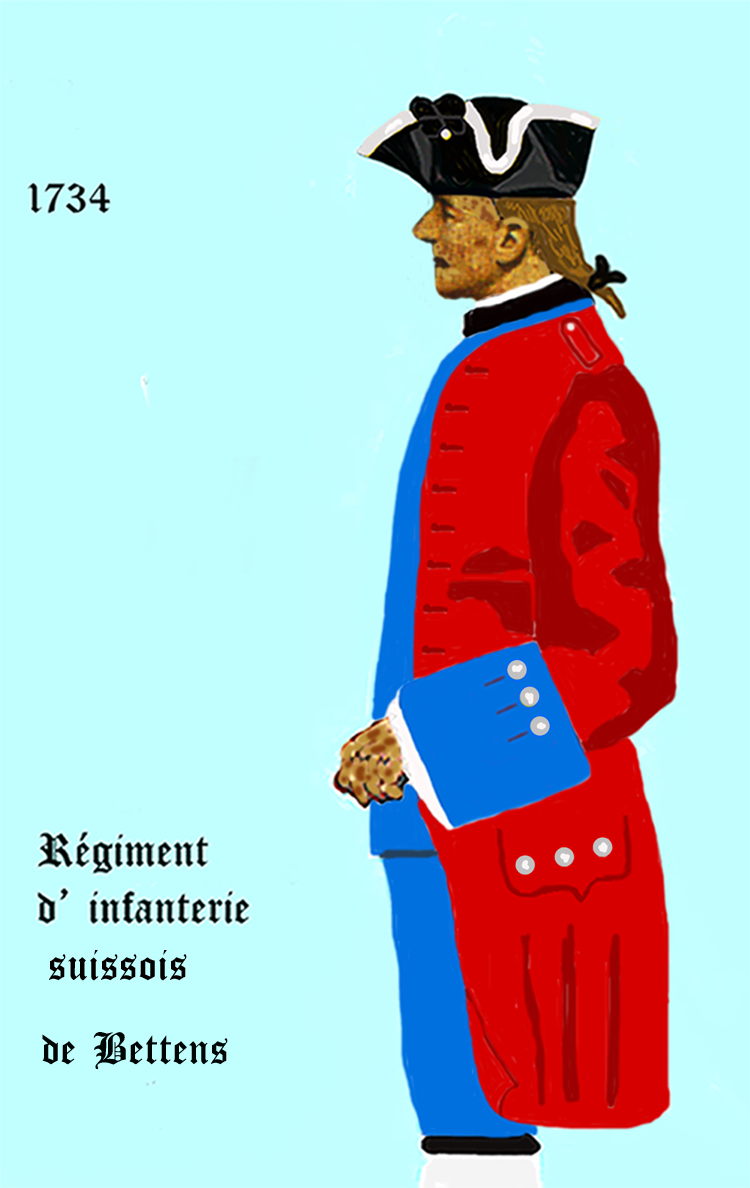
Bettens 1734
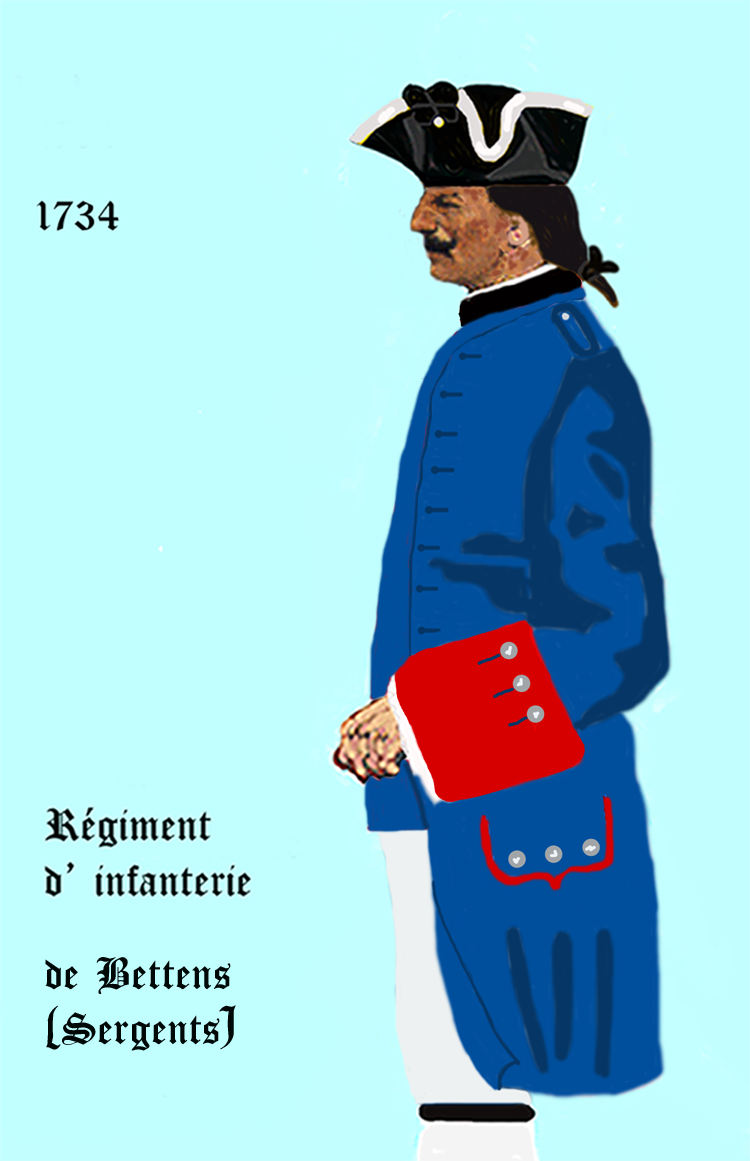
Bettens (underofficerare) 1734
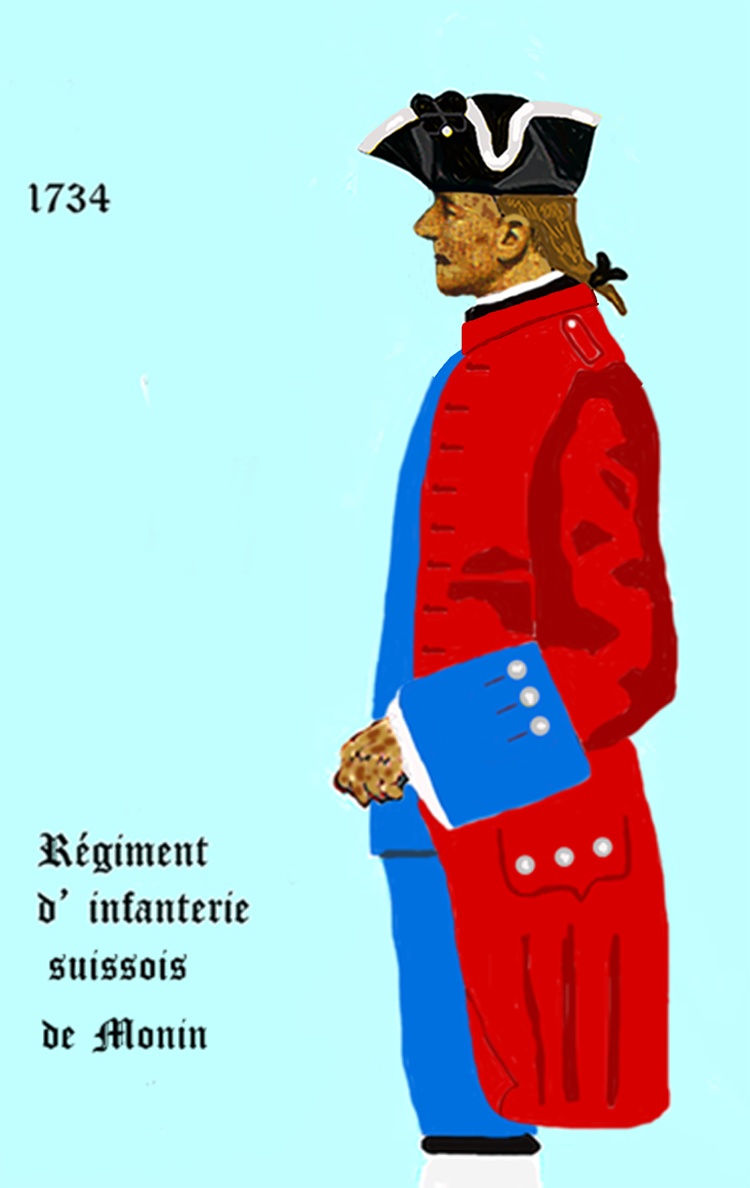
Monnin 1739
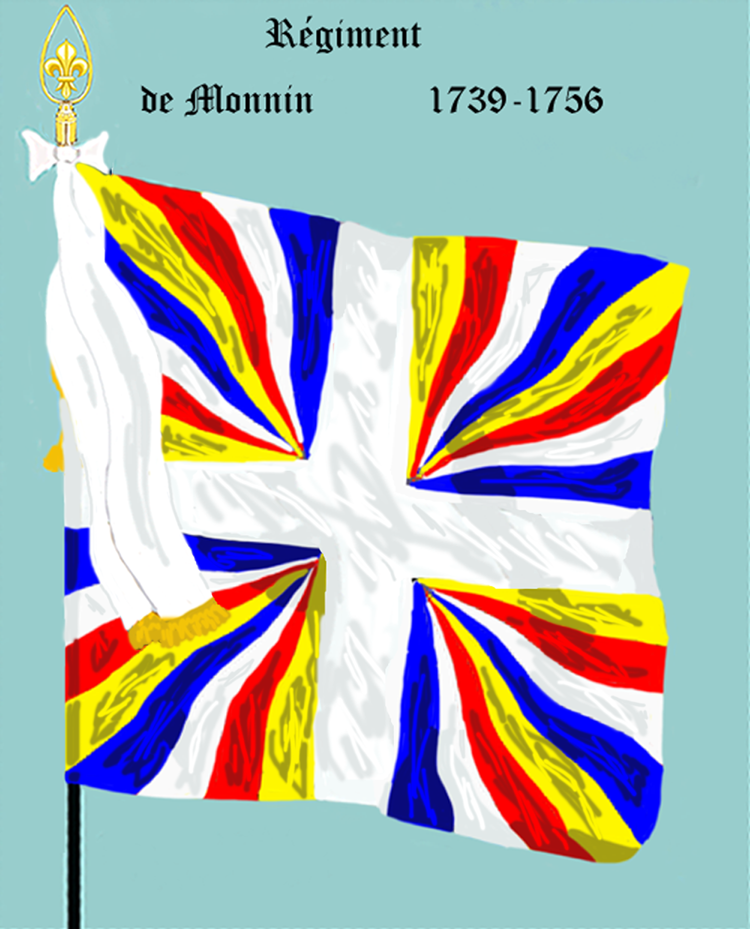
Monnin
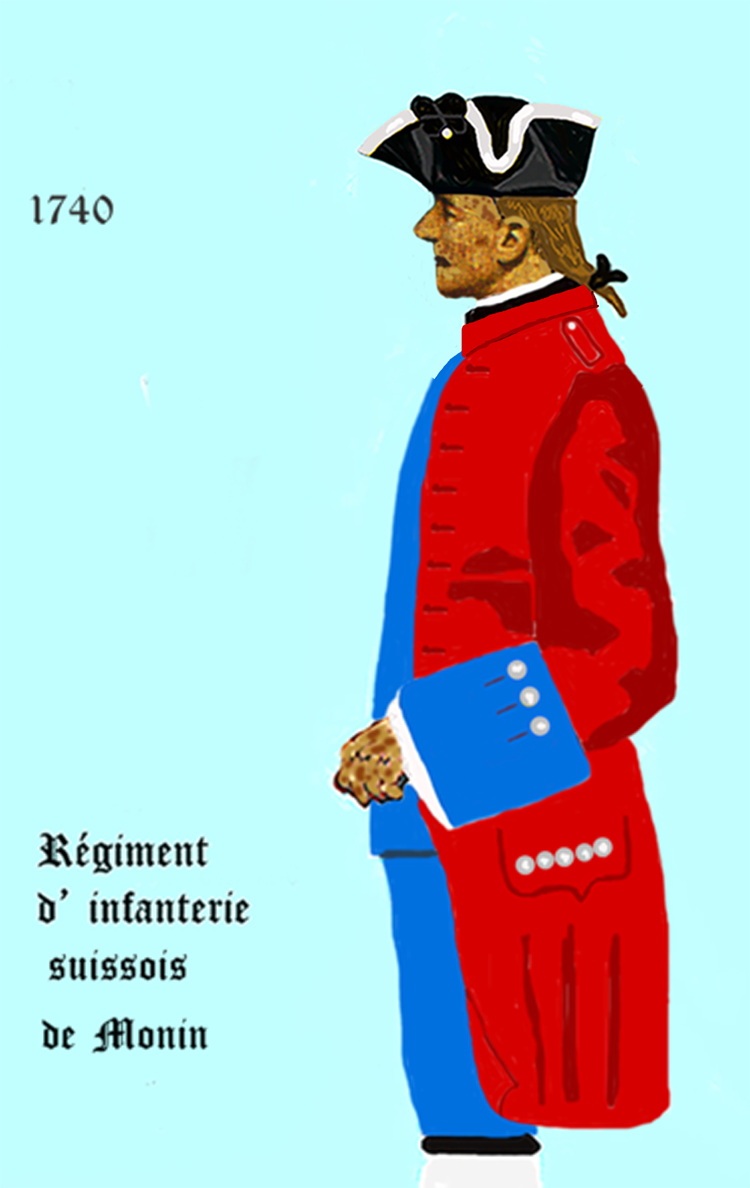
Monin 1740
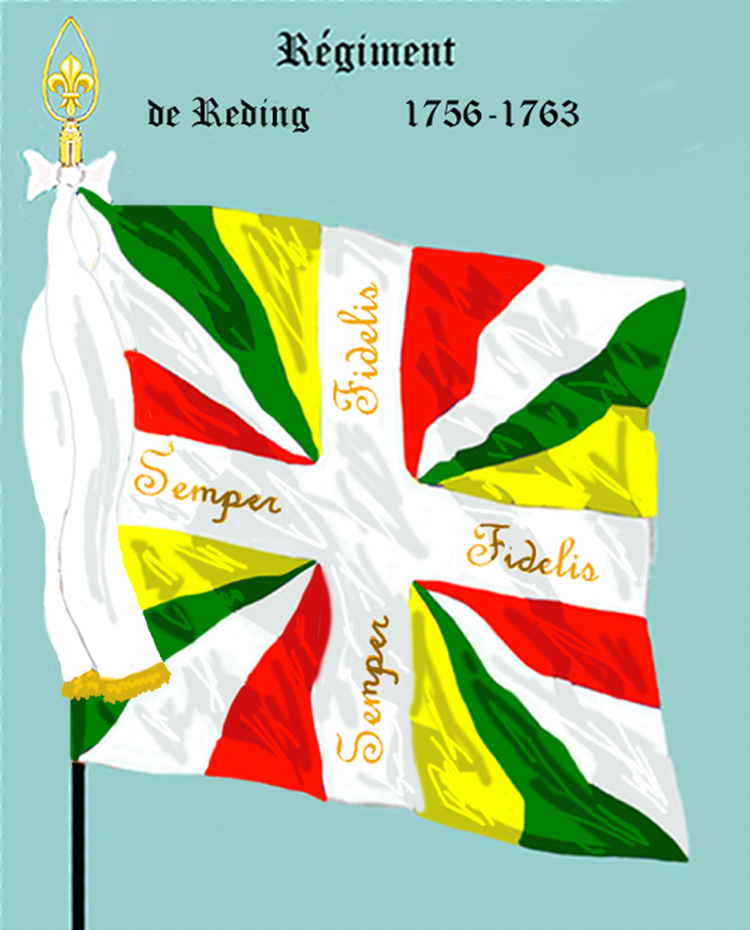
de Reding 1756
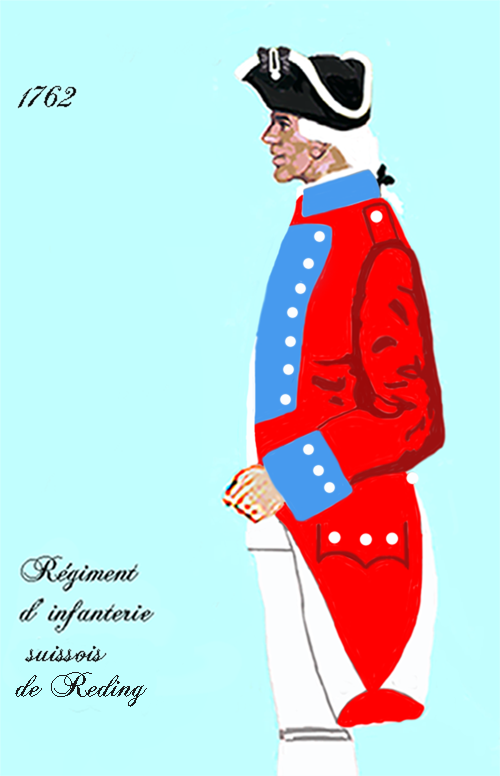
Reding 1762
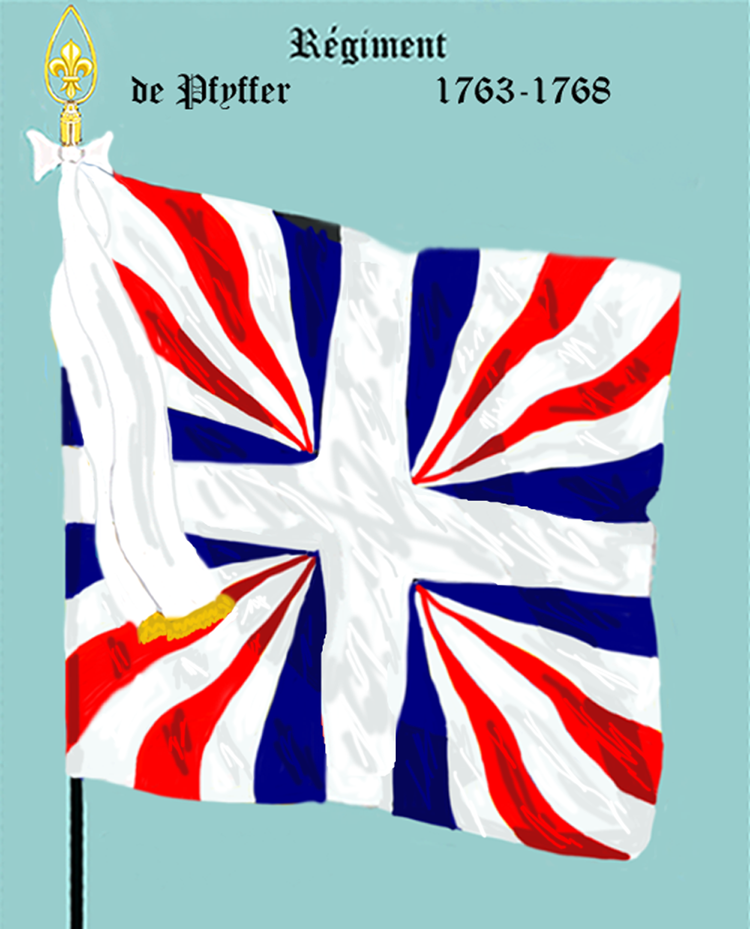
Pfyffer
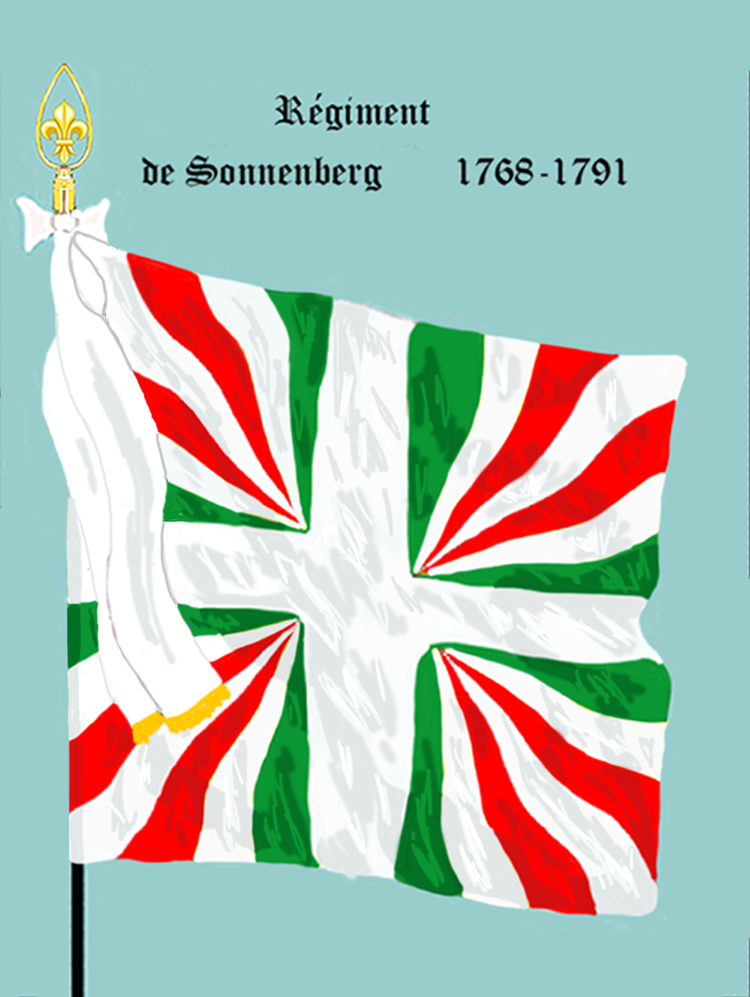
Sonnenberg
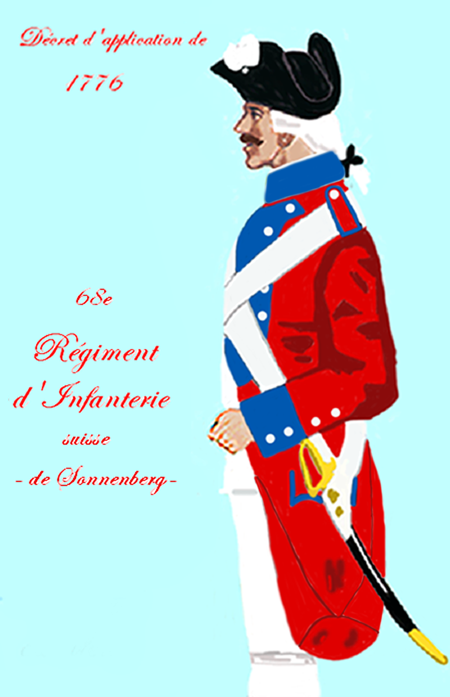
Sonnenberg 1776

Régiment d’Erlach 49e RI
 
Bildat 1671
 
→ 1694: Régiment de Manuel 49E RI 
 
→ 1701: Régiment de Villars-Chandieu 
 
→ 1728: Régiment de May 
 
→ 1739: Régiment de Bettens 49e RI 
 
→ 1751: Régiment de Jenner 49e RI 
 
→ 1762: Régiment d’Erlach 49e RI 
 
→ 1782: Régiment d’Ernest 49e RI 
 
→ 1791: 63ème régiment d’infanterie de ligne

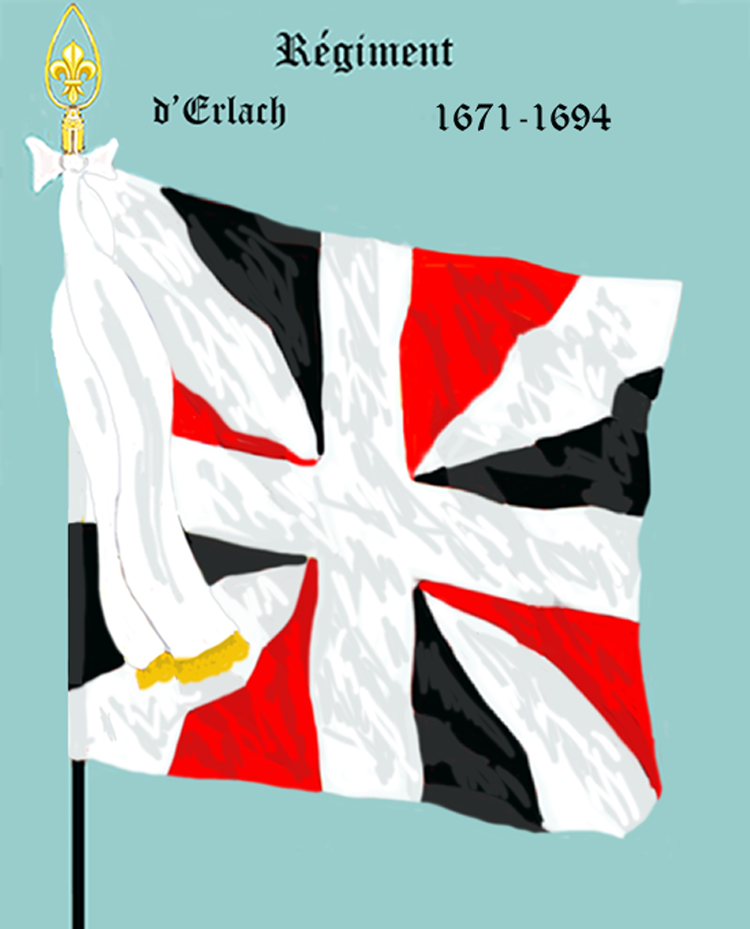
Erlach 1671
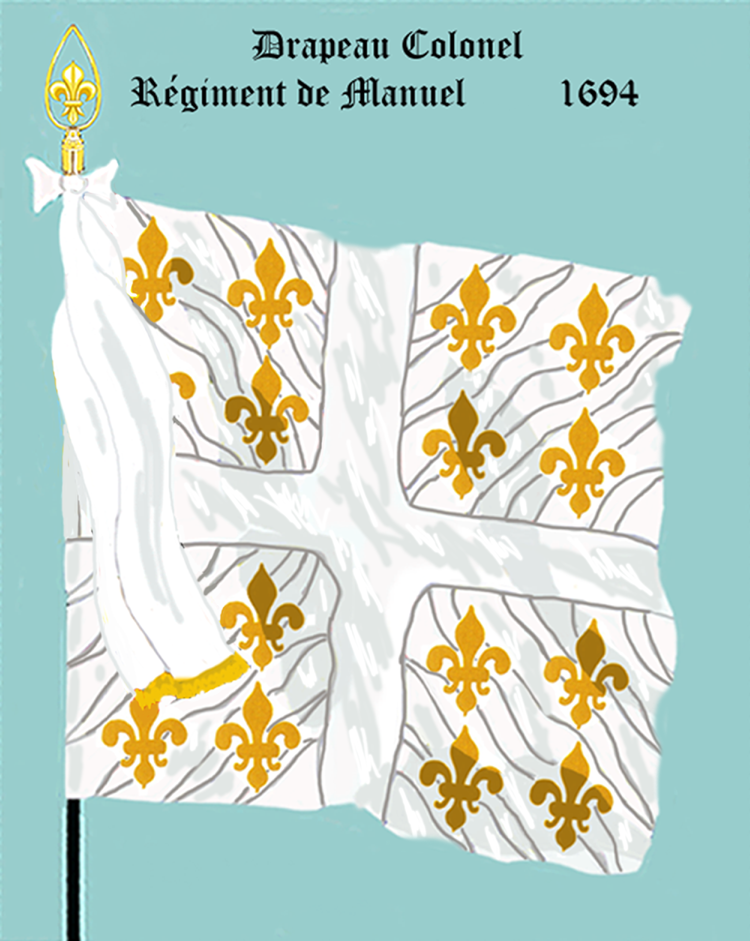
Livfana 1694-1701
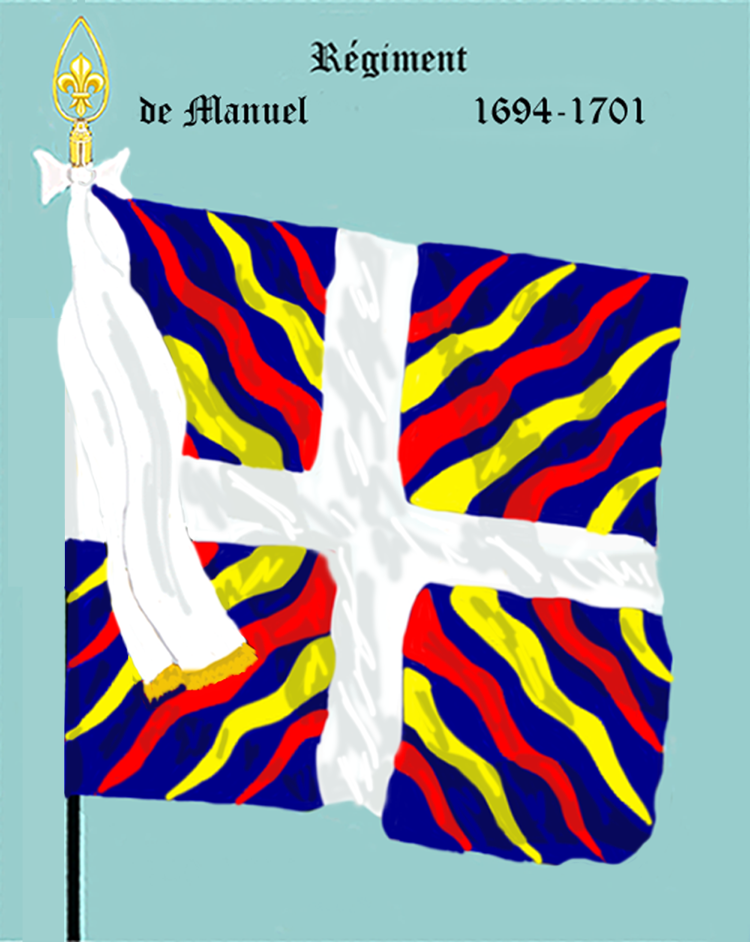
Manuel
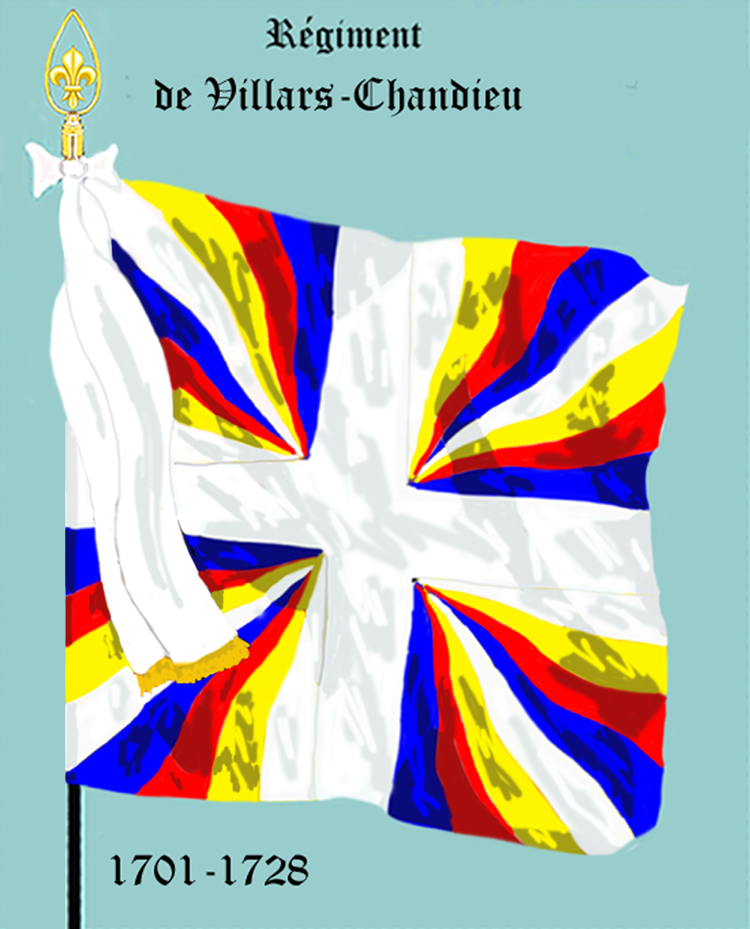
Villars-Chandieu
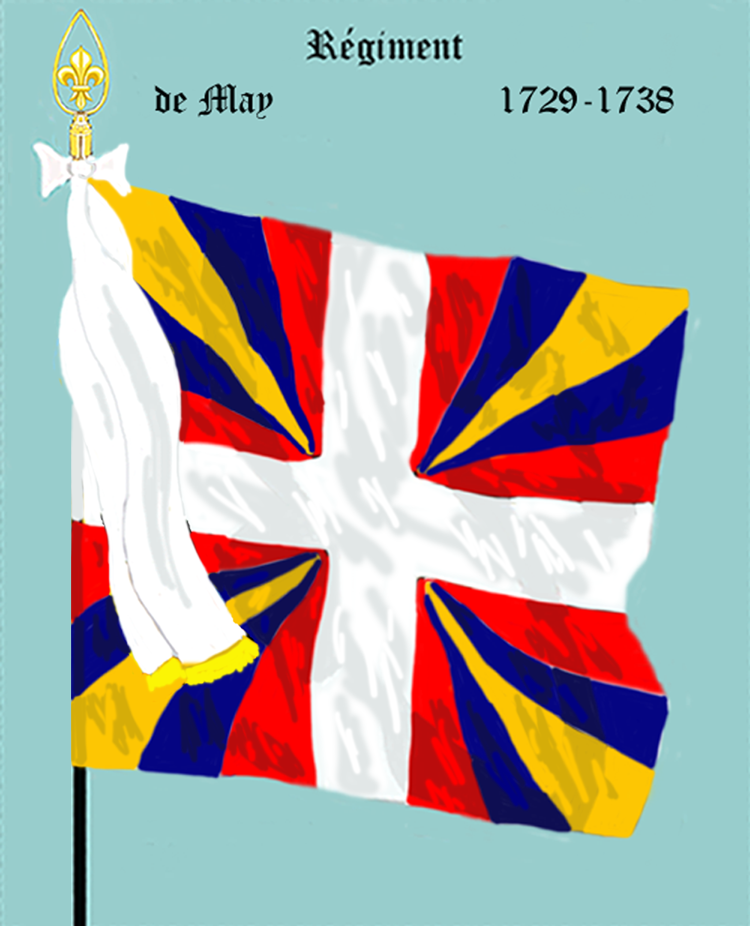
de May
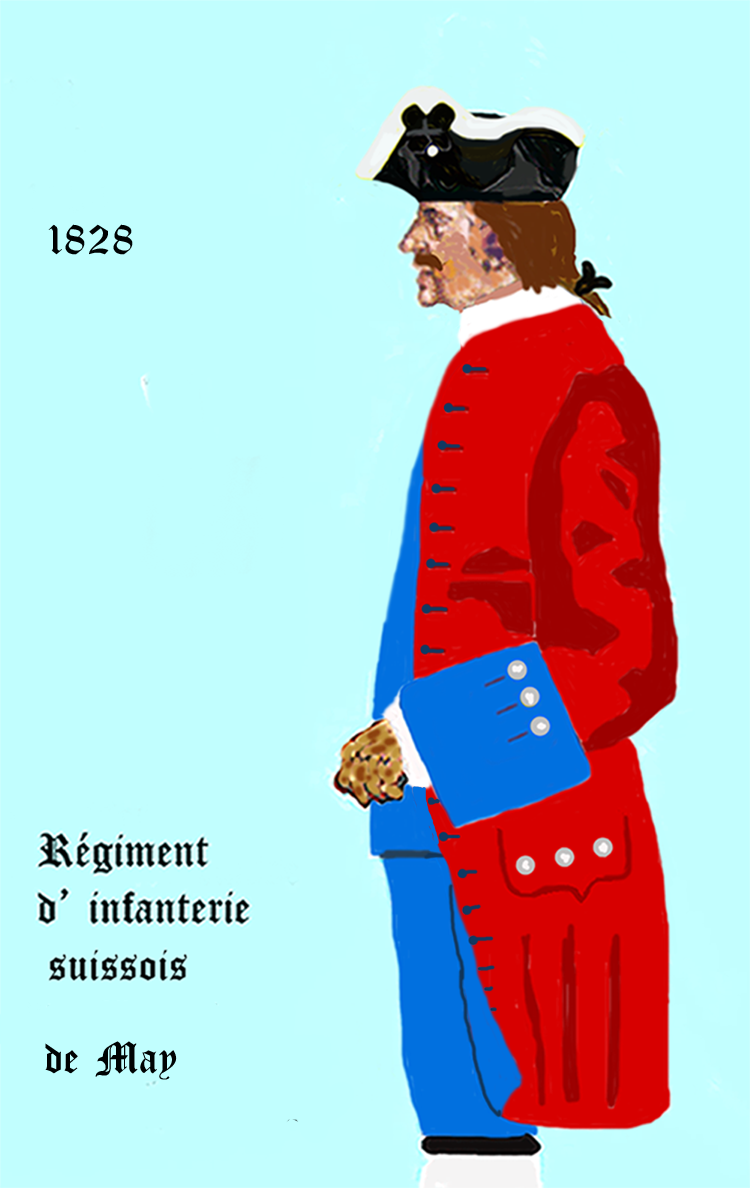
May 1729
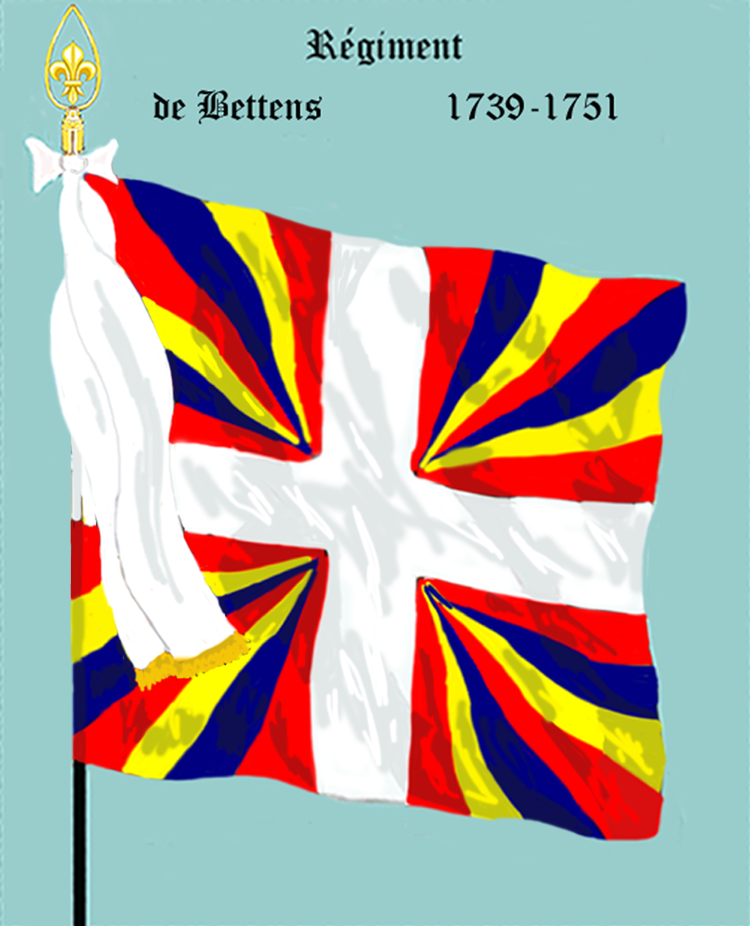
Bettens 1739
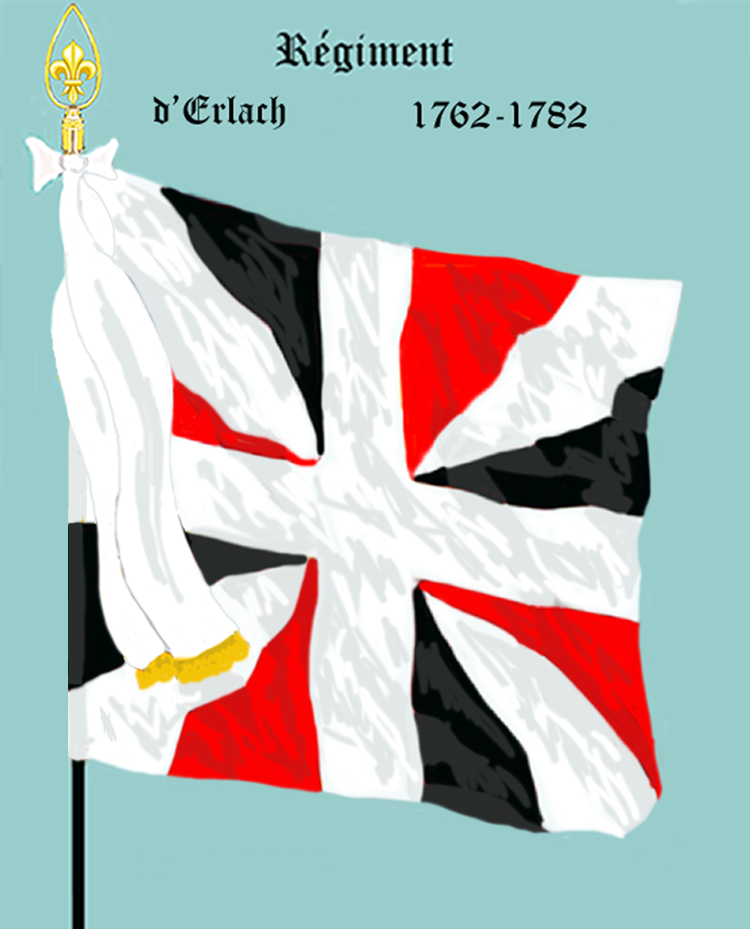
Erlach 1762
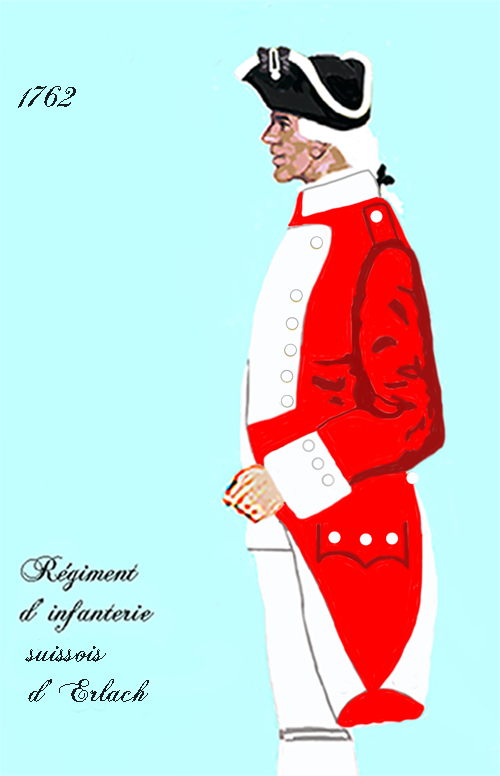
Erlach 1762
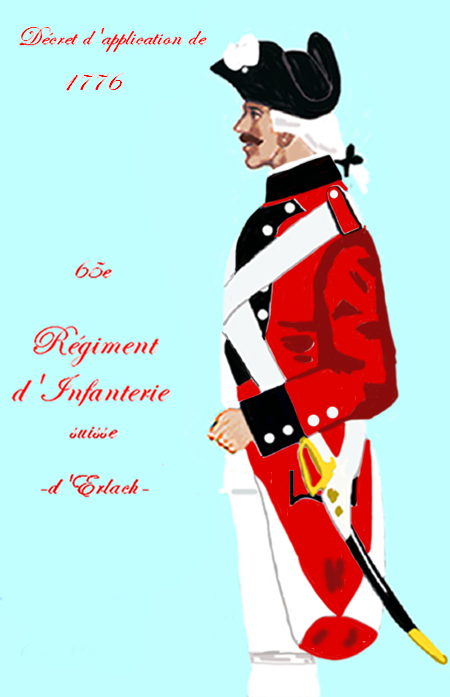
Erlach 1776
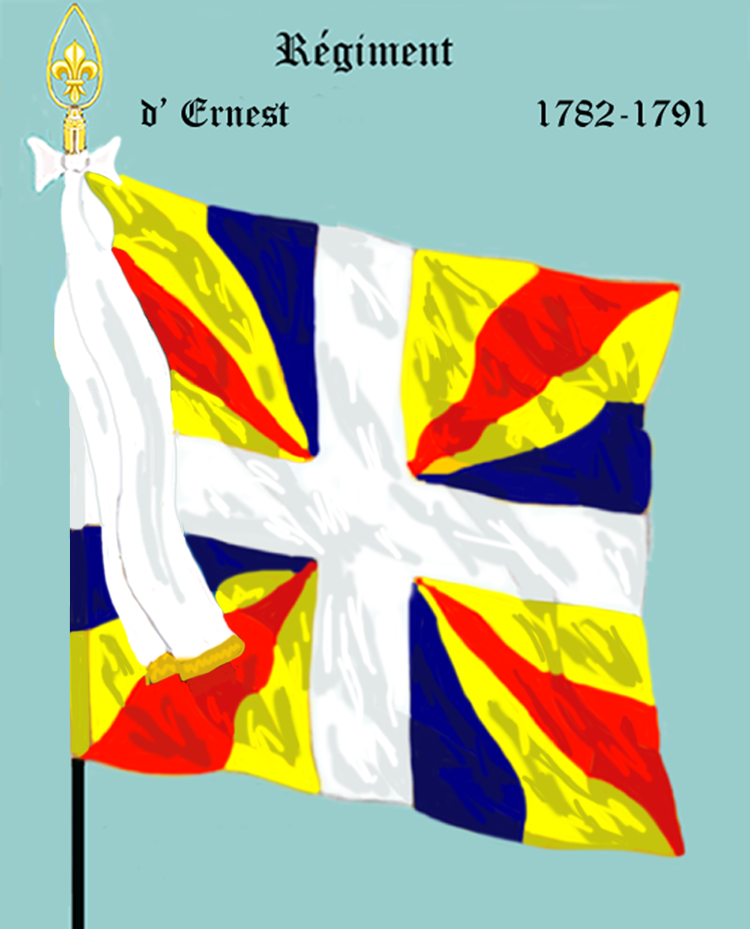
Ernest

Régiment de Stoppa le Vieux
 
Bildat 1672
 
→ 1701: Régiment de Brendle 49e RI
 
→ 1738: Régiment de Seedorf 
 
→ 1752: Régiment de Boccard 
 
→ 1782: Régiment de Salis-Samade 
 
→ 1791: 64ème régiment d’infanterie de ligne

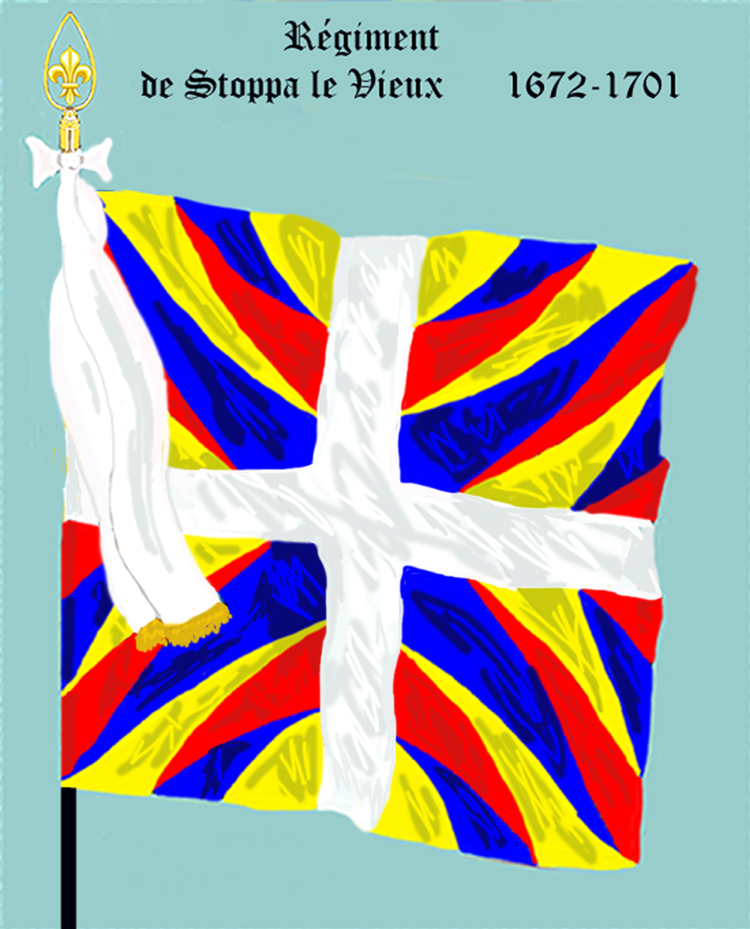
Stoppa le Vieux
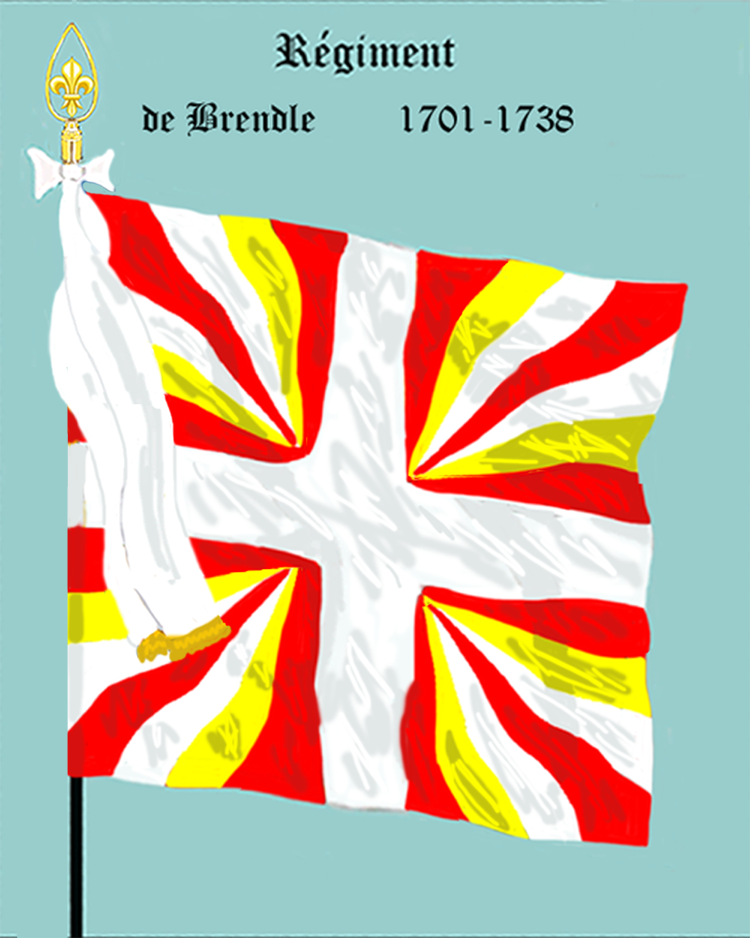
de Brendle
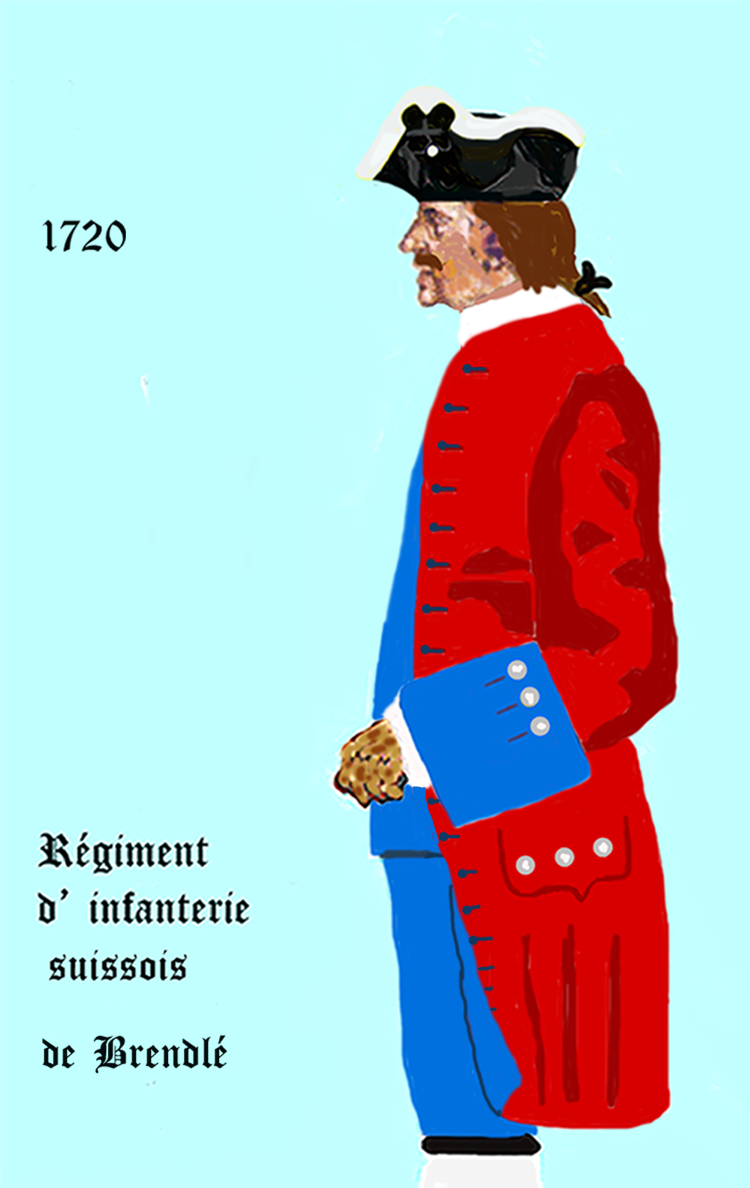
Brendle 1720
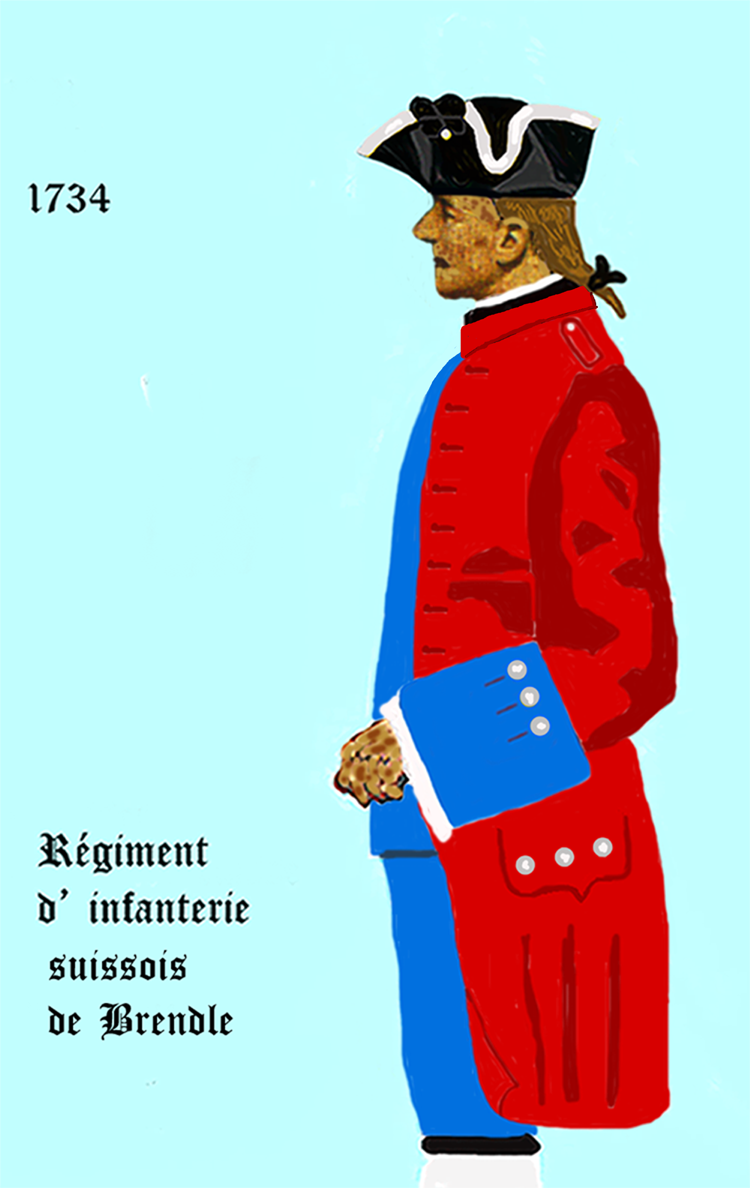
Brendle 1734
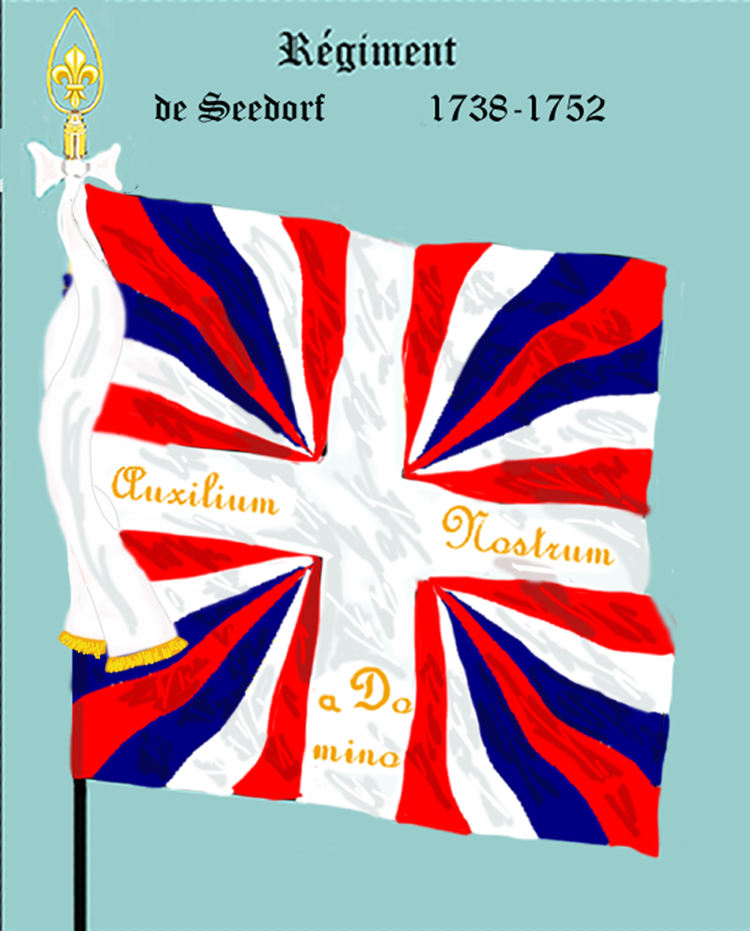
Seedorf
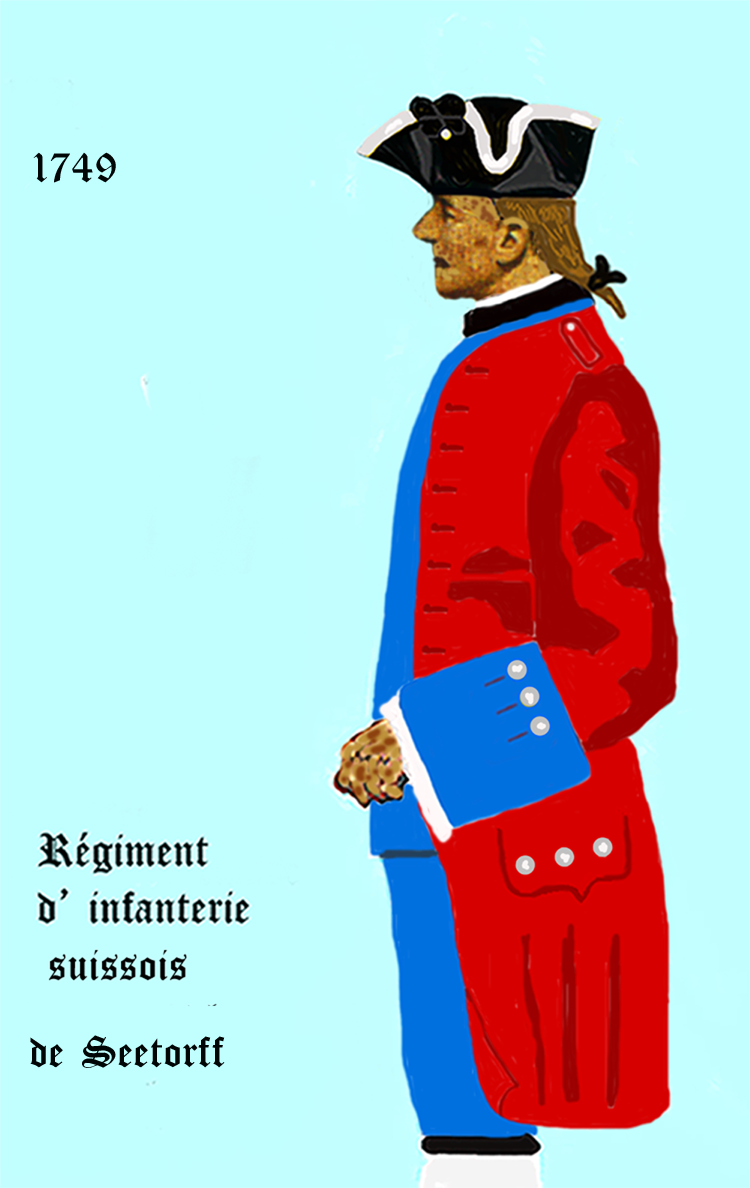
Seedorf 1749
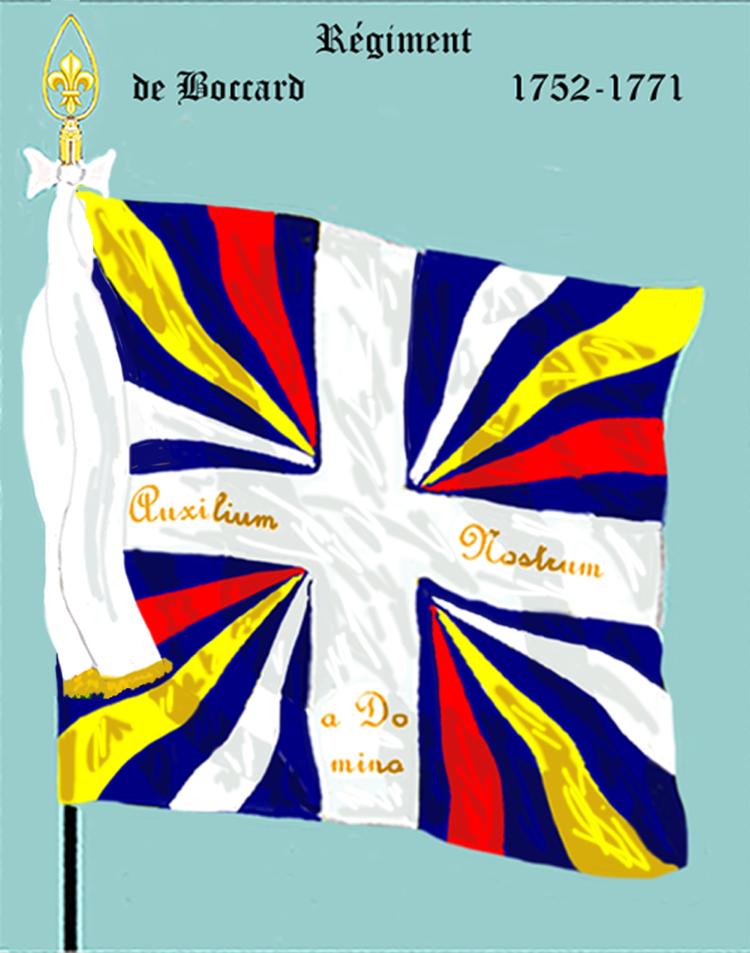
Boccard
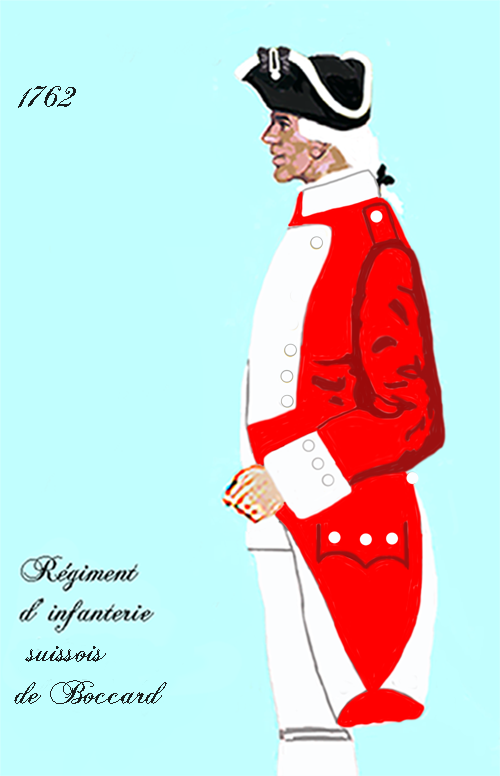
Boccard 1762-1776
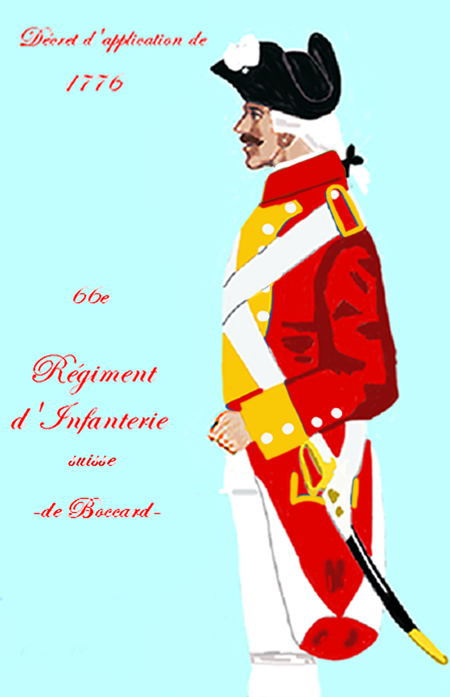
Boccard 1776
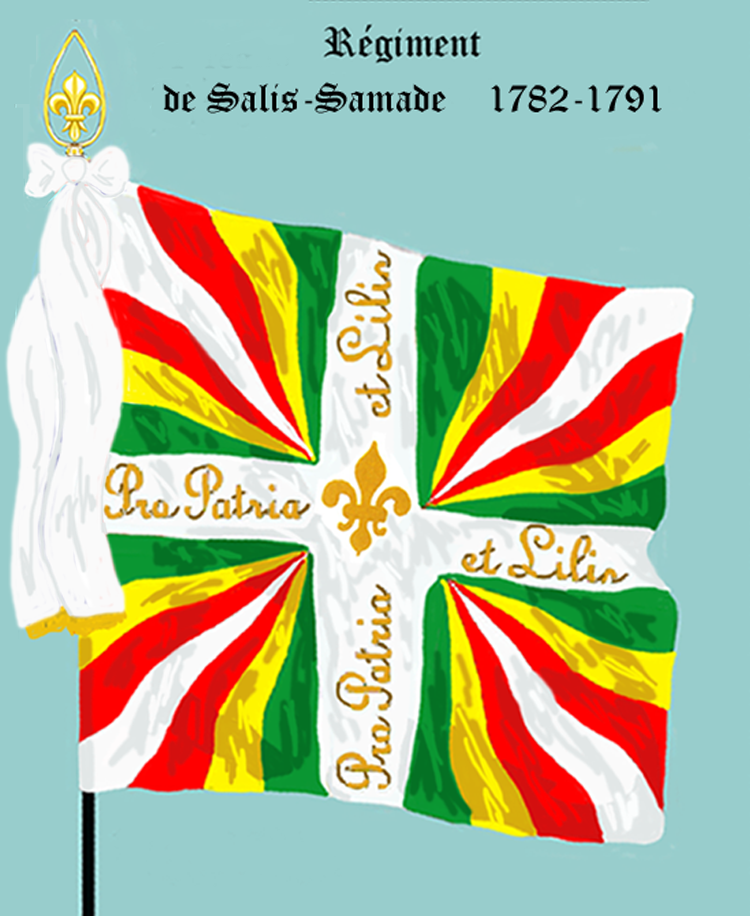
Salis-Samade

Régiment de Salis-Soglio
 
Bildat 1690
 
→ 1702: Régiment de May 75e RI
 
→ 1715: Régiment du Buisson 75e RI
 
→ 1721: Régiment de Diesbach 75e RI
 
→ 1791: 85ème régiment d’infanterie de ligne

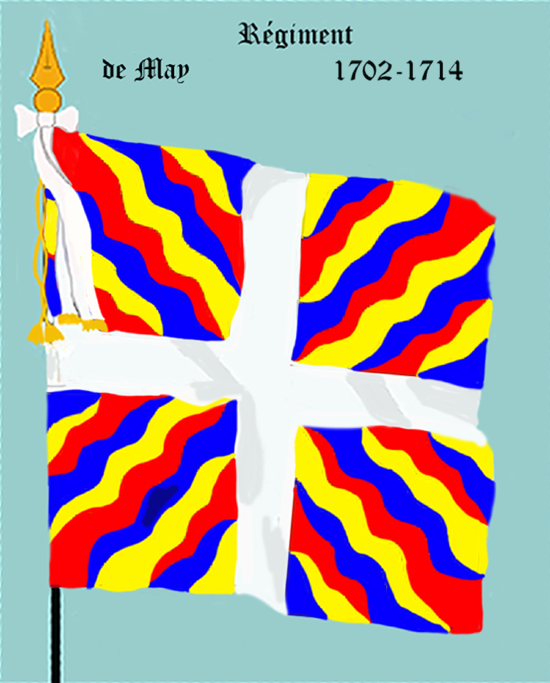
de May
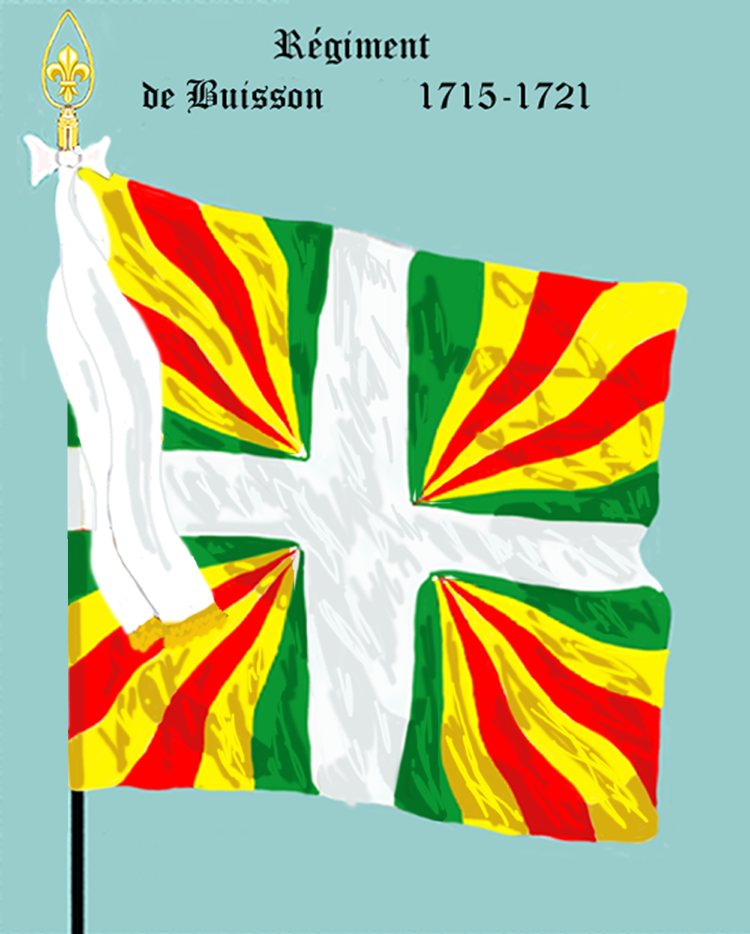
de Buisson
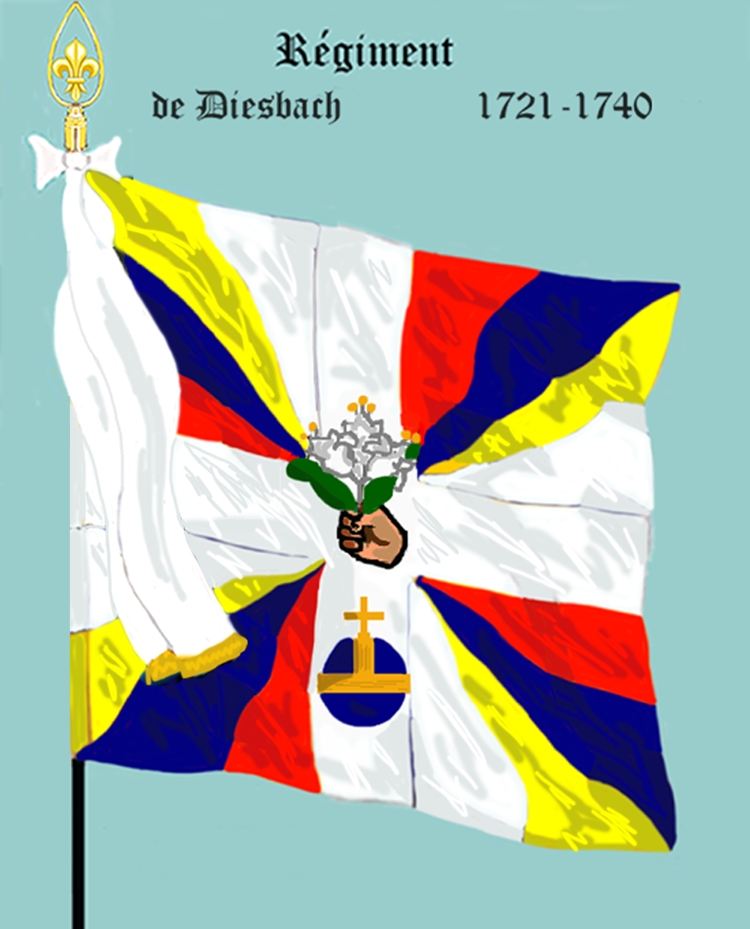
de Diesbach 1721-1740
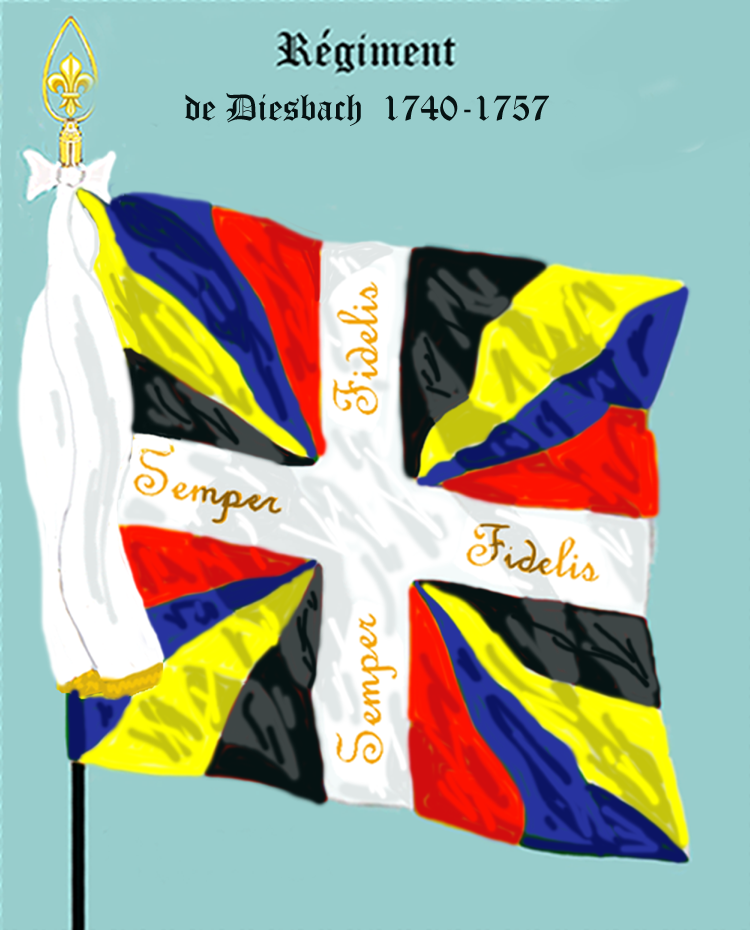
Rég de Diesbach 1740-1757
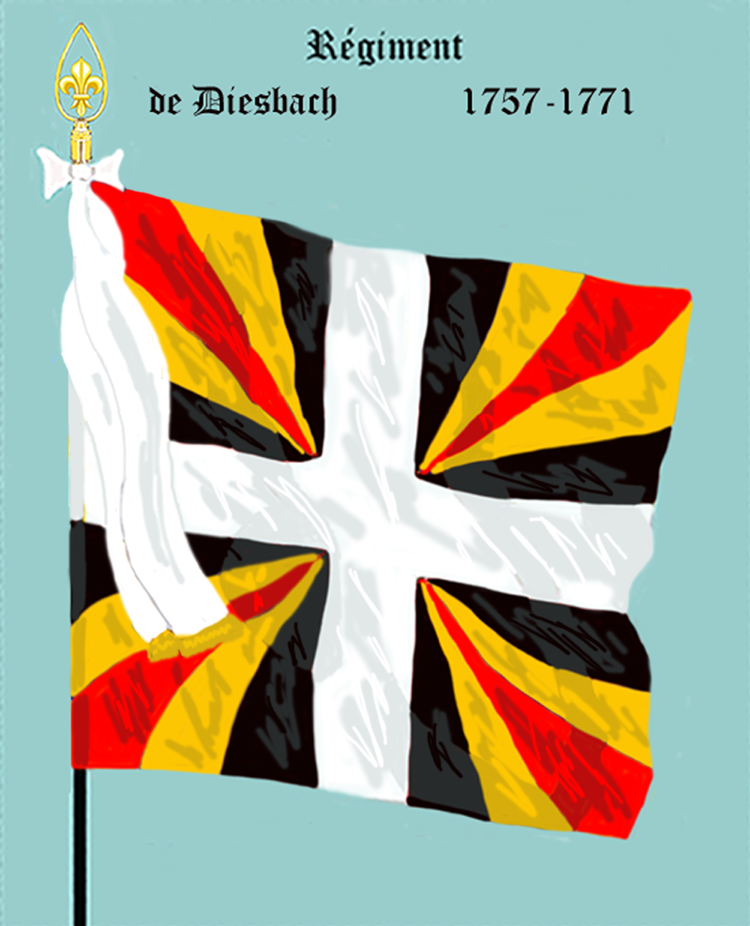
Rég de Diesbach 1757-1771
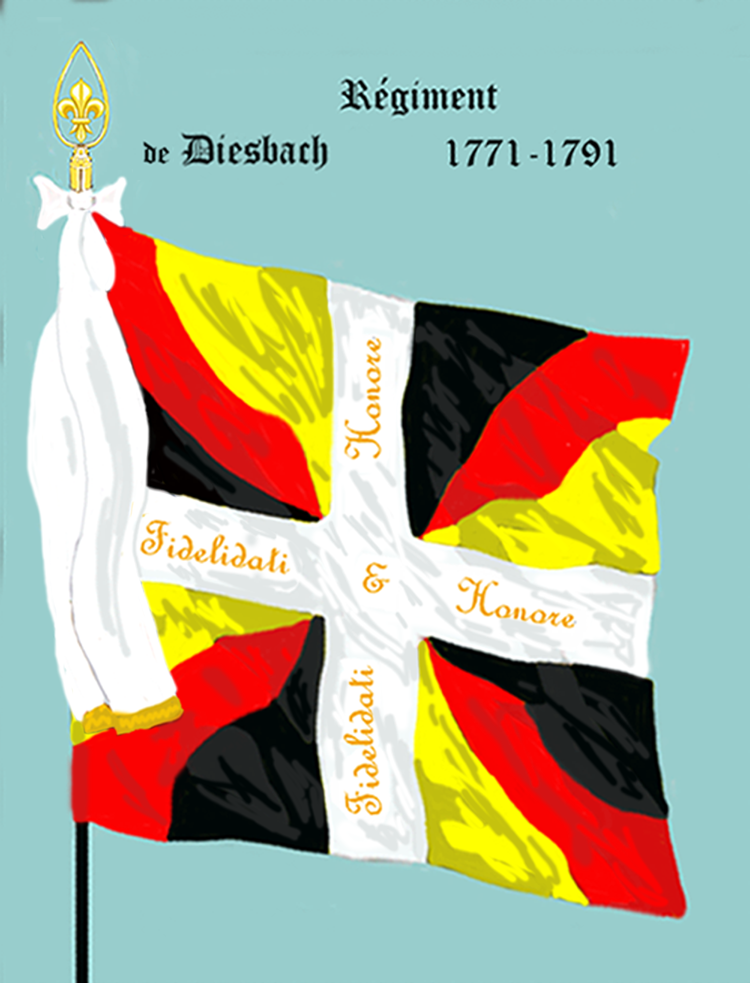
de Diesbach 1771-1791
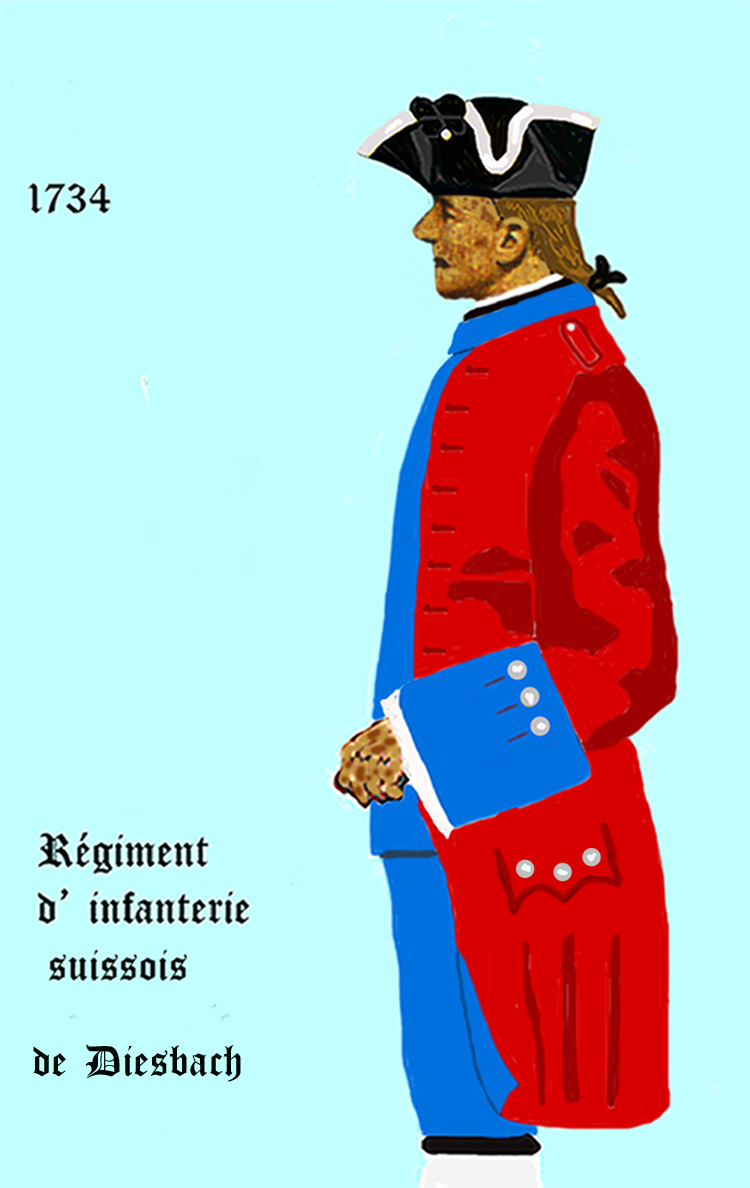
de Diesbach 1734
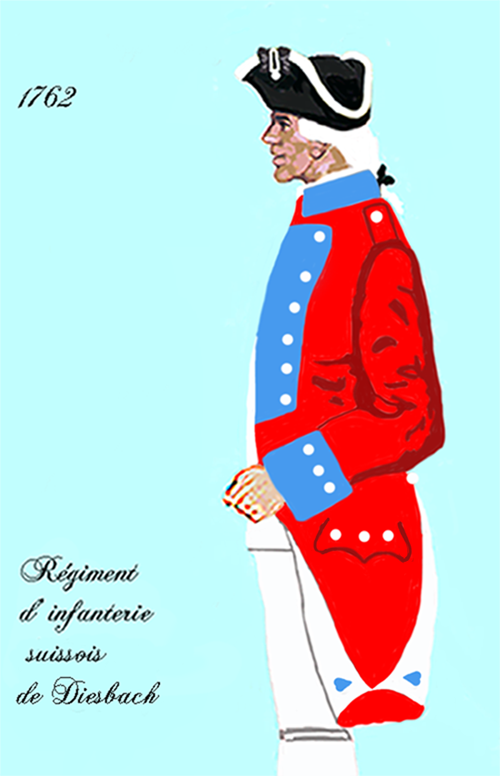
de Diesbach 1762
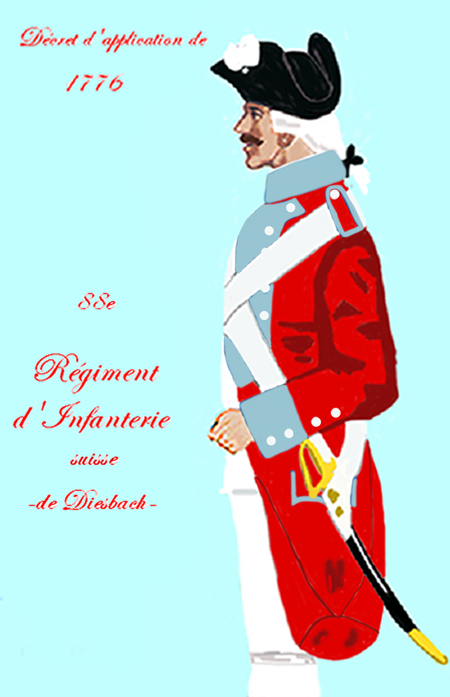
de Diesbach 1771

Régiment de Pfyffer
 
Bildat 1672
 
→ 1689: Régiment d’Hessy 
 
→ 1729: Régiment de Burky 51e RI 
 
→ 1737: Régiment de Tschudy 51e RI 
 
→ 1740: Régiment de Vigier 51e RI 
 
→ 1756: Régiment de Castellas 51e RI 
 
→ 1791: 66ème régiment d’infanterie de ligne

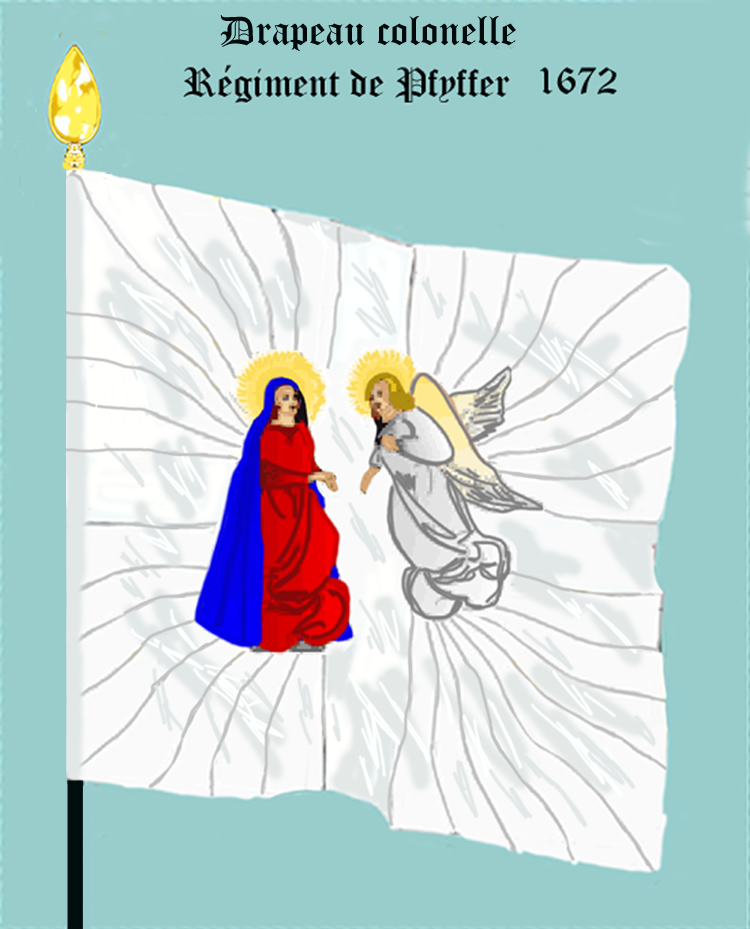
Livfana 1672 - 1689 (åtsida)
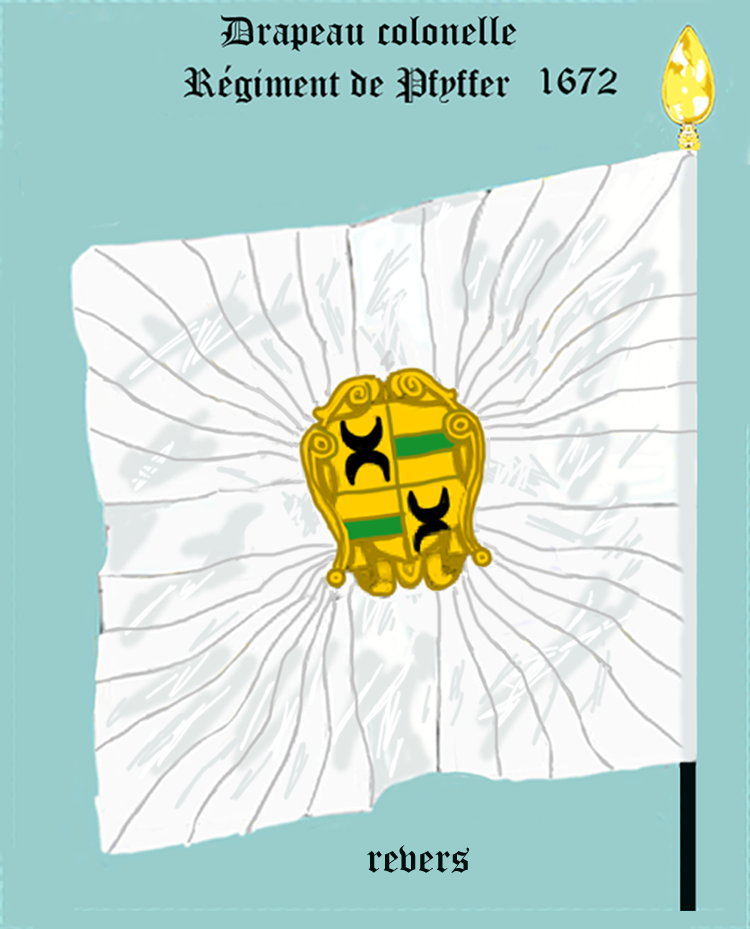
Livfana 1672 - 1689 (frånsida)
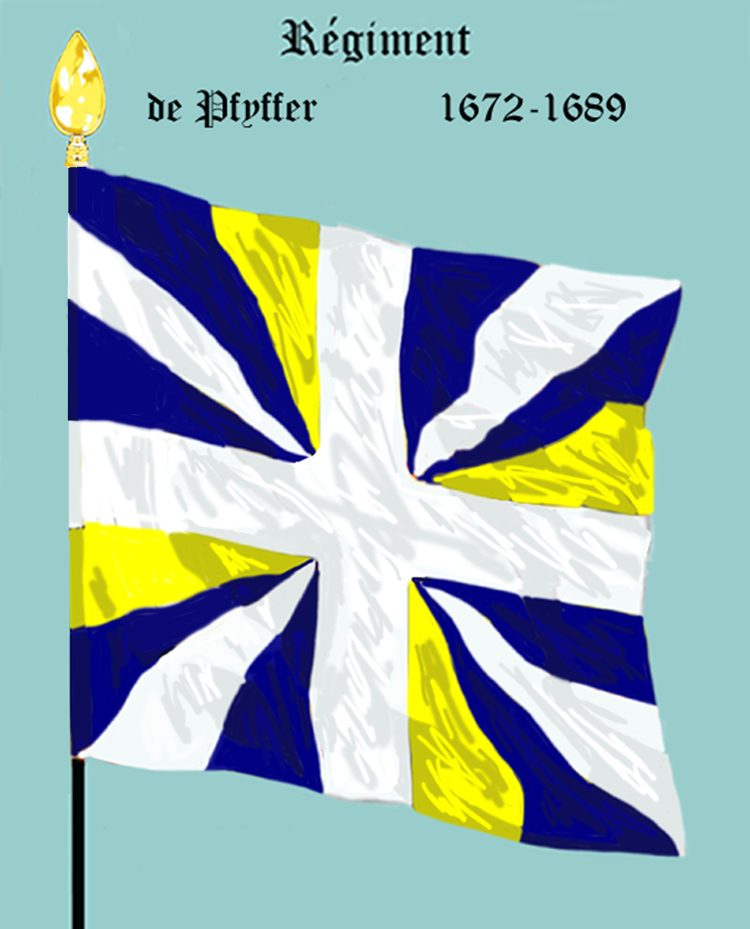
Pfyffer
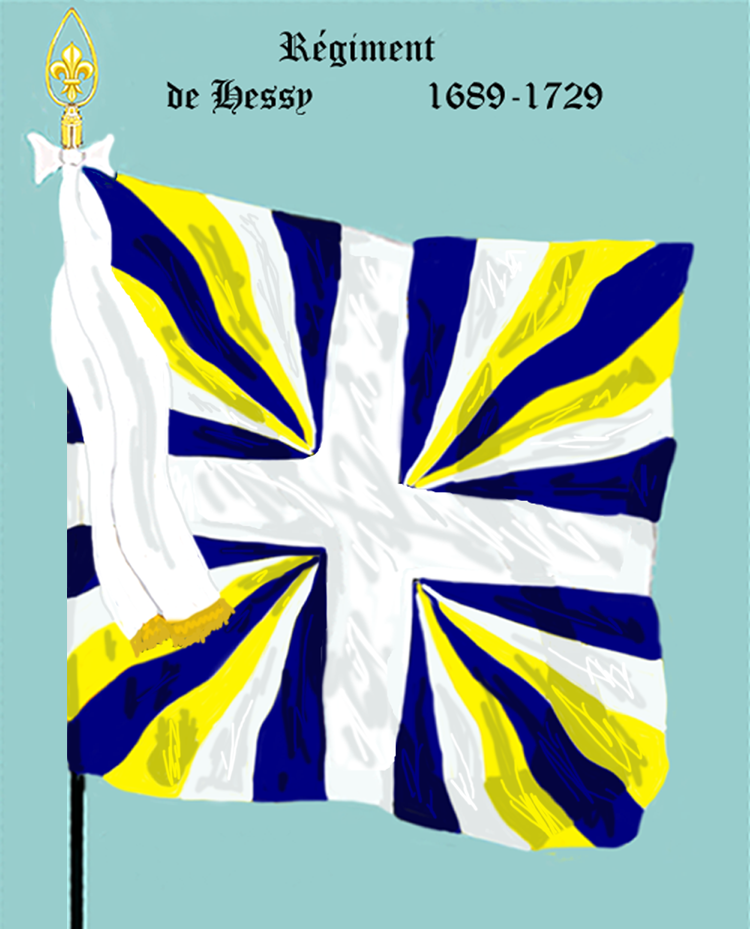
Hessy
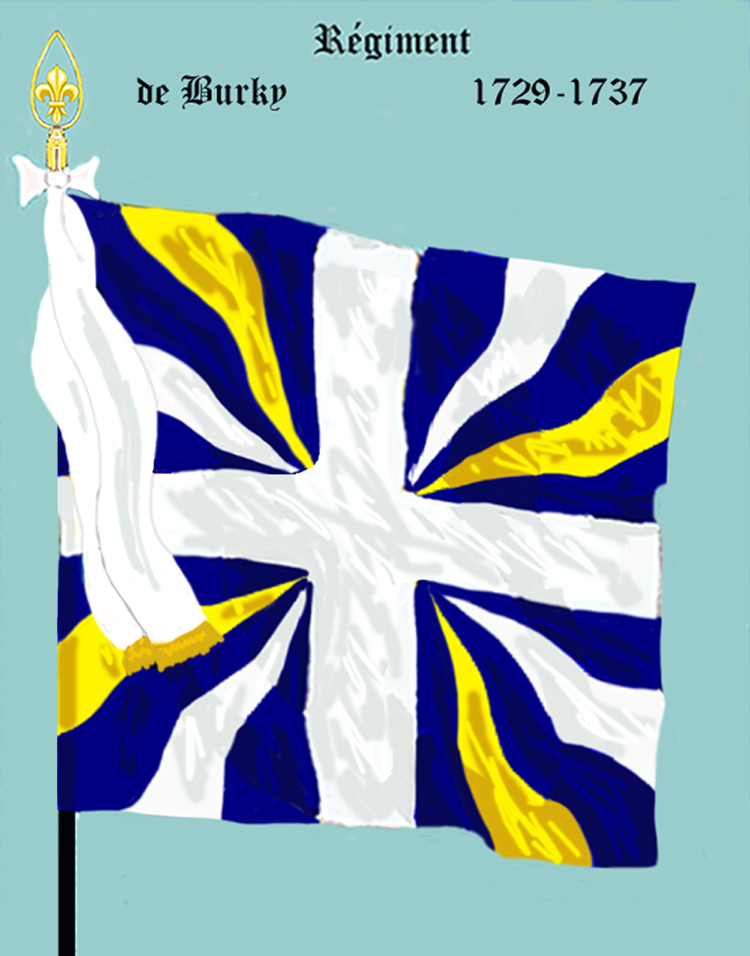
Burky
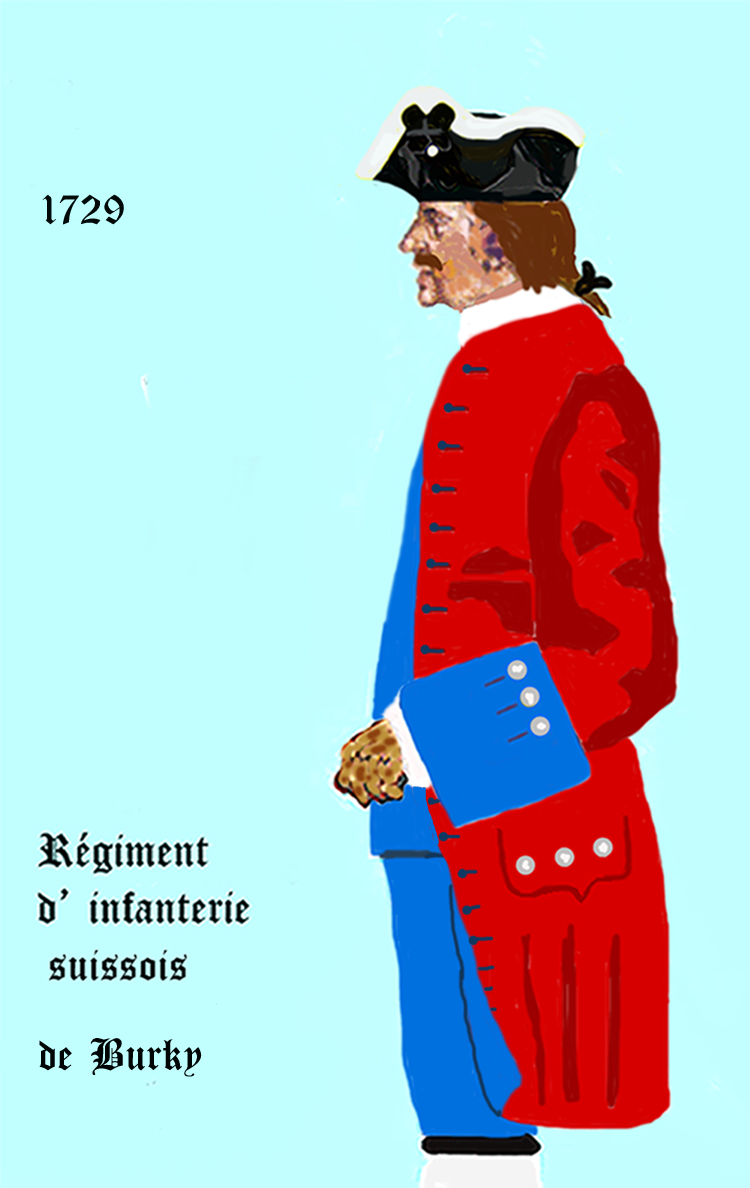
Burky 1729
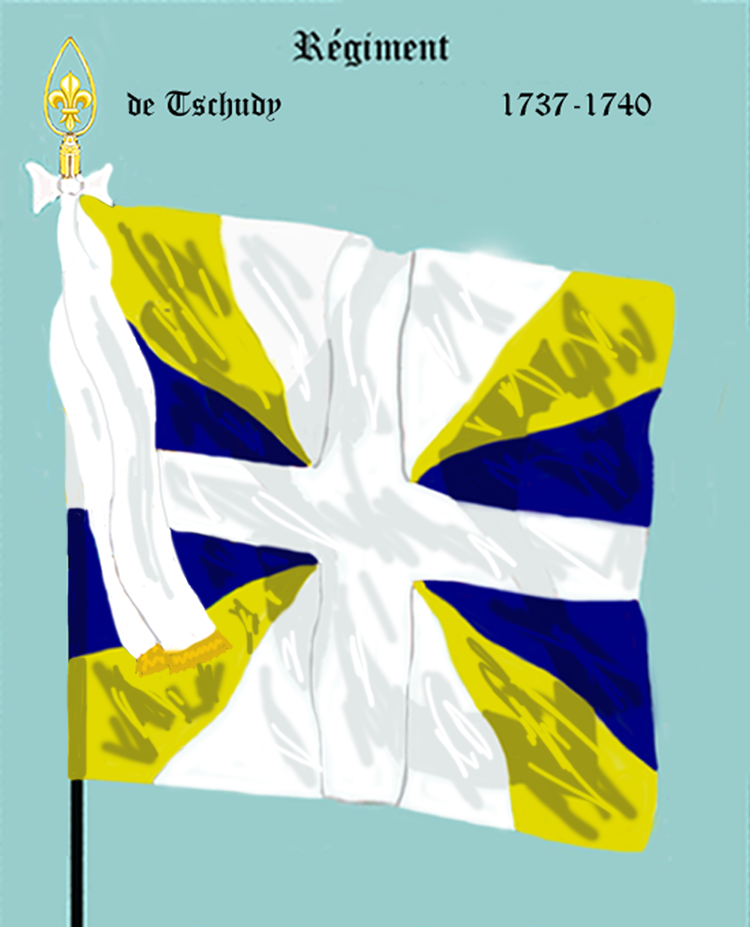
Tschudy
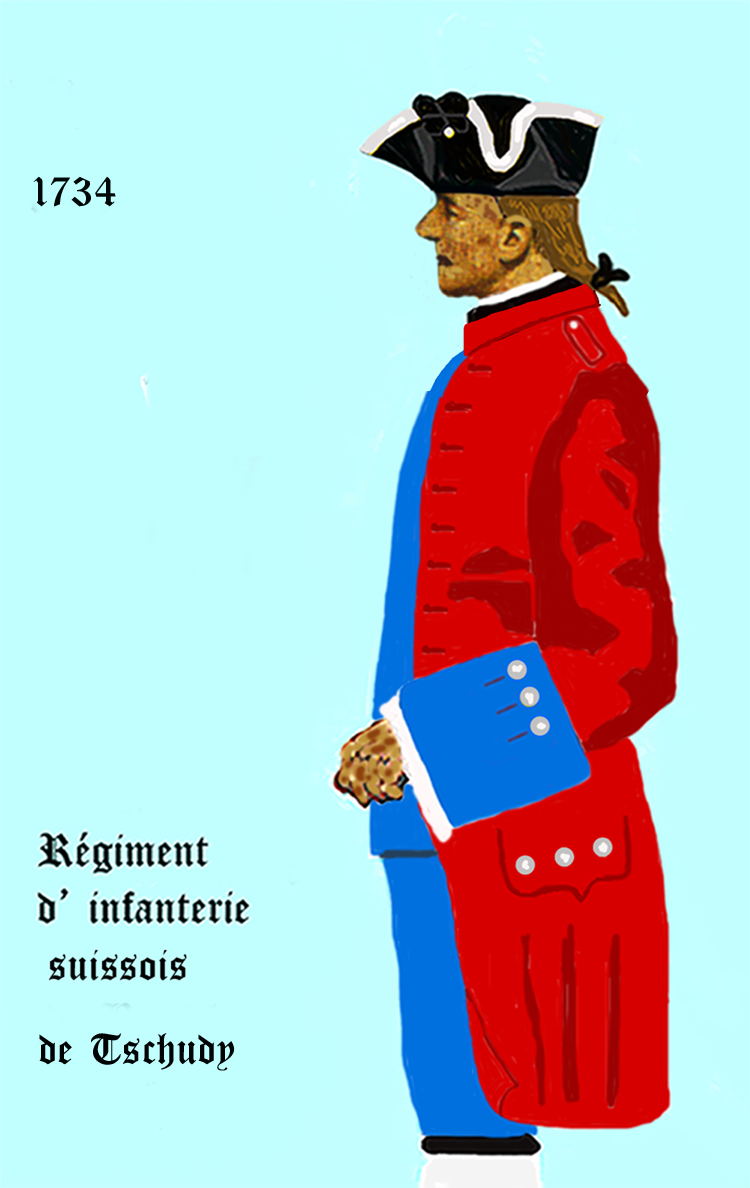
Tschudy 1734
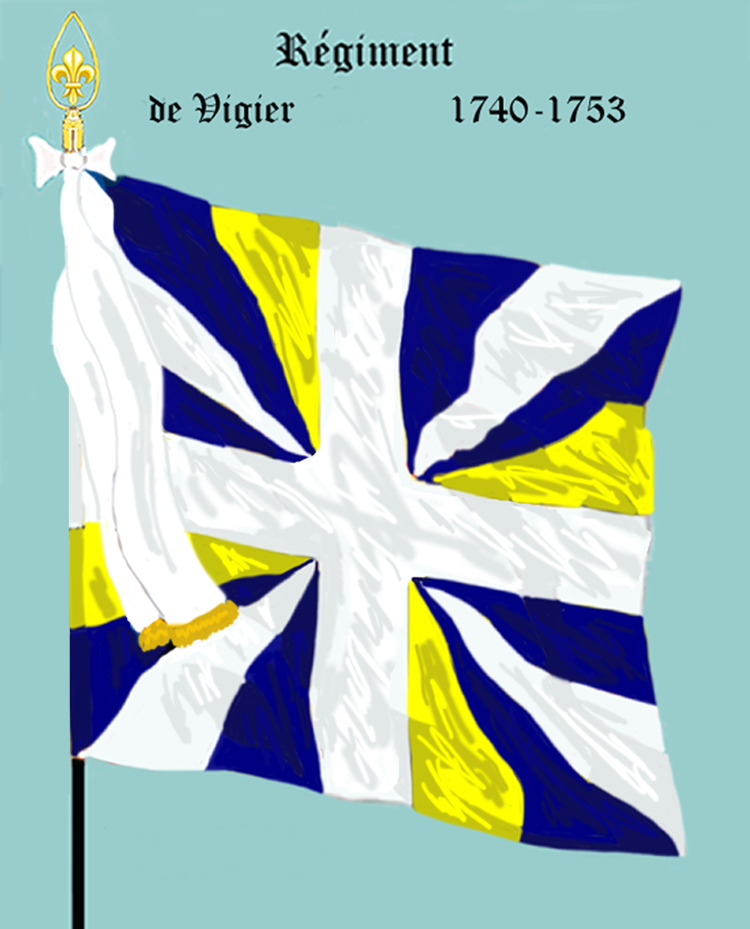
Vigier 1740-1743
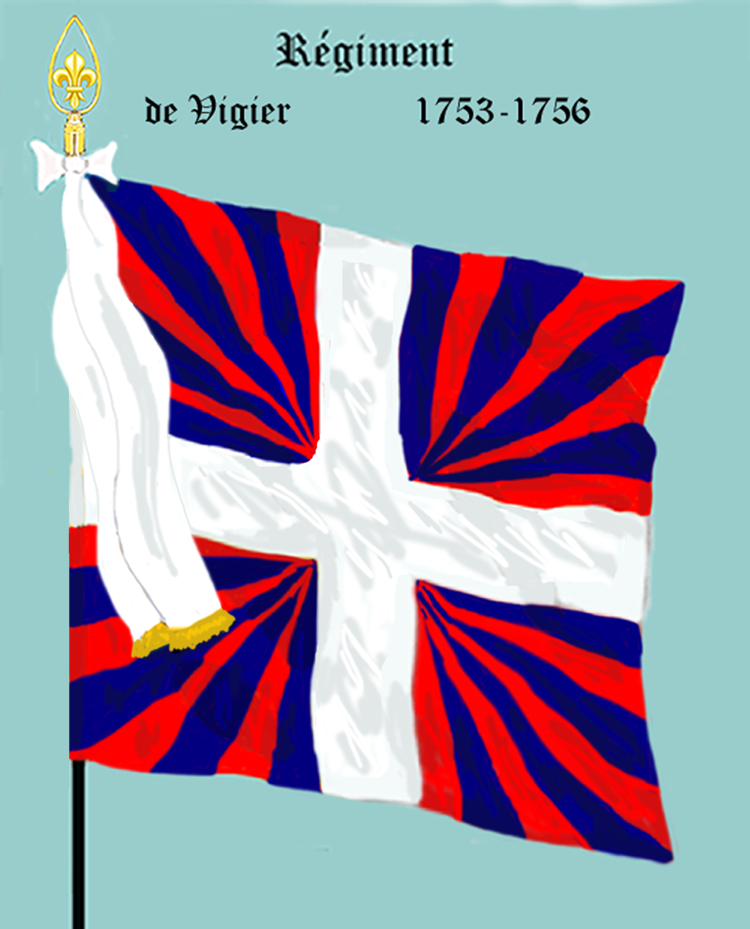
Vigier 1753-1756
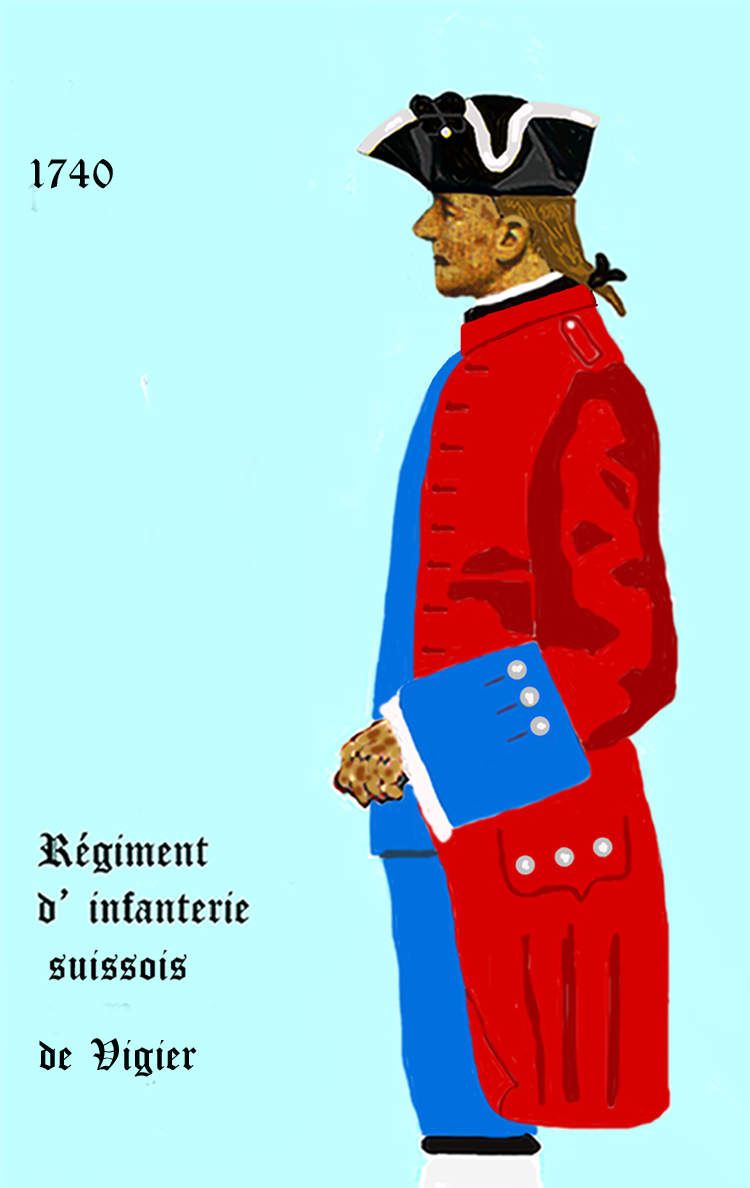
Vigier 1740
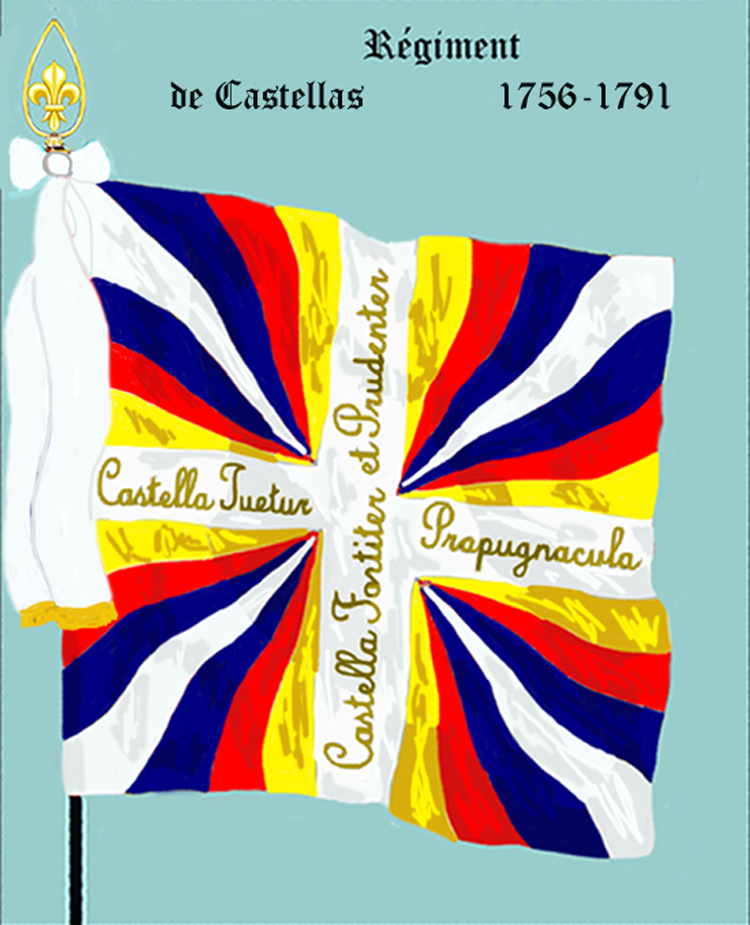
Castellas
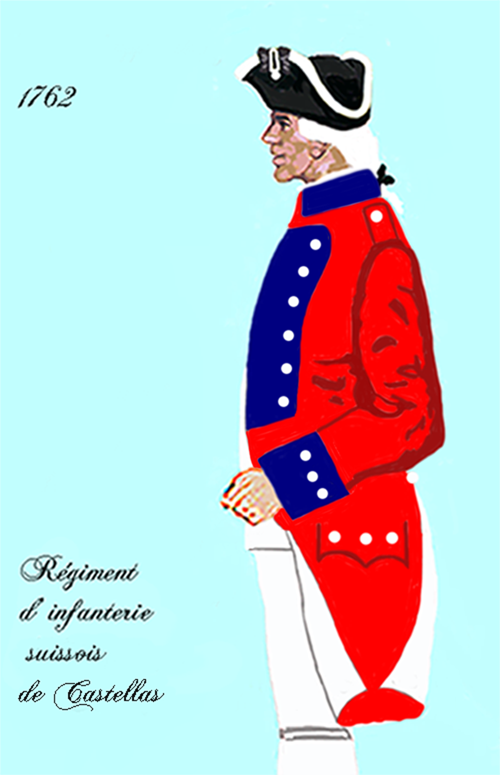
Castellas 1762
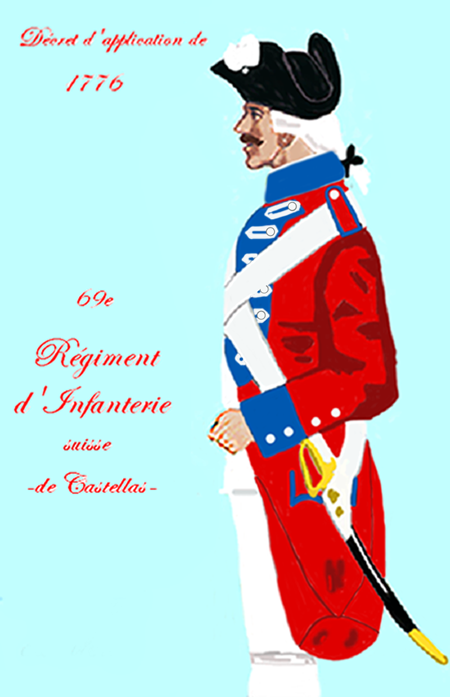
Castellas 1776

Régiment de Courten 76e RI
 
Bildat 1690
 
→ 1791: 86ème régiment d’infanterie de ligne

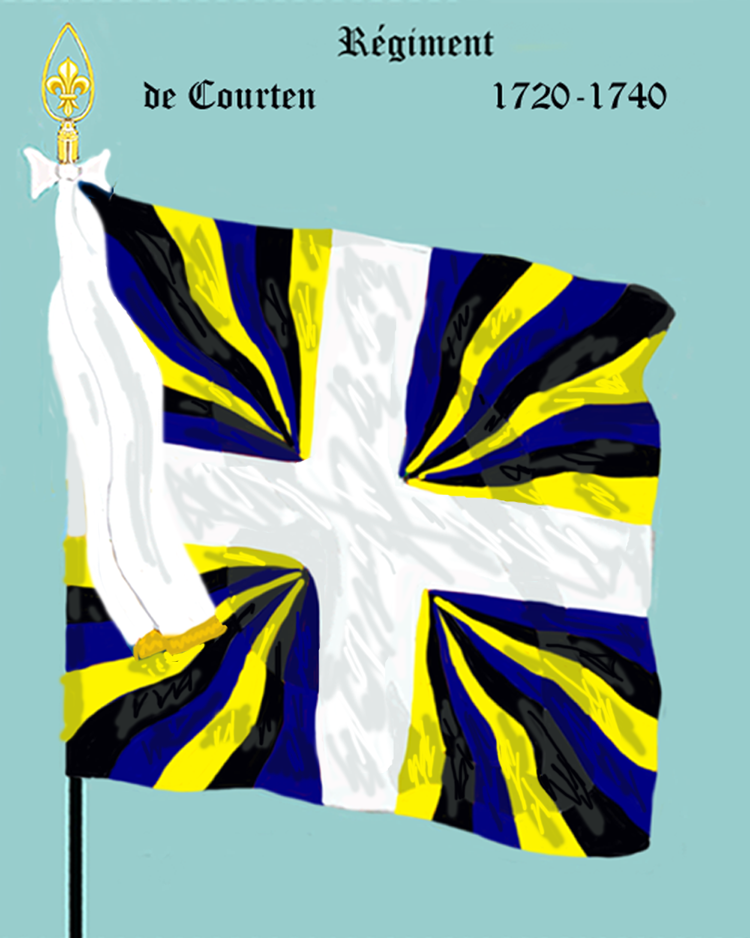
de Courten 1720-1740
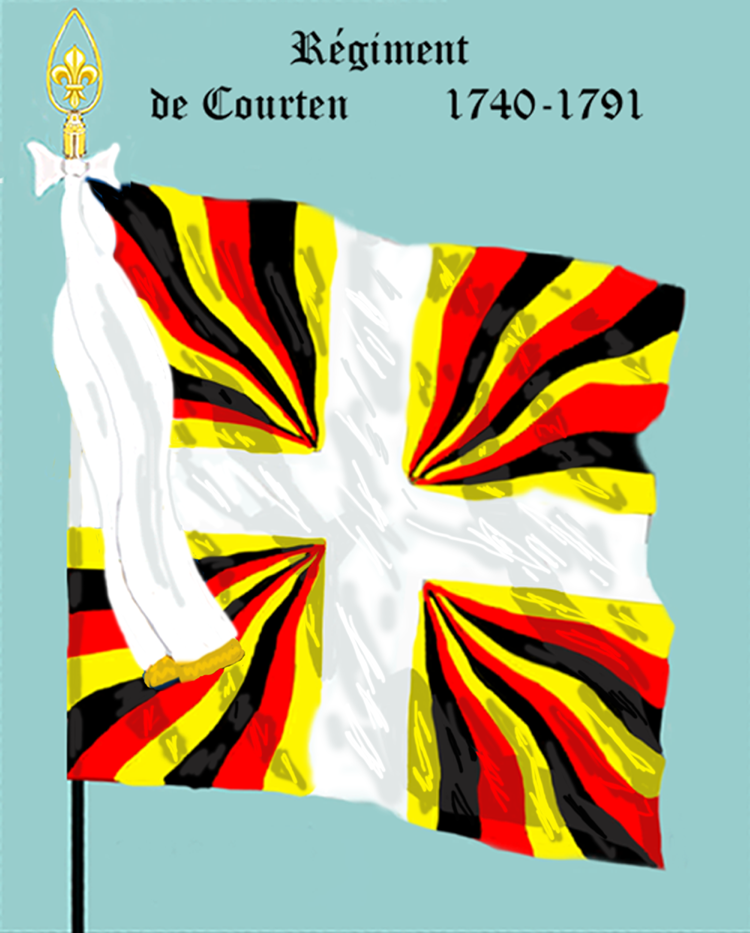
Courten
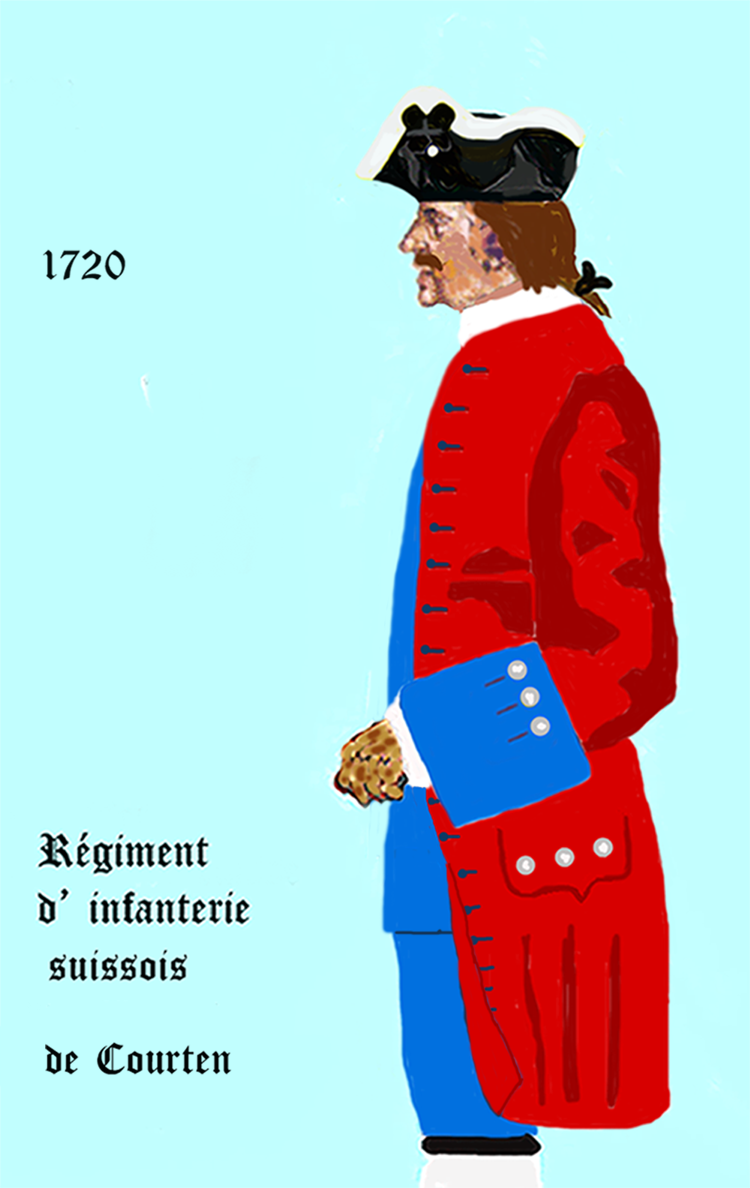
Courten 1720
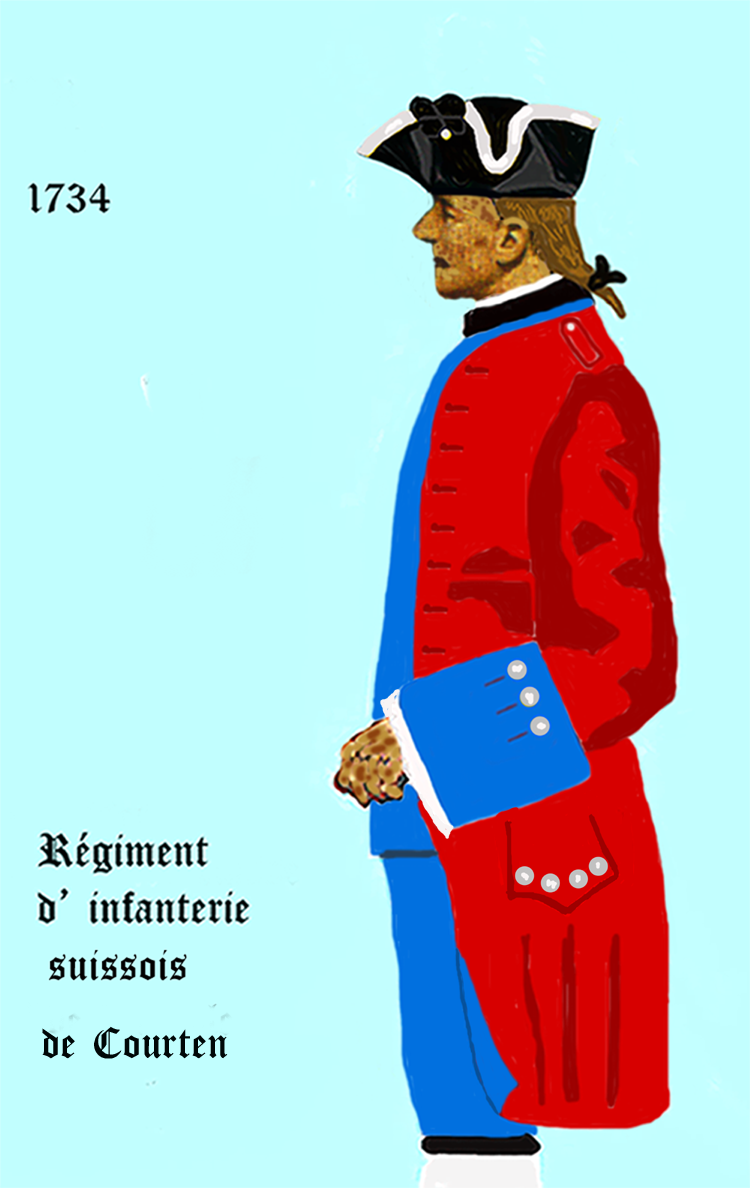
Courten 1734
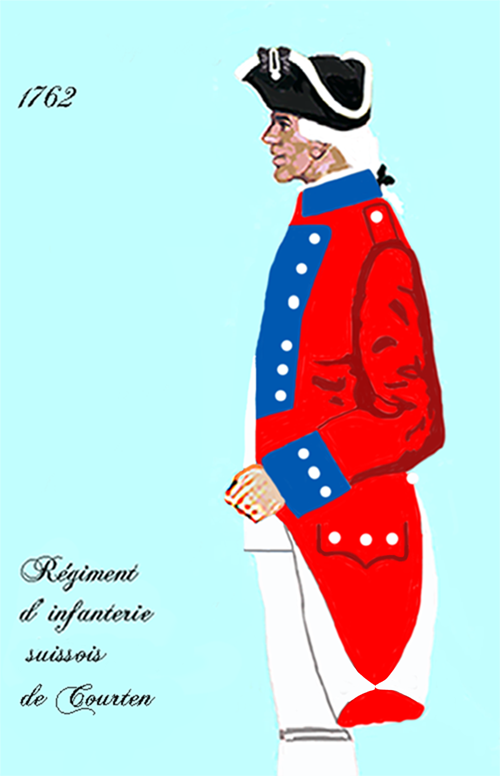
Courten 1762
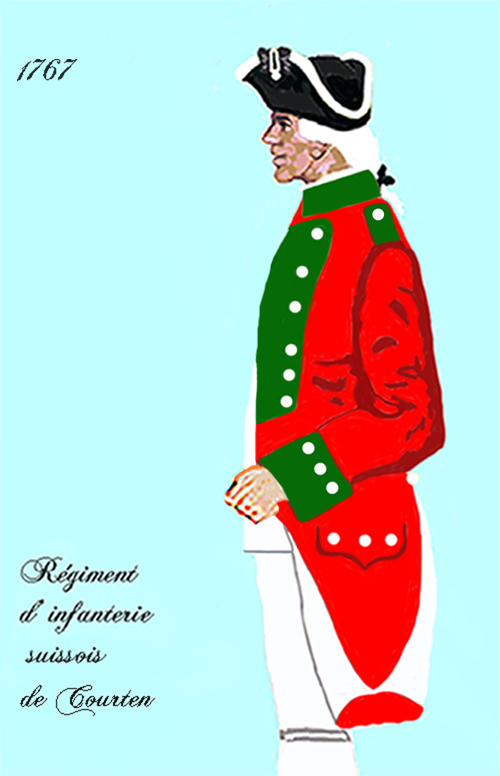
Courten 1767
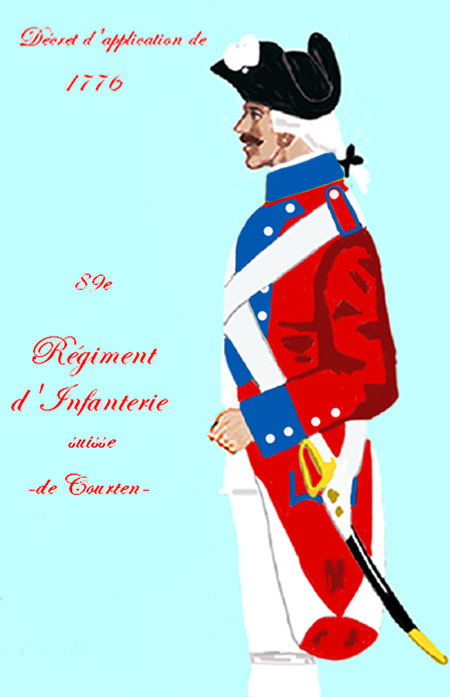
Courten 1776

Régiment d’Eptingen 105e RI
 
Bildat 1758
 
→ 1783: Régiment de Schönau (Schonau) 
 
→ 1786: Régiment de Reinach 
 
→ 1791: 100ème regiment d’infanterie de ligne

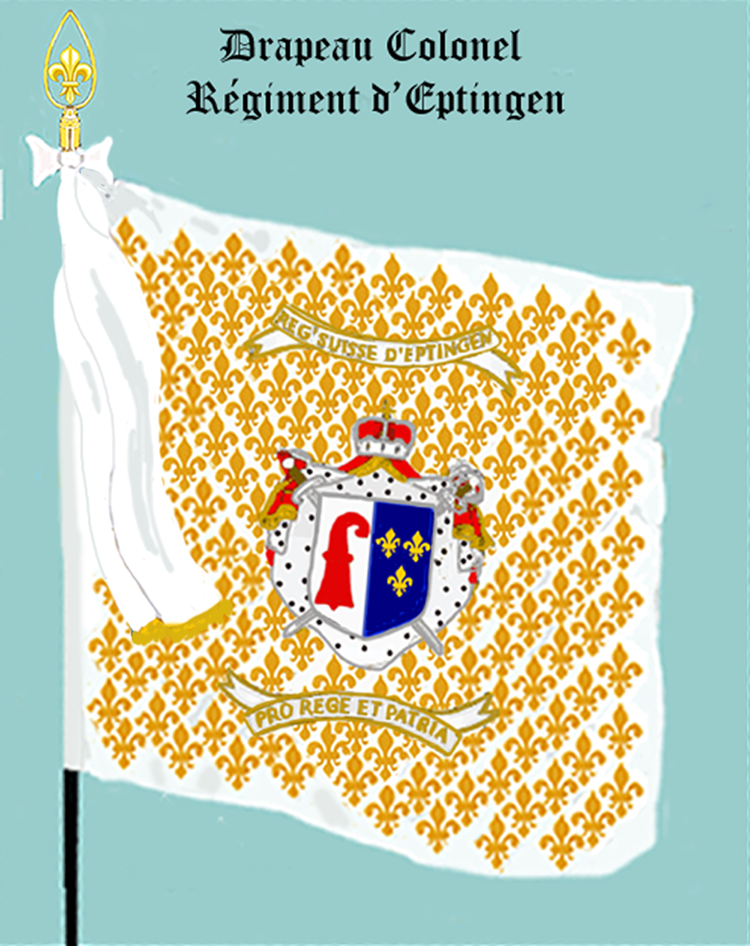
Livfana 1758-1783
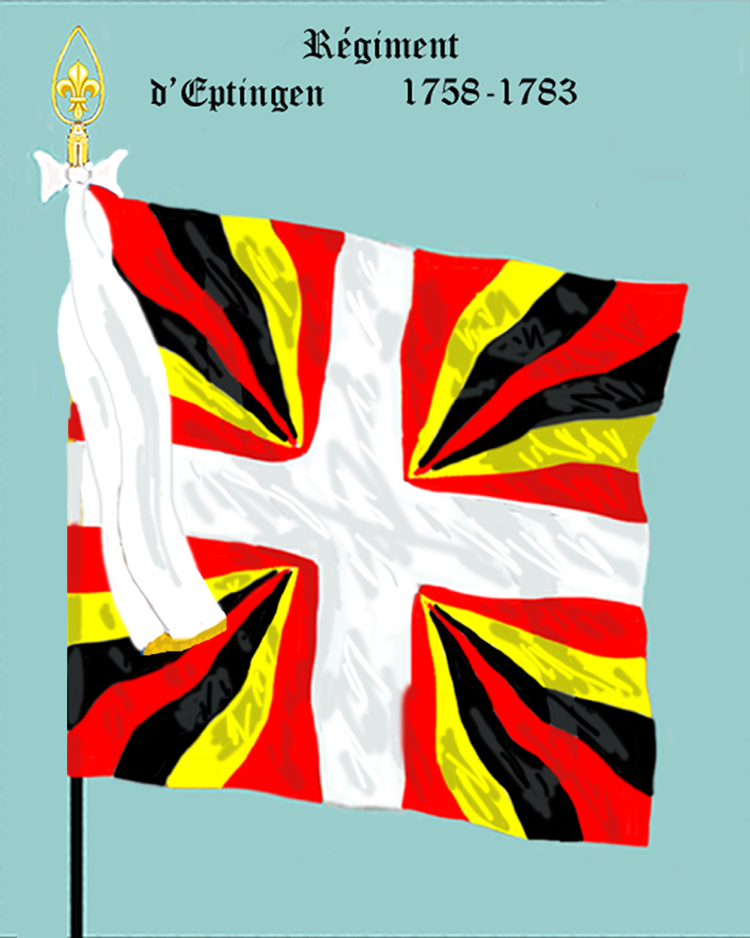
d'Eptingen
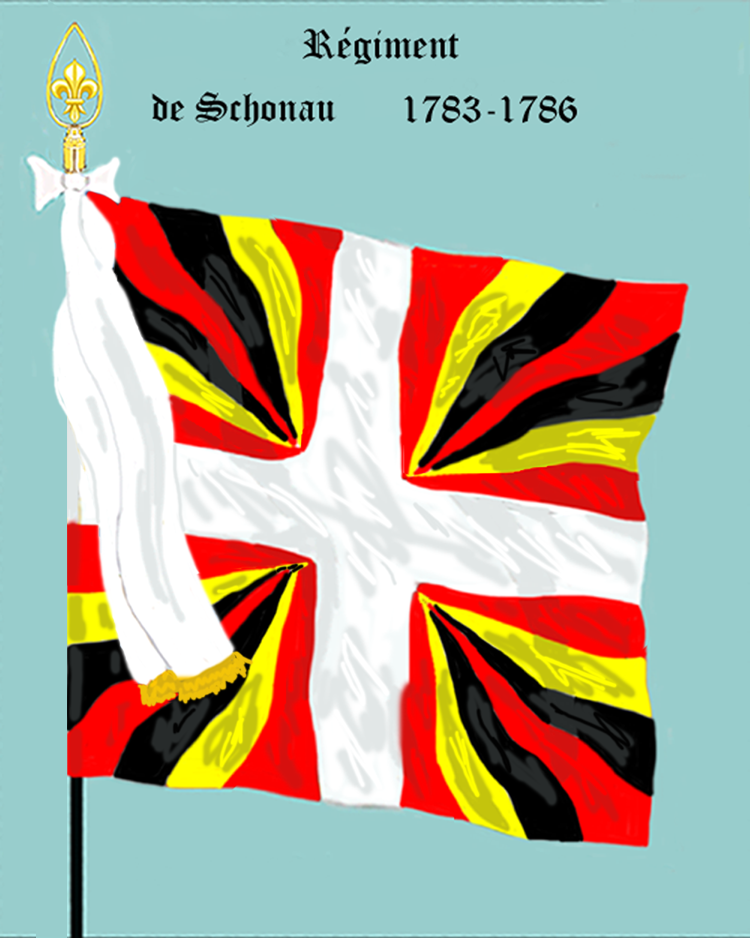
de Schönau (Schonau)
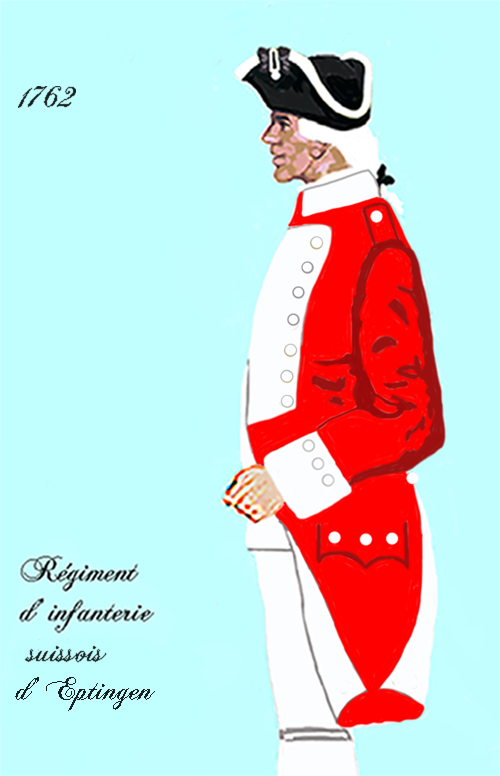
Eptingen 1762
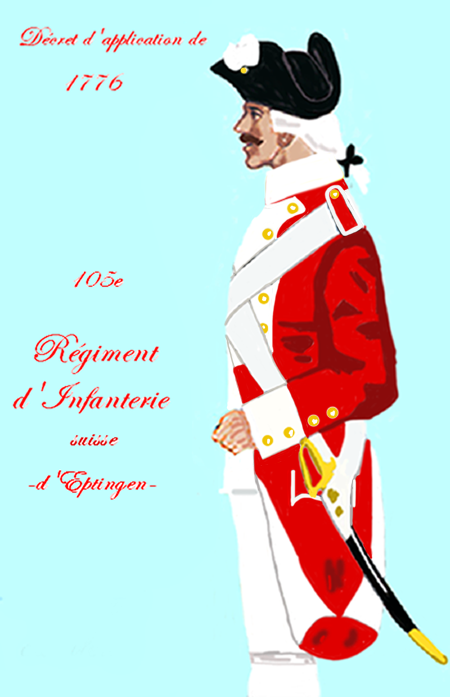
Eptingen 1776
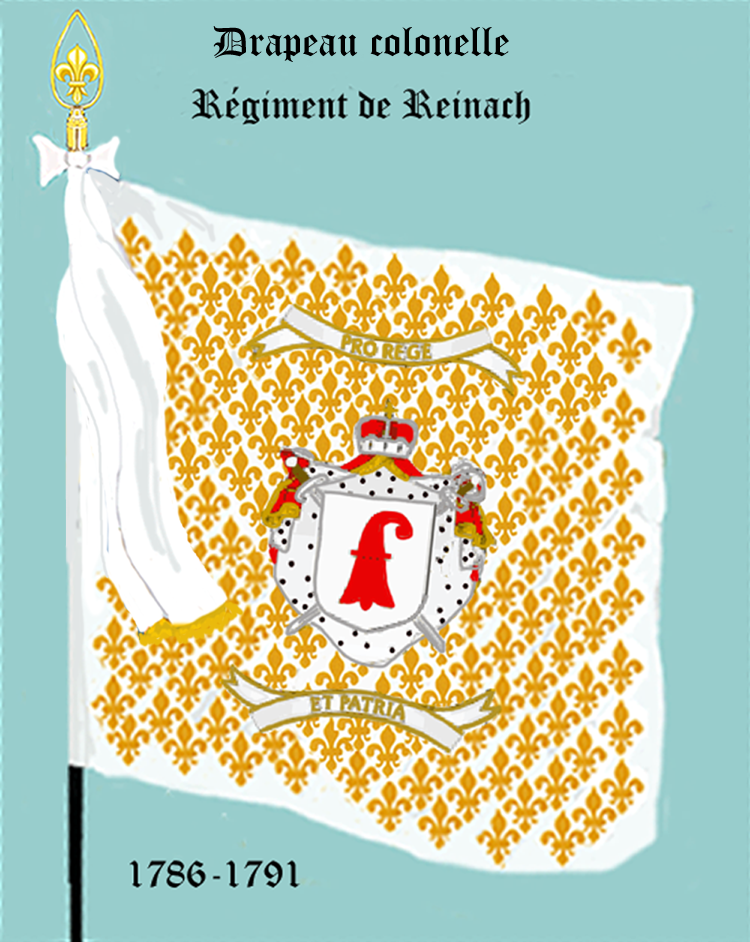
Livfana 1786-1791
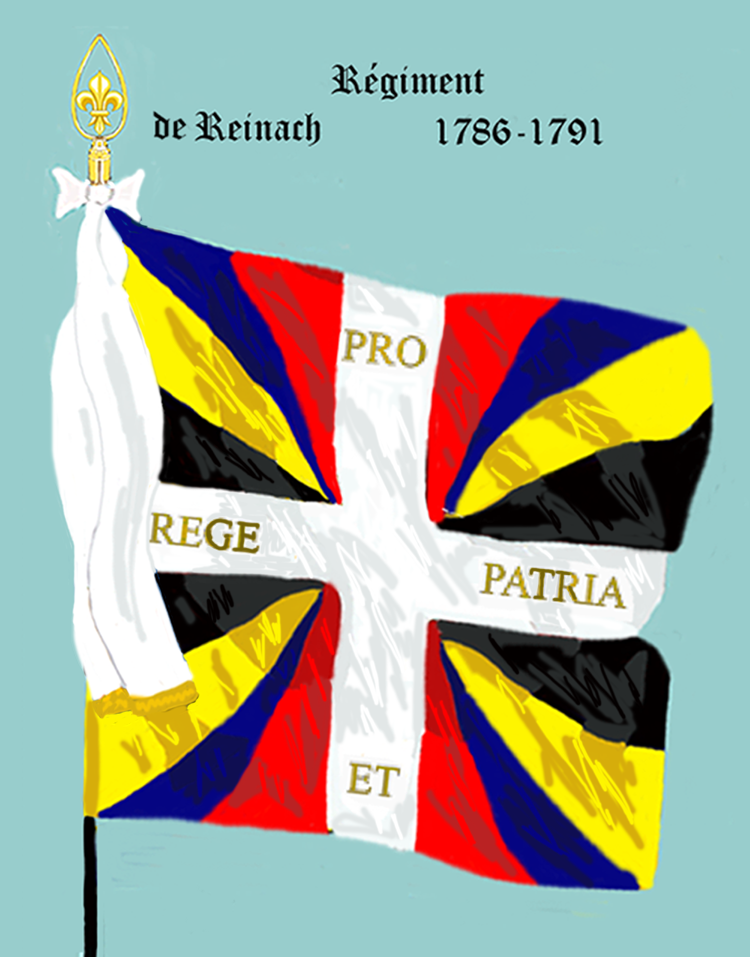
Reinach

Régiment de Karrer
 
Bildat 1719
 
→ 1652: Régiment de Hallwyl
 
→ 1763 Sammanslagning med Régiment de Béarn (franskt regemente)  
- Karrer
- Karrer 1734
- Karrer 1740

Régiment de Lochmann
 
Bildat 1758
 
→ 1777: Régiment de Muralt 
 
→ 1782: Régiment de Steiner 
 

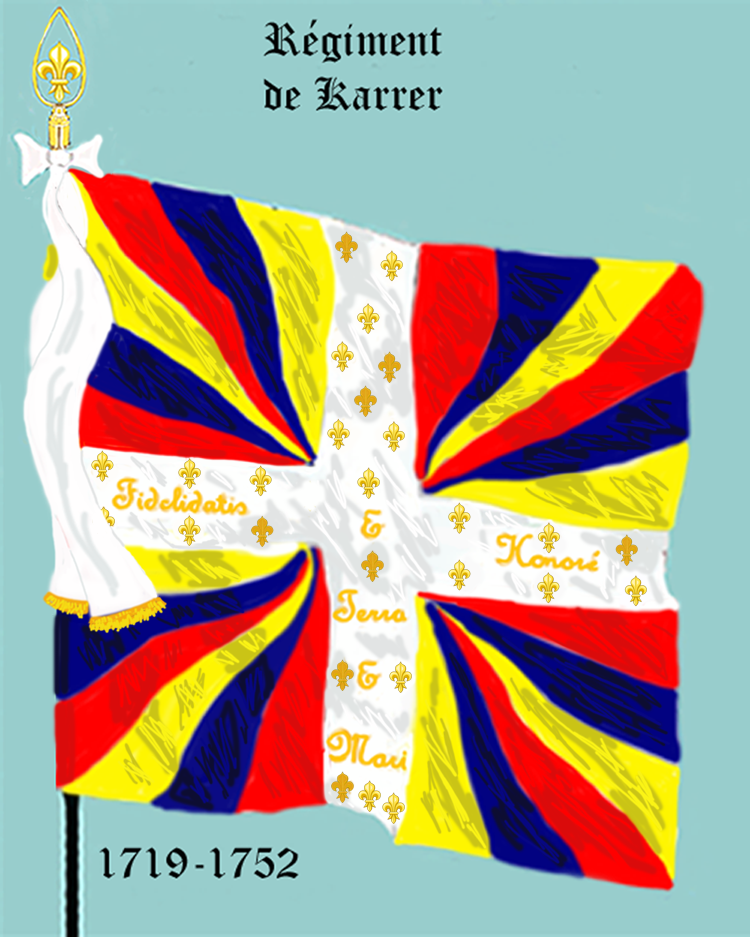
Karrer
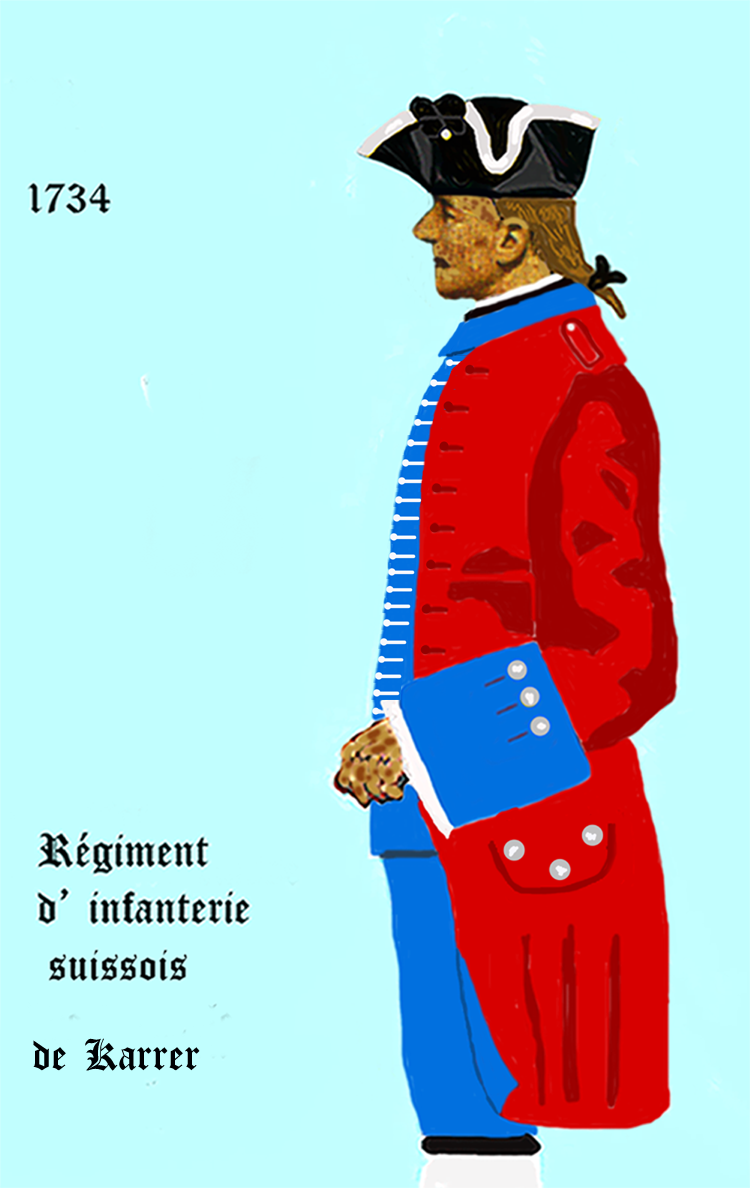
Karrer 1734
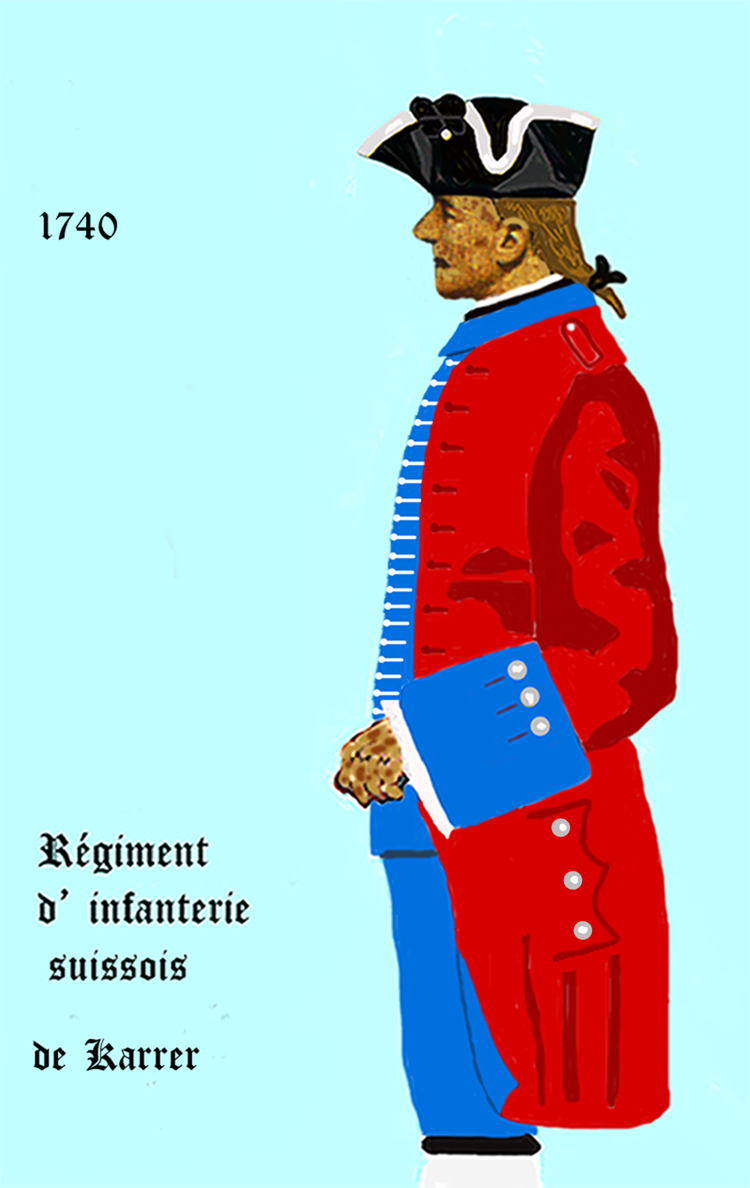
Karrer 1740

→ 1791: 97ème régiment d’infanterie de ligne

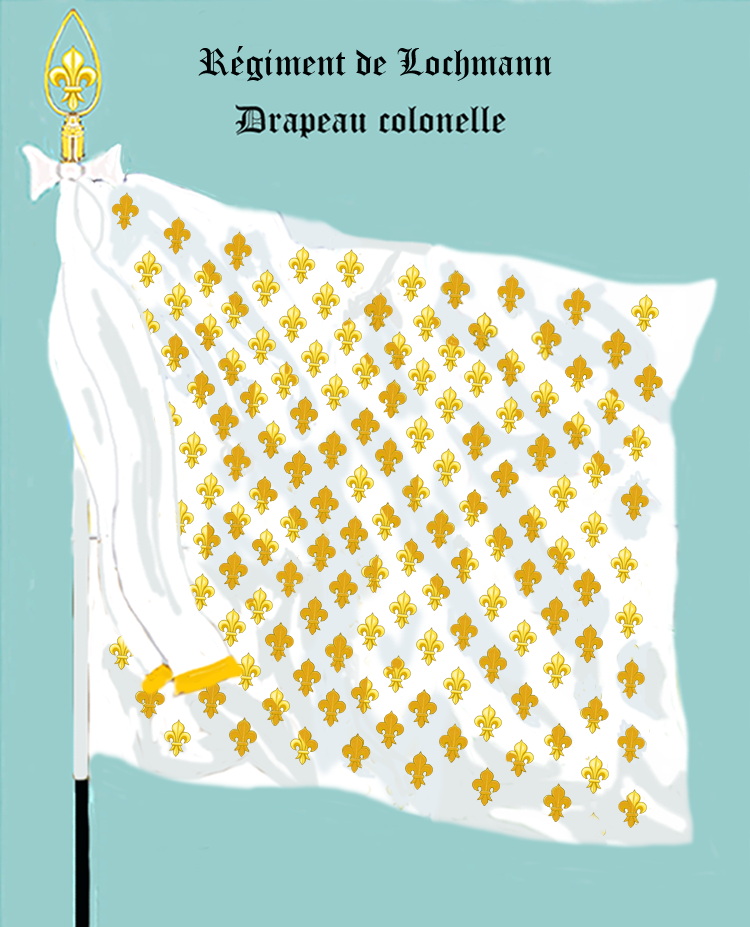
Livfana 1751-1777
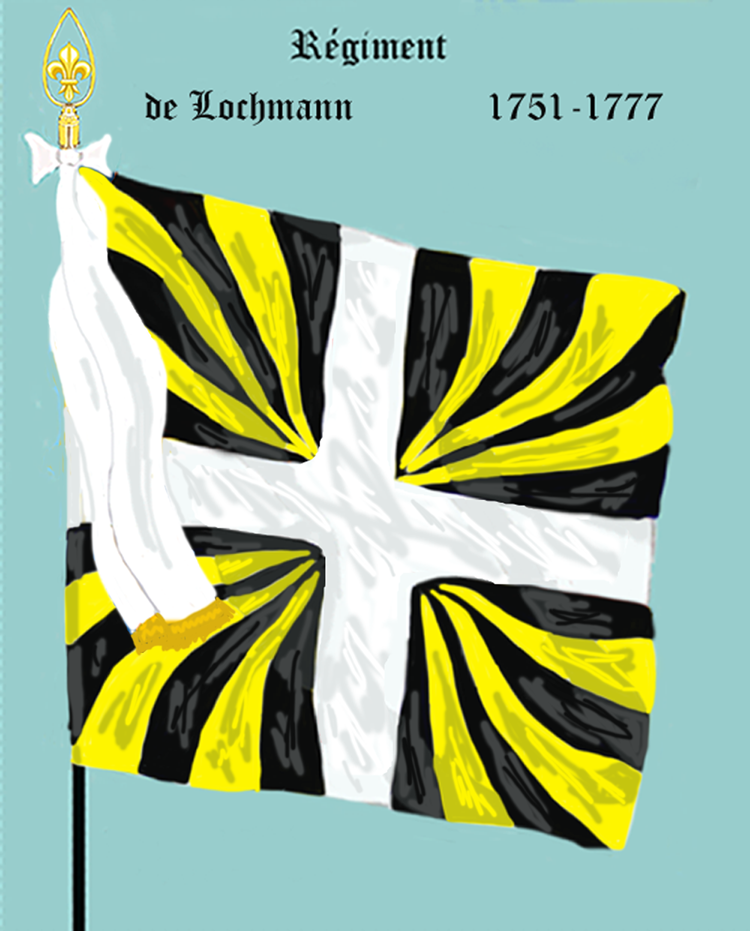
de Lochmann 1751
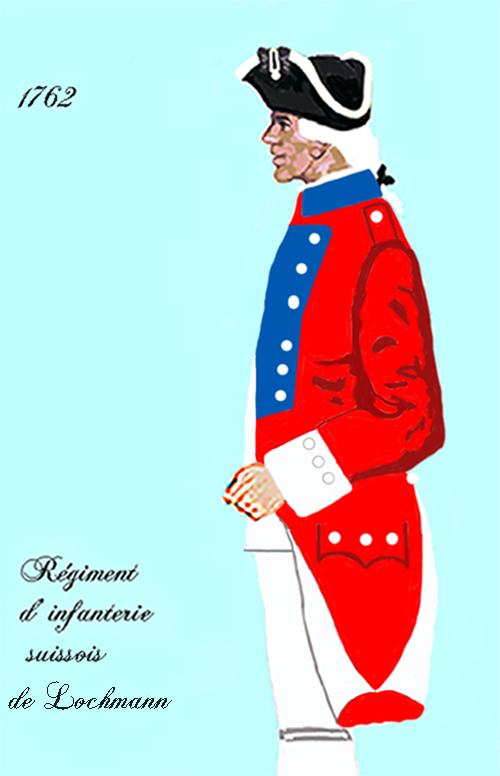
de Lochmann 1762
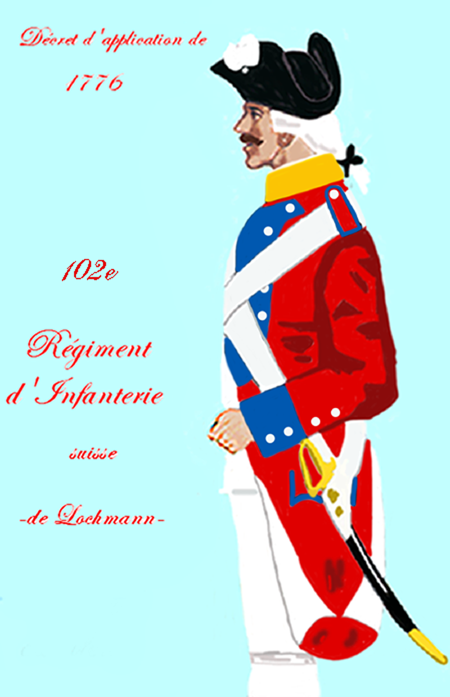
de Lochmann 1776
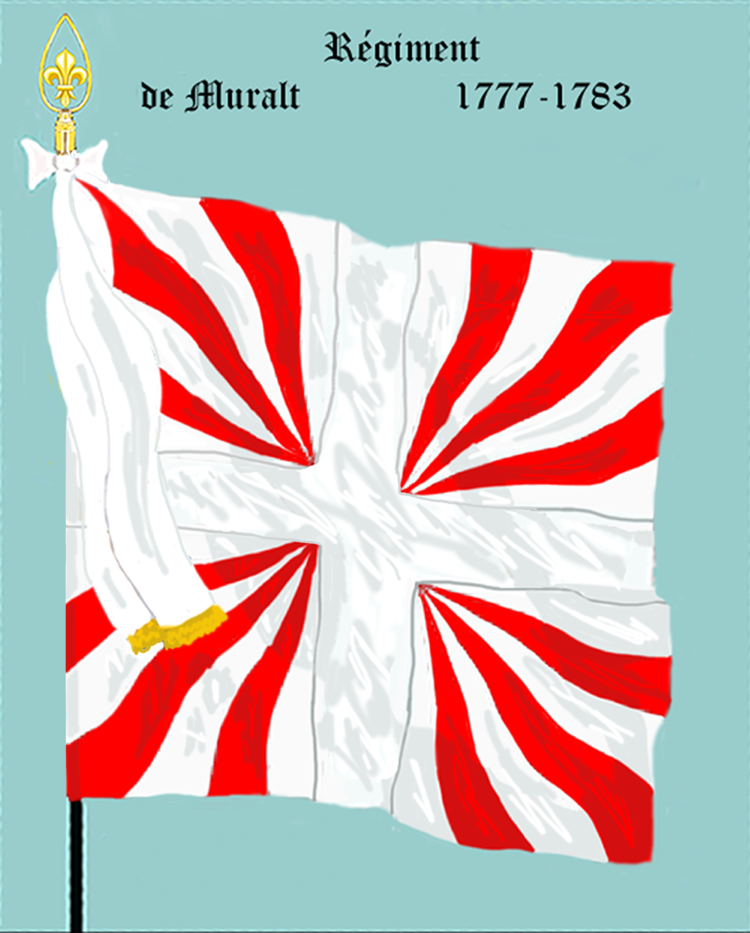
de Muralt
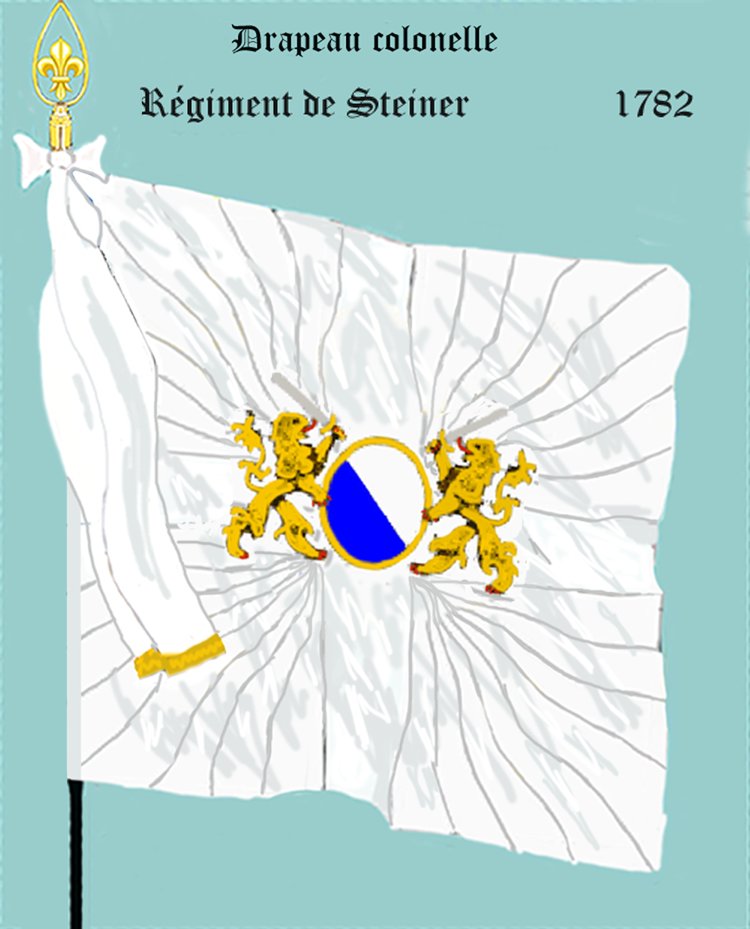
Livfana 1782-1791
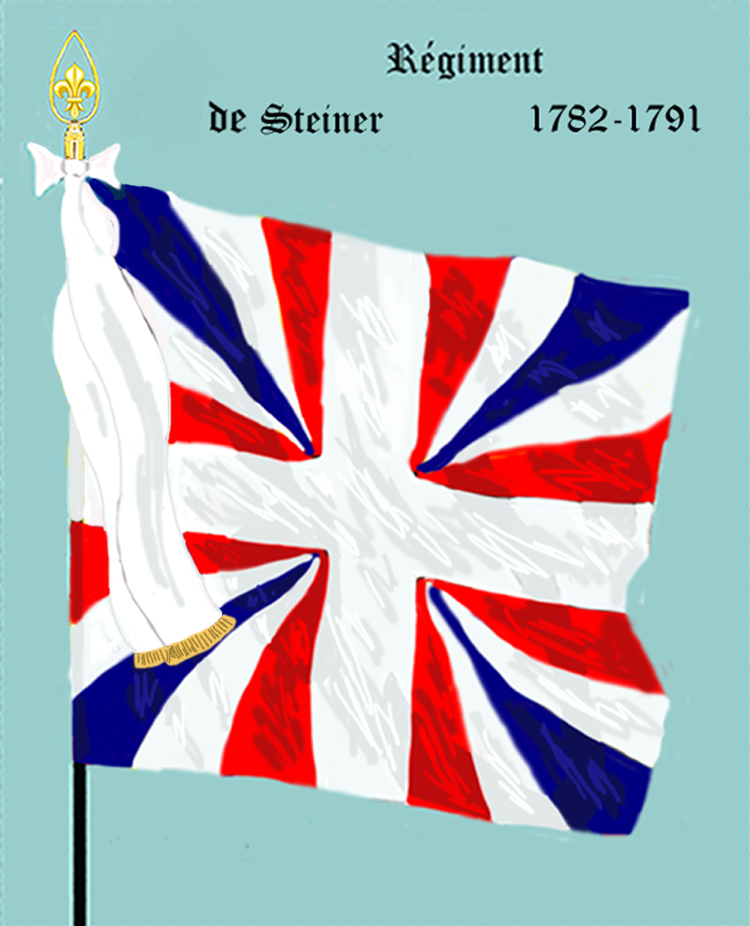
de Steiner

Régiment de Travers 120e RI
 
Bildat 1734
 
→ 1740: Régiment de Salis-Soglio 
 
→ 1744: Régiment de Salis Mayenfeld 99e RI 
 
→ 1762: Régiment de Salis-Marchlin 99e RI 
 
→ 1791: 95ème régiment d’infanterie de ligne

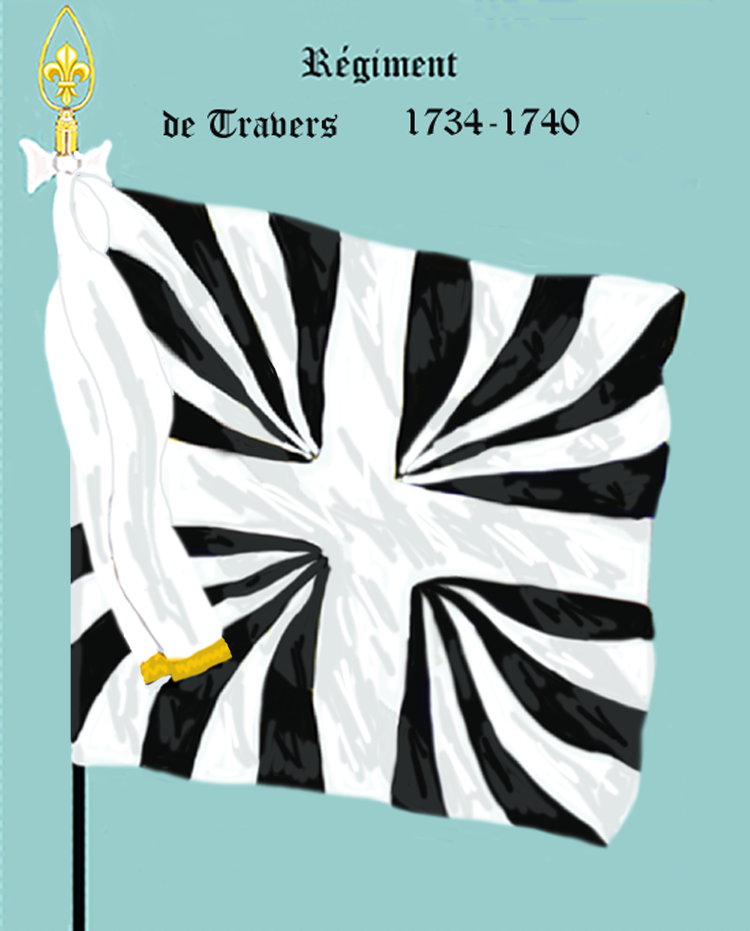
Travers
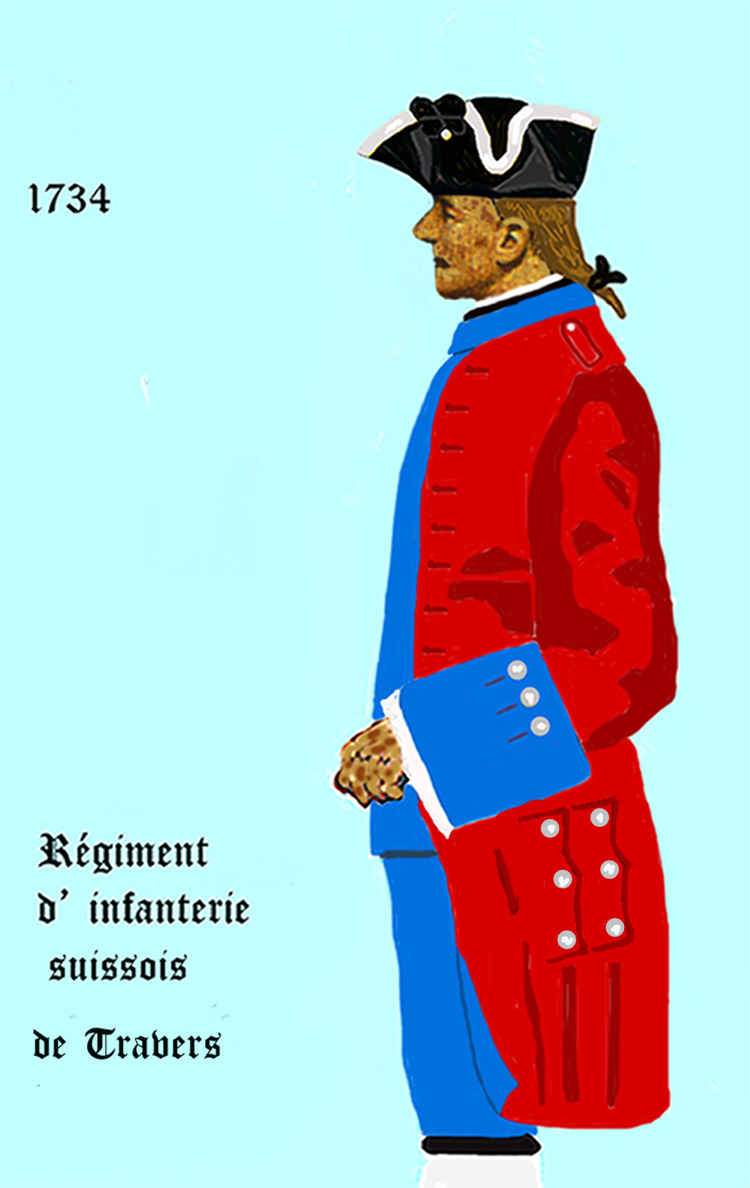
Travers 1734
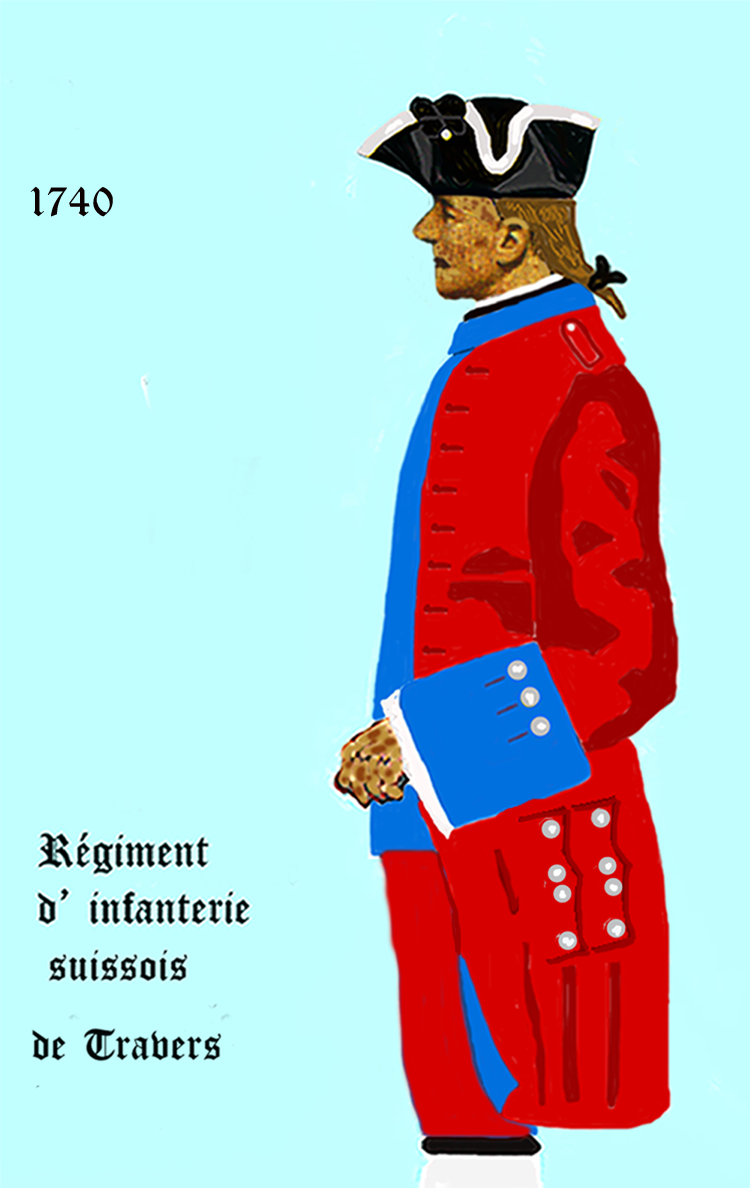
Travers 1740
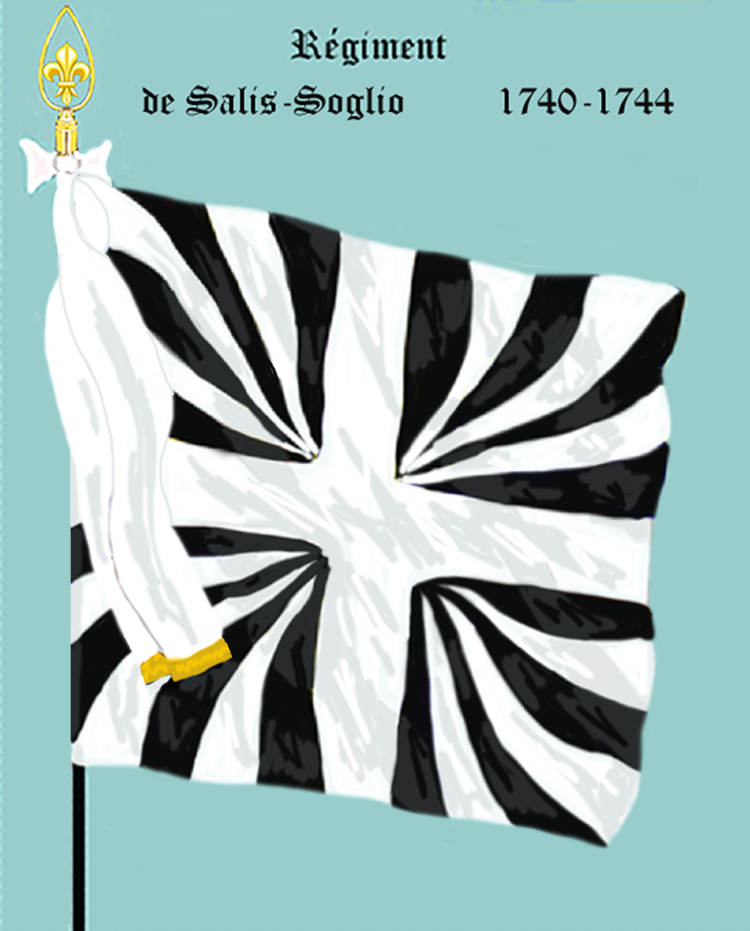
Salis-Soglio
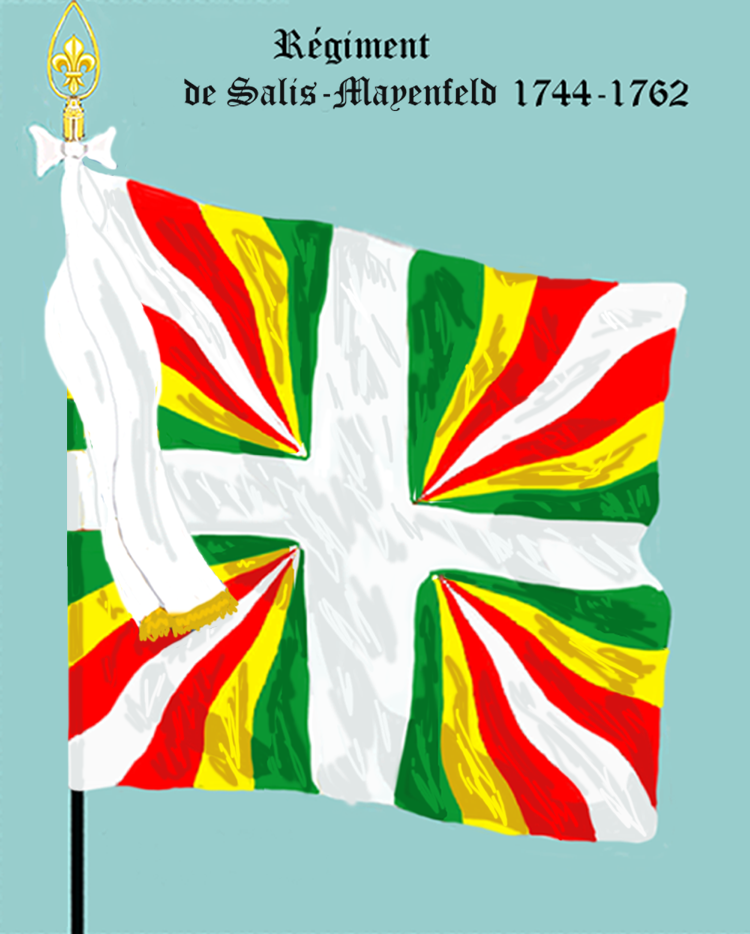
Salis Mayenfeld
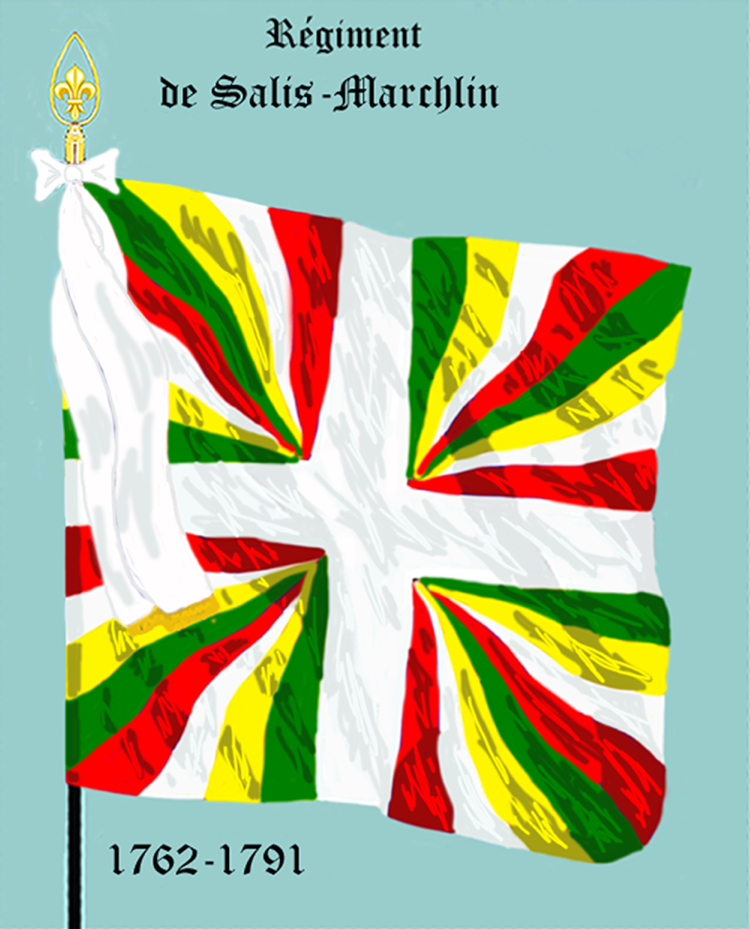
Salis-Marchlin
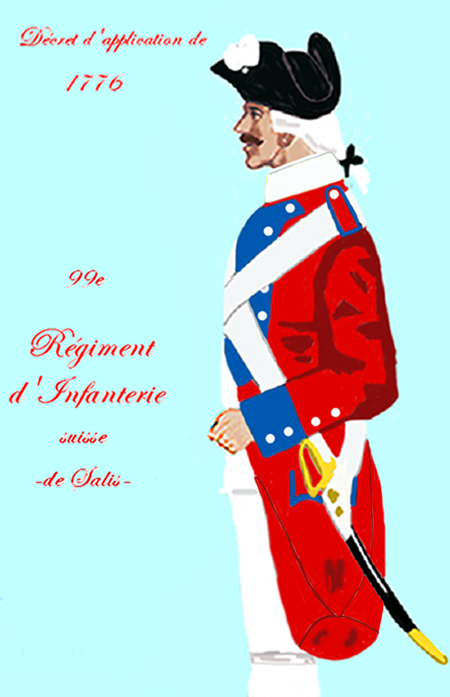
Salis-Marchlin 1776